# 阪急電鉄
阪急電鉄株式会社（はんきゅうでんてつ、英: Hankyu Corporation）は、大阪の梅田を中心に、大阪と神戸・宝塚・京都などを結ぶ鉄道を経営する会社。阪急阪神ホールディングスの子会社で、阪急阪神東宝グループ（旧・阪急東宝グループ）の中核事業会社である。略称は阪急。他の関西の大手私鉄同様に阪急電車とも呼ばれる。日本の大手私鉄の一つである。
本社は大阪府大阪市北区芝田、登記上の本店所在地は大阪府池田市栄町1番1号（阪急宝塚本線池田駅の所在地）である。平均利用者数約177万人/日、営業キロは143.6 km（第二種鉄道事業区間含む）に及ぶ。また、兵庫県宝塚市を拠点に女性のみの団員で構成される劇団「宝塚歌劇団」を子会社で運営している（「エンタテインメント・コミュニケーション事業（創遊事業）」の節も参照）。
大手私鉄では同じ関西の大手私鉄である南海電気鉄道および関東の大手私鉄である京成電鉄と共にみどり会の会員企業であり三和グループに属している。なお、阪急阪神東宝グループのメンバーで三和グループに属している企業のうち、東宝・阪急阪神百貨店・阪急阪神ホテルズ・阪急阪神不動産はいずれも当社と同じくみどり会のみに加盟しているのに対し、阪急阪神ホールディングスは三水会のみに加盟している。

## 沿革
阪急電鉄が運営している鉄道事業は、1907年（明治40年）に設立された箕面有馬電気軌道が、1910年（明治43年）3月10日に現在の宝塚本線・箕面線にあたる梅田駅（現在の大阪梅田駅） - 宝塚駅間、石橋駅（現在の石橋阪大前駅） - 箕面公園駅（現在の箕面駅）間を開業したのが始まりである。
北浜銀行の岩下清周や三井銀行出身の小林一三などが中心となって設立された。当時の箕面有馬電気軌道は阪神電気鉄道（大阪-神戸）など既に発展している都市間を結ぶ路線と異なり、郊外の田園地帯を走る路線であったため、乗客数は少なく経営基盤は貧弱であった。実質的な創業者である小林一三は鉄道需要を創出して経営を安定させるため沿線開発に力を入れた。当時、人口増加が著しかった大阪市は過密化や工場の公害によって住環境が悪化していた。そこで郊外の自然豊かな自社沿線に住宅地を新たに作り、その居住者を電車で都心へと運ぶアイディアを考案した。路線建設時にもともと地価の安かった沿線の土地を買い上げ、三井銀行出身だった小林一三は日本初の住宅ローンを活用した戸建て住宅地の分譲販売を行った。また終点の宝塚周辺では大阪方面からの客を呼び込むために宝塚新温泉（後の宝塚ファミリーランド）、宝塚唱歌隊（後の少女歌劇団、現在の宝塚歌劇団）などのレジャー事業を行った。このように鉄道などの都市交通事業を中心に、不動産、小売、レジャーなどを多角的に展開した。小林一三は現在では当たり前にもなった鉄道会社が沿線開発を行って、自ら鉄道需要の創出を行うという私鉄ビジネスモデルの基礎を作り上げたという点で特筆される。
続いて阪神間の輸送に参入。1918年（大正7年）、社名を阪神急行電鉄に改称。後に正式社名にも採用され現在まで続く略称の「阪急」はこれに由来する。阪神間に参入したことで、以後既に阪神間を結ぶ阪神本線で都市間連絡電車を営業していた阪神電気鉄道とは競合関係となる一方で駅間隔などで棲み分けがなされ、協調関係ともなった。1920年（大正9年）に神戸本線十三駅 - 神戸駅（後の上筒井駅）間を開業し、1936年（昭和11年）には神戸・三宮に新たに設けた神戸駅（後の三宮駅、現在の神戸三宮駅）へ高架線で乗り入れた。
なお、「電鉄」という語は、「電気鉄道」という語を商号に使用することに、鉄道省があくまで軌道法準拠の「電気軌道」であることを根拠として難色を示したことから、対策として小林一三が考え出した語で、以後軌道法監督下の各社が高速電気鉄道への脱皮を図る際に有効活用されることとなった。
1929年（昭和4年）に梅田駅に世界初となるターミナルデパート（駅直結型百貨店）である阪急百貨店を開業した。当時の百貨店業界は三越や大丸など江戸時代からの老舗の呉服店が百貨店に転換することが一般的であり、鉄道会社が運営する電鉄系百貨店の先駆けとなった。また、百貨店事業を中心とした小売部門（現在のH2Oリテイリング）は鉄道事業のさらなる需要増加と沿線住民の生活利便性向上に貢献した。
このように阪急並びに創業者の小林一三は鉄道事業に留まらず、百貨店・スーパーマーケットなどの流通事業、沿線の住宅開発（不動産事業）、宝塚歌劇団、ホテル・レジャー事業（1924年 - 1988年にはプロ野球球団の経営）といった多角経営を行った。これらの事業は本業の鉄道事業とともにシナジー効果を高め、阪急の多角経営（=小林一三モデル）は日本の私鉄（特に大手私鉄）や国鉄から民営化したJRの経営モデルとして多大な影響を与えた。
1943年（昭和18年）、陸上交通事業調整法により京阪電気鉄道と合併、京阪神急行電鉄となる（この経緯については「阪神急行電鉄#京阪電気鉄道の統合と分離」も参照）。なお、このとき公式の略称は「阪急」のまま変わらず、「京阪」の略称も引き続き使用され、大阪市電の電停名でも「阪急阪神前」（梅田）・「京阪前」（天満橋）・「京阪神急行前」（天六）などと、混用されていた。
戦後の1949年（昭和24年）、旧・京阪電鉄は京阪神急行電鉄からの分離、独立に舵を切り始めた。その際に行われた役員会において、1944年（昭和19年）から行われていた新京阪線電車の梅田駅への乗り入れを踏まえ、日本国有鉄道も加わった協議の結果、京阪神地域の将来を見据えて、「実質的な新京阪線の神戸・宝塚への延伸」という考え方から、新京阪の路線は阪急側へ割譲されることとなった。1949年（昭和24年）12月、旧京阪電鉄の京阪本線・交野線・宇治線・京津線・石山坂本線の5路線が分離されて京阪電気鉄道（現在の京阪ホールディングス）として再発足した。京阪神急行電鉄に残った新京阪線はこの時に京都本線となった。
1959年（昭和34年）、梅田駅 - 十三駅間が3複線化され、京都本線のターミナル駅が天神橋駅（現在の天神橋筋六丁目駅）から梅田駅になる。十三線は京都本線へ編入された。
1967年（昭和42年）に千里山線が北千里駅まで延長され千里線と改称された。1973年（昭和48年）、阪急電鉄に社名を変更した。
1992年（平成4年）、後にスルッとKANSAIへ発展するラガールカードによるストアードフェアシステム「ラガールスルー」を開始する。
しかし、バブル崩壊で小林公平が主導したキタの茶屋町地区などの再開発事業（ちゃやまちアプローズ）の失敗による巨額の損失を蒙った。追い討ちをかけるように、1995年（平成7年）1月17日の阪神・淡路大震災では、神戸本線・伊丹線・今津（北）線などが甚大な被害を受けたが、同年6月12日にほぼ全線が復旧、1998年（平成10年）には伊丹駅も再建された。
震災以降も、生産年齢人口の減少や娯楽の多様化、国鉄から民営化したJR西日本との競争の激化、少子高齢化などの影響により輸送人員は減少。不動産・ホテル事業の再編や、宝塚新温泉以来90年以上の歴史を持つ遊園地「宝塚ファミリーランド」の閉園、ポートアイランドにあった「神戸ポートピアランド」からの事業撤退（その後しばらくは神戸市の手で運営を継続ののち、2006年閉園）など、グループ事業の再編が進められる。その集大成として、2005年（平成17年）4月1日に、旧・阪急電鉄から鉄道、不動産、レジャー、流通の4事業を分割承継する新・阪急電鉄（阪急電鉄分割準備（株）〈1989年設立〉から商号変更）と、ホテル経営を統括する阪急ホテルマネジメント、旅行業の阪急交通社の直営事業会社2社の合わせて3社に再編し、旧・阪急電鉄は持株会社として阪急ホールディングスに移行した（2006年10月1日には阪神電気鉄道と経営統合し、阪急ホールディングスは阪急阪神ホールディングスとなった。詳しくは「阪急・阪神経営統合」を参照）。
2007年（平成19年）10月19日に創業100年、2010年（平成22年）3月10日に開業100年を迎えた。
かつては小林家の人物が経営の中枢を担っていて、その体制が3代（一三・米三・公平）に渡って続いたことから、東武鉄道・西武鉄道・富士急行とともに同族経営の鉄道会社として知られていた。現在は、小林家としては4代目に当たる小林公一が常任監査役を務めている程度で、社長は阪急電鉄の生え抜きの人物が務めている。

### 年表

#### 箕面有馬電気軌道
- 1906年（明治39年）1月15日 箕面有馬電気鉄道創立発起人会設立。
- 1907年（明治40年）
  - 6月1日 箕面有馬電気軌道に社名変更。
  - 10月19日 箕面有馬電気軌道創立総会開催。会社設立[7]。
- 1909年（明治42年）9月25日 新淀川橋梁が竣工。
- 1910年（明治43年）
  - 2月22日 宝塚本線梅田（現在の大阪梅田） - 宝塚間、箕面線石橋（現在の石橋阪大前） - 箕面間が竣工。
  - 3月10日 宝塚本線梅田 - 宝塚間、箕面線石橋 - 箕面間が開業。
  - 3月13日 池田車庫において開業式典を挙行。
  - 6月 池田室町住宅地の売出しを開始。当時珍しい月賦方式による住宅販売。
  - 7月1日 電灯電力供給事業を開始。詳細は関西私鉄の電力供給事業を参照。
  - 11月1日 箕面動物園が開園。
- 1911年（明治44年）
  - 5月1日 宝塚新温泉（後の宝塚ファミリーランド）開業。
  - 10月16日 宝塚本線、および箕面支線で貨物営業を開始。
- 1912年（明治45年）7月1日 宝塚新温泉内にパラダイスを新設。
- 1913年（大正2年）7月1日 宝塚唱歌隊（現在の宝塚歌劇団）を組織。
- 1914年（大正3年）4月1日 宝塚新温泉余興場において歌劇上演を開始。
- 1916年（大正5年）3月31日 箕面動物園を廃止（閉園）。

#### 阪神急行電鉄
- 1918年（大正7年）

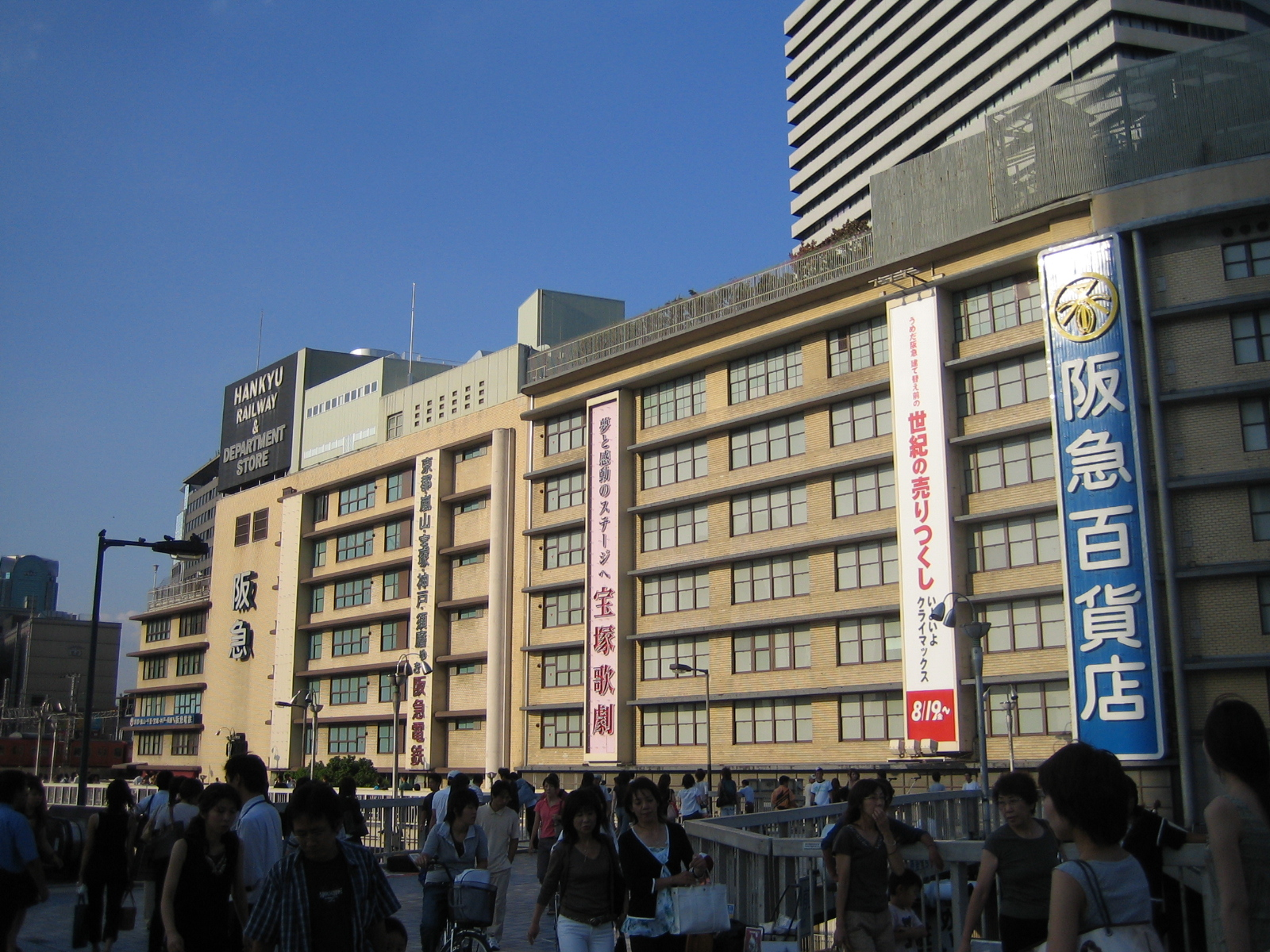
阪急百貨店うめだ本店
（建替え工事開始前）

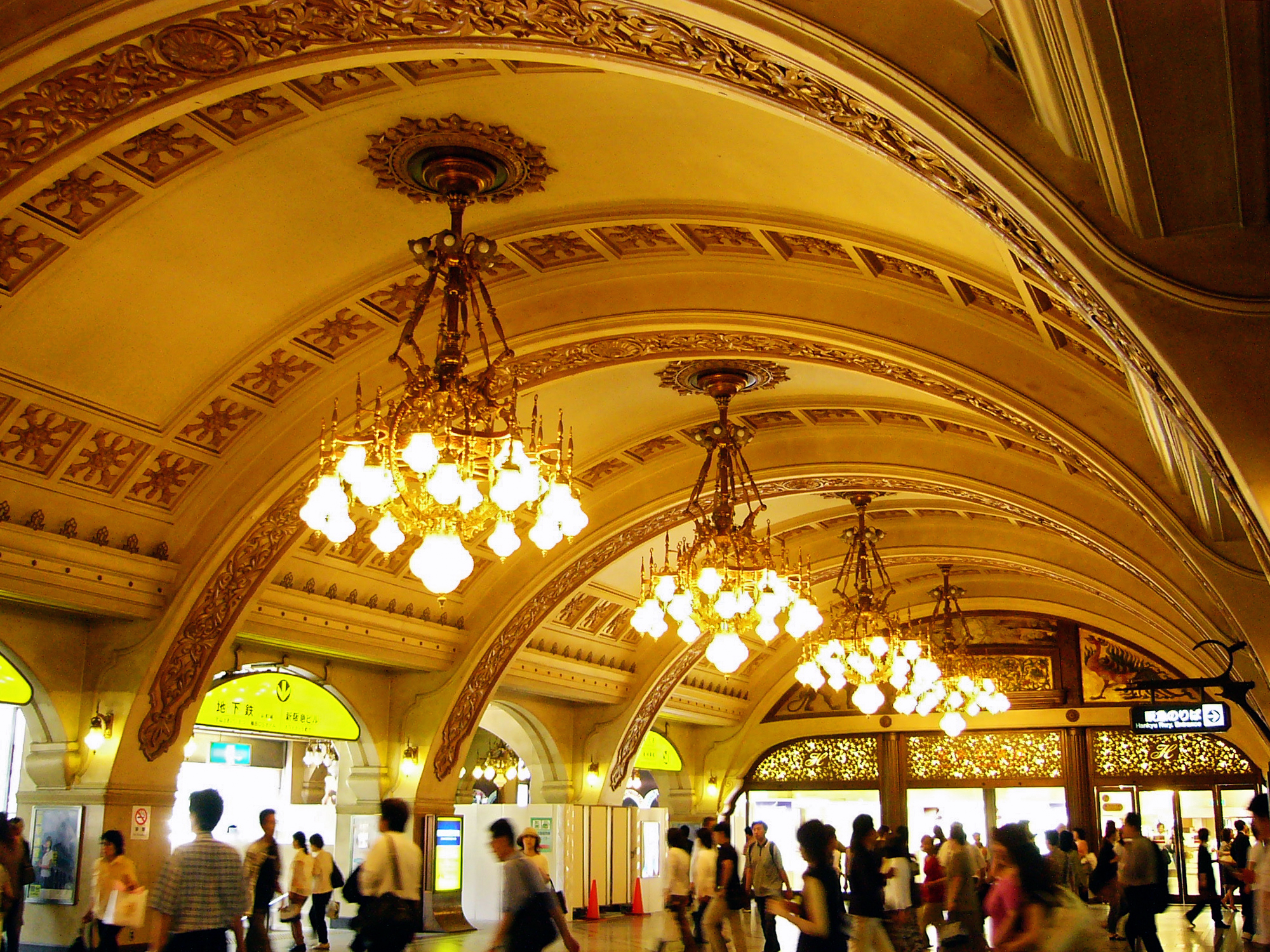
旧阪急梅田駅コンコース
※現存せず

  - 2月4日 商号を阪神急行電鉄株式会社に変更。阪神急行電鉄の略称として「阪急」、「阪急電鉄」の名称が用いられるようになる。
  - 5月23日 東京帝国劇場において宝塚少女歌劇団の初公演を実施。
- 1919年（大正8年）1月6日 宝塚音楽歌劇学校を創立。
- 1920年（大正9年）
  - 7月16日 神戸本線 十三 - 神戸（後の上筒井）間、伊丹線が開業。
  - 11月1日 阪急ビル（旧館）が竣工。
  - 11月5日 阪急ビル2階に食堂を開設。
- 1921年（大正10年）
  - 4月1日 北大阪電気鉄道（1923年に新京阪鉄道へ事業譲渡）が十三 - 豊津間（現在の京都本線・千里線の一部）を開業。
  - 9月2日 西宝線（現在の今津線の一部）宝塚 - 西宮北口間が開業。
  - 10月26日 北大阪電気鉄道が豊津 - 千里山間を開業。
- 1924年（大正13年）
  - 7月15日 宝塚大劇場が竣工。
  - 10月1日 甲陽線開業。
- 1925年（大正14年）
  - 6月1日 梅田阪急ビル（旧館）の2・3階に阪急直営マーケット（阪急百貨店の前身）を開業。
  - 10月15日 新京阪鉄道（1930年に（旧）京阪電気鉄道に合併）が天神橋（現在の天神橋筋六丁目） - 淡路間（現在の千里線の一部）を開業。
- 1926年（大正15年）5月14日 宝塚ホテル開業。
  - 7月5日 梅田 - 十三間が高架複々線化。神戸本線・宝塚本線の分離運転を開始。旧線は北野線として営業を継続。
  - 12月18日 西宮北口 - 今津間開業。西宝線が全線開業し、路線名を今津線と改称。
- 1928年（昭和3年）
  - 1月16日 新京阪鉄道が淡路 - 高槻町（現在の高槻市）間を開業（現在の京都本線）。
  - 11月1日 新京阪鉄道が高槻町 - 京都西院（現在の西院）を開業。
  - 11月9日 新京阪鉄道が桂 - 嵐山間を開業（現在の嵐山線）。
- 1929年（昭和4年）
  - 3月28日 梅田阪急ビル（新館）の第1期工事が竣工。
  - 4月15日 梅田阪急ビル（新館）に阪急百貨店が開店、阪急直営マーケットを閉店。
  - 7月10日 六甲山ホテル開業。
- 1931年（昭和6年）
  - 3月31日（旧）京阪電気鉄道が新京阪線 西院 - 京阪京都（現在の大宮）間開業。関西初の地下鉄道の開業。
  - 10月15日 阪急神崎川ゴルフ場を開場。
  - 12月1日 梅田阪急ビルの第2期工事が竣工。
- 1932年（昭和7年）
  - 8月 演劇、映画の興行を主たる目的として、東京宝塚劇場（現在の東宝）を設立。
  - 11月20日 梅田阪急ビルの第3期工事が竣工。
- 1935年（昭和10年）
  - 1月25日 宝塚大劇場が全焼。
  - 4月1日 全焼した宝塚大劇場を復興。
- 1936年（昭和11年）
  - 1月23日 阪急職業野球団（後の阪急ブレーブスの前身。現在のオリックス・バファローズ）を結成。
  - 2月26日 梅田阪急ビルの第4期工事が竣工。
  - 3月31日 神戸阪急ビルが竣工。
  - 4月1日 神戸本線 西灘（現在の王子公園） - 神戸（現在の神戸三宮）間が開業し全通。西灘 - 上筒井間は上筒井線として存続。
- 1937年（昭和12年）5月1日 阪急西宮球場（後の西宮スタジアム）の開場式を挙行。
- 1940年（昭和15年）5月20日 上筒井線廃止。
- 1942年（昭和17年）4月1日 国家総動員法及び配電統制令に基づき設立された関西配電に電灯電力供給業務を譲渡。

#### 京阪神急行電鉄
- 1943年（昭和18年）10月1日 阪神急行電鉄が京阪電気鉄道を合併、京阪神急行電鉄株式会社に商号変更。
- 1945年（昭和20年）
  - 5月1日 交野電気鉄道の事業を譲り受け、交野線とする。
  - 12月21日 奈良電気鉄道（一部列車はさらに近畿日本鉄道）からの京阪線への直通運転を奈良電気鉄道の車両による片乗り入れで開始。
- 1946年（昭和21年）11月20日 生産部を日興殖産（現在の阪急産業）として分社化。
- 1947年（昭和22年）
  - 3月7日 百貨店を阪急百貨店（事業は現在の阪急阪神百貨店、法人はエイチ・ツー・オー リテイリング）として分社化。
  - 4月1日 京阪線車両の奈良電気鉄道への直通運転を開始。片乗り入れから相互乗り入れに変更。同時に宇治線全線も新たに直通運転区間となる。
- 1949年（昭和24年）
  - 1月1日 北野線を休止。
  - 12月1日 京阪線・交野線・宇治線・京津線・石山坂本線を（新）京阪電気鉄道（法人としては現在の京阪ホールディングス）として分離。新京阪線を京都本線に改称。
- 1959年（昭和34年）2月18日 梅田 - 十三間が3複線化。
- 1963年（昭和38年）6月17日 京都本線大宮 - 河原町（現在の京都河原町）間開業。
- 1967年（昭和42年）
  - 3月1日 千里山線が千里線に改称、北千里駅まで開通。北千里駅に日本初の本格的な自動改札機設置。
  - 10月8日 神戸線 電車線電圧を1500 Vに昇圧。
- 1968年（昭和43年）4月7日 神戸本線が神戸高速鉄道・山陽電気鉄道と相互直通運転開始。
- 1969年（昭和44年）
  - 8月24日 宝塚線 電車線電圧1500 Vに昇圧。
  - 12月6日 千里線・京都本線が大阪市営地下鉄堺筋線と相互直通運転開始。

#### 阪急電鉄
- 1973年（昭和48年）
  - 4月1日 阪急電鉄株式会社に商号変更。

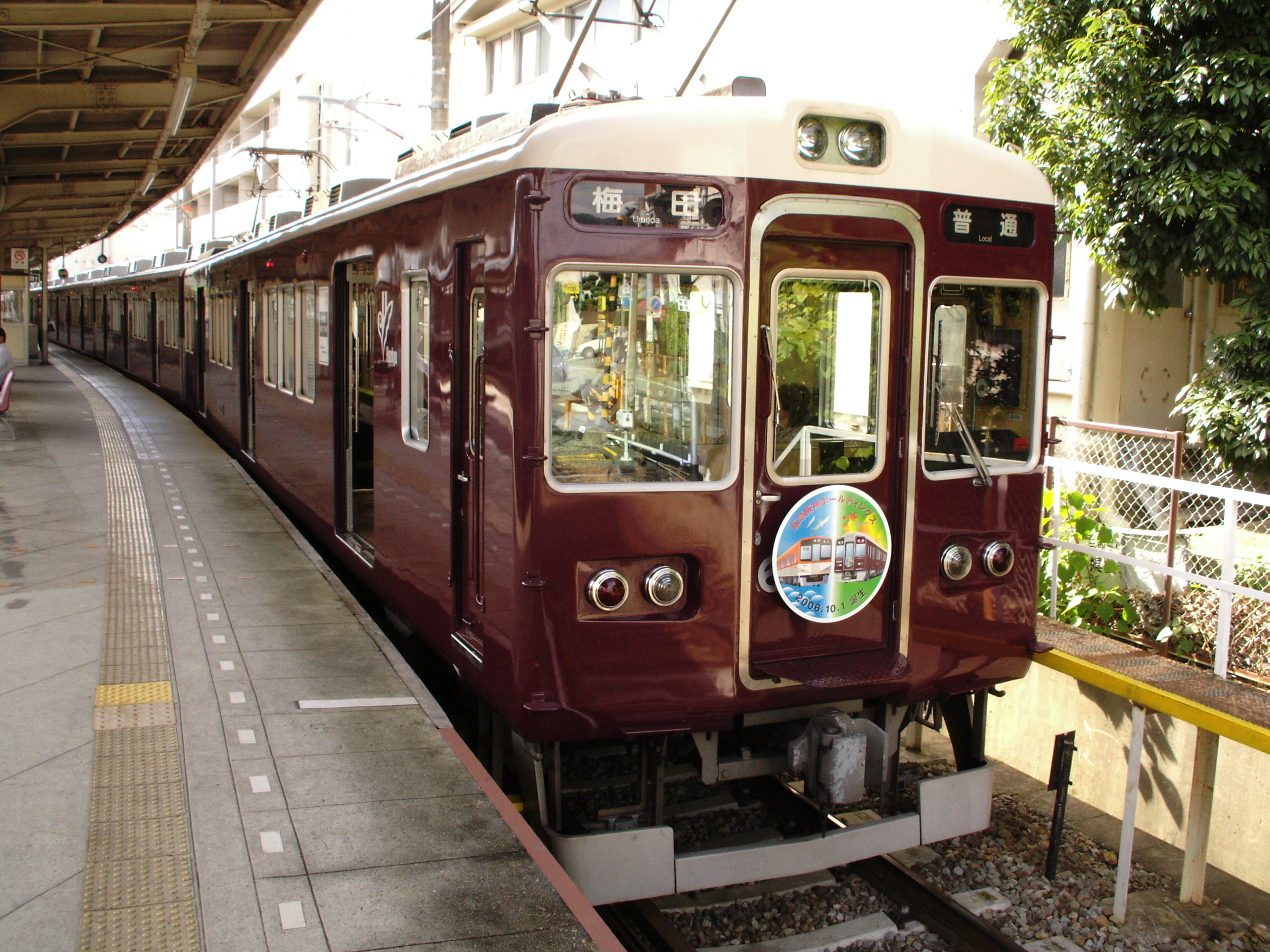
阪急阪神ホールディングス誕生記念ヘッドマークを掲出した6000系電車。雲雀丘花屋敷駅ホームにて

  - 11月23日 梅田駅の移転拡張工事が完成。
- 1975年（昭和50年）7月31日 京都本線で6300系が運行開始。
- 1978年（昭和53年）3月10日 神戸線・宝塚線が軌道法による軌道から地方鉄道法による鉄道に変更。
- 1981年（昭和56年）3月1日 運行標識板の仕様を全面的に統一した。詳細は#運行標識板を参照。
- 1982年（昭和57年）3月29日 宝塚線で10両連結運転開始。
- 1983年（昭和58年）7月1日 全駅に自動改集札機を導入完了。
- 1984年（昭和59年）
  - 3月25日 今津線が西宮北口駅で分断。
  - 5月5日 神戸本線六甲駅で山陽車両の回送列車と阪急車両の高速神戸発梅田行の特急列車が衝突、脱線。負傷者72名（六甲駅列車衝突事故）。
- 1985年（昭和60年）11月18日 神戸線・京都線で10両連結運転開始。
- 1986年（昭和61年） 
  - 自社車両の全面冷房化を達成（大手私鉄では同じグループとなった阪神電気鉄道に次いで2番目）
  - 4月1日 日本初の自動定期券発売機を設置[10]。
- 1987年（昭和62年）12月31日 大晦日の終夜運転を全線で開始（ただし開始後数年間は千里線天神橋筋六丁目駅 - 淡路駅間は対象外）。
- 1988年（昭和63年）
  - 神戸高速線での第二種鉄道事業開始。
  - 11月4日 阪急ブレーブスの経営権をオリエント・リース（現在のオリックス）に譲渡。
- 1989年（平成元年）
  - 1月1日 宝塚本線で8000系が運行開始。
  - 4月1日 プリペイドカード「ラガールカード」導入。
  - 12月7日 株式会社アクトシステムズが設立。この会社は一旦休眠会社となり、後に分社・持株会社化の準備のための完全子会社・阪急電鉄分割準備株式会社（現在の阪急電鉄）となる
- 1992年（平成4年）
  - 4月1日 ストアードフェアシステム「ラガールスルー」開始[9]。
  - 9月1日 コーポレートアイデンティティを導入し、新社章を制定。
  - 10月19日 本社を大阪市北区芝田に移転[11][12]。
- 1994年（平成6年）9月1日 日本初の不正乗車防止システム「フェアライドシステム」を導入[13]。終日有効だった入場券が入場後2時間まで有効となる[注釈 5]。
- 1995年（平成7年）
  - 1月17日 阪神・淡路大震災で各線に被害。同年1月23日までに京都本線、宝塚本線、神戸本線の一部などで運転再開。
  - 2月5日 今津線が全線復旧。
  - 3月1日 甲陽線が全線復旧。
  - 3月11日 伊丹線が新伊丹 - 伊丹（仮駅）間で運行再開。
  - 6月12日 神戸本線が全線復旧。
  - 9月1日 運賃改定に伴い時差回数券、土休日回数券導入。
- 1996年（平成8年）
  - 1月1日 「ジェントルサウンドサービス」の一環として、駅・車内での案内を変更（詳細は特記事項参照）。
  - 3月20日 「ラガールスルー」を改良した関西圏の共通乗車カードシステム「スルッとKANSAI」開始[14]。
- 1997年（平成9年）11月17日 宝塚本線で能勢電鉄日生中央駅まで乗り入れを行う直通特急日生エクスプレスの運転を開始。
- 1998年（平成10年）
  - 2月15日 山陽電気鉄道との相互直通運転を中止、神戸本線は新開地までの運転に。
  - 10月1日 今津（南）線、甲陽線でワンマン運転を開始[15]。
  - 11月21日 伊丹駅本駅が完成。伊丹（仮駅） - 伊丹間は単線で運転再開。
- 1999年（平成11年）
  - 3月6日 伊丹（仮駅） - 伊丹間が複線運転再開、震災から実に4年ぶりに完全復旧。
  - 4月1日 全路線の全車両で優先座席を廃止（全車両の全座席を優先座席化）[16]。
  - 12月16日 継続定期券発売機能付新型券売機導入（デビットカード対応は2000年3月6日から）。
- 2000年（平成12年）12月 総務省より東経110度CSデジタル放送における委託放送事業者の認定を受ける[17]。
- 2001年（平成13年）
  - 3月1日 インターネットによる新規通勤定期券予約サービス「eていき」開始。
  - 10月1日 回数券カード発売（これまでの切符式は2018年9月まで併売）。
- 2002年（平成14年）
  - 7月1日 委託放送事業者として、スカイパーフェクTV!2（現在のスカパー!）においてTAKARAZUKA SKY STAGEを開局[17]。
  - 10月1日 京都本線で女性専用車両を2か月間限定で試験導入。6300系の特急・通勤特急・快速特急のみに設定。同年12月2日から本格導入。
- 2003年（平成15年）
  - 6月10日 携帯電話の電源オフを終日ルールづけた車両「携帯電話 電源オフ車両」を全列車で試験的に導入。7月11日から本格導入。
  - 10月14日 京都本線で特急車9300系が運行開始[18]。
- 2004年（平成16年）
  - 3月29日 休眠子会社となっていた株式会社アクトシステムズを阪急電鉄分割準備株式会社に商号変更。旧阪急電鉄の持株会社化への準備始まる。
  - 7月1日 大阪市営地下鉄（現・Osaka Metro）との共同使用駅である天神橋筋六丁目駅に阪急初となる駅ナンバリング導入[19][注釈 6]。
  - 8月1日 非接触型ICカードPiTaPaによる乗車サービスを開始。HANA PLUSカード発行。
- 2005年（平成17年）4月1日 阪急電鉄・阪急ホテルマネジメント・阪急交通社の各社を直轄する持株会社、阪急ホールディングスに移行。同日付けで鉄道・不動産等の事業は会社分割によって阪急電鉄分割準備株式会社に承継させた上で同社の商号を（新）阪急電鉄株式会社に変更、旧阪急電鉄の商号を阪急ホールディングス株式会社に変更。
- 2006年（平成18年）
  - 1月21日 JR西日本のICOCAで鉄道路線が利用可能になる。
  - 7月1日 PiTaPa対応カードを用いた「IC定期券サービス（PiTaPa定期サービス）」を開始。
  - 7月31日 神戸本線で9000系が運行開始。
  - 10月1日 親会社の阪急ホールディングスが阪神電気鉄道との経営統合に伴い阪急阪神ホールディングス株式会社に商号変更（詳細は「阪急・阪神経営統合」を参照）。
- 2007年（平成19年）
  - 9月18日 宝塚本線でも9000系が運行開始。
  - 10月1日 HANA PLUSカードに代わり、STACIAカード発行開始。
  - 10月29日 全路線の全車両に優先座席を再設置。合わせて携帯電話電源オフ車両の場所を一部変更[20]。
- 2010年（平成22年）
  - 3月10日 開業100周年を迎える。
  - 3月14日 これまでの路線図における「京都線」「宝塚線」「神戸線」という表記をそれぞれ、「京都本線」「宝塚本線」「神戸本線」に統一。
  - 10月1日 神戸高速線 新開地 - 西代間の第二種鉄道事業廃止。
- 2011年（平成23年）
  - 4月 主要16駅にシースルー型改札「ごあんないカウンター」を設置、全駅で「駅係員よびだしインターホン」・旅客案内ディスプレイの使用を開始[21]。
  - 4月1日 TAKARAZUKA SKY STAGEにおける委託放送事業者の地位を、宝塚クリエイティブアーツに委譲。
  - 9月1日 全駅の構内において、喫煙ルームを除いて終日全面禁煙になる[22]。
- 2013年（平成25年）
  - 1月1日 前照灯の終日点灯を開始。関西大手私鉄では、近畿日本鉄道に次いで2例目の実施。
  - 3月23日 IC乗車カード全国相互利用開始によりKitaca、PASMO、Suica、manaca、TOICA、nimoca、はやかけん、SUGOCAが鉄道路線で利用可能になる。
  - 11月28日 神戸本線で1000系（2代目）が運行開始[23]。
  - 12月21日 天神橋筋六丁目駅[注釈 6]を除く全駅に駅ナンバリング導入[24][25]。三宮駅を神戸三宮、服部駅を服部天神駅、中山駅を中山観音駅、松尾駅を松尾大社駅にそれぞれ改称[24]。
  - 12月25日 宝塚本線で1000系が運行開始[23]。
- 2014年（平成26年）
  - 3月1日 角和夫が社長を退任し会長に、中川喜博が社長に就任[26]。
  - 3月30日 京都本線で1300系（2代目）が運行開始[23]。
  - 7月15日 「携帯電話 電源オフ車両」を廃止。また優先座席の配置などを一部変更し、携帯電話の取り扱いを「混雑時の優先座席付近は電源OFF」に変更。
- 2017年（平成29年）
  - 4月1日
    - 阪急・阪神・能勢・北急専用の磁気カード「阪急 阪神 能勢 北急レールウェイカード」を発売[27]。スルッとKANSAI対応の「ラガールカード」は3月31日限りで発売終了[28]。
    - 4月1日 JR西日本や京阪電気鉄道・大阪モノレール・神戸市交通局との、PiTaPaとICOCAによる連絡定期券を発売開始[29]。
    - 4月1日 中川喜博が社長を退任し、後任の社長に神戸電鉄の社長を務めた杉山健博が就任[30]（6月には阪急阪神ホールディングスの社長にも就任[31]）。
- 2018年（平成30年）
  - 1月31日 阪急阪神グループ4社以外での、レールウェイカード・スルッとKANSAI対応カードの自動改札機での共通利用を終了（券売機・精算機での利用は引き続き可能）[32]。
  - 4月1日 この日に大阪市交通局が民営化されて発足したOsaka MetroとのIC連絡定期券を「PiTaPa」で発売開始[33]。
  - 4月1日 不動産事業を阪急阪神不動産へ譲渡[注釈 7]。
- 2019年（平成31年・令和元年）
  - 3月1日 阪急電鉄においてICカード「ICOCA」、および「ICOCA定期券」を発売開始[35]。
  - 9月30日 阪急阪神グループ4社でのレールウェイカード（2月28日に発売終了）・ラガールカードの自動改札機での共通利用を終了[36]。
  - 10月1日 梅田駅、河原町駅、石橋駅をそれぞれ大阪梅田駅、京都河原町駅、石橋阪大前駅に改称[37]。
- 2020年（令和2年）11月23日 神戸本線六甲駅東側の高羽踏切で軽ワゴン車と列車が衝突し、脱線。六甲駅周辺での2度目の脱線事故となる。夙川駅 - 新開地駅間の上下線が翌日24日午前9時21分まで運転見合わせ。
- 2021年（令和3年）3月13日 この日のダイヤ改正から冊子の「ポケット時刻表」の配布を廃止[38]。
- 2022年（令和4年）12月17日 各線でダイヤ改正。快速急行の列車種別名称を「準特急」に変更[39]。宝塚本線・京都本線で10両連結運転終了。
- 2023年（令和5年）
  - 4月1日 鉄道駅バリアフリー料金制度を導入[40]。「阪急電車ポイント還元サービス」を開始[41]。
  - 4月30日 回数券・往復乗車券の発売をこの日で終了（身体障がい者・知的障がい者用用特別割引回数券は発売継続）[41]。
  - 5月1日 喫煙ルーム閉鎖に伴い、全駅の構内において、終日全面禁煙になる[42]。
- 2024年（令和6年）
  - 7月21日：京都本線で2300系（2代目）運行開始。京都本線の特急・通勤特急・準特急に座席指定サービス「PRiVACE」（プライベース）を導入[43]。
  - 夏頃：神戸本線・宝塚本線で2000系（2代目）が運行開始[44]。
- 2025年（令和7年）
  - 2月22日：神戸本線・宝塚本線でダイヤ改正[45]。神戸本線で10両連結運転終了[注釈 8]。
  - 7月1日：会社分割により宝塚歌劇団を完全子会社として法人化[46][47]。

## 社章
コーポレートマークとも呼ばれる現社章は1992年9月のVI（ビジュアル・アイデンティティ）導入時に制定された。阪急電鉄イニシャルの「H」を花のイメージでかたどり、新しい領域へ挑戦する成長力・若々しさを表現している。基本カラーとしてワインレッドの指定があり、これをHankyuレッドと呼称する。
旧社章は京阪神急行電鉄時代に制定されたもので、大阪市（澪標）と神戸市の市章を重ねて「阪・神」をシンボライズした意匠はさらに阪神急行電鉄時代にまで遡ることができる。京阪神急行電鉄の社章はこれに京都市の旧き章（現・京都市略章）を象った円で囲ったもので、現在阪急バスがこれに類似した社章を使用している。

社章（VI） (1992 - 現行)
阪神急行電鉄社章 (1918 - 1943)
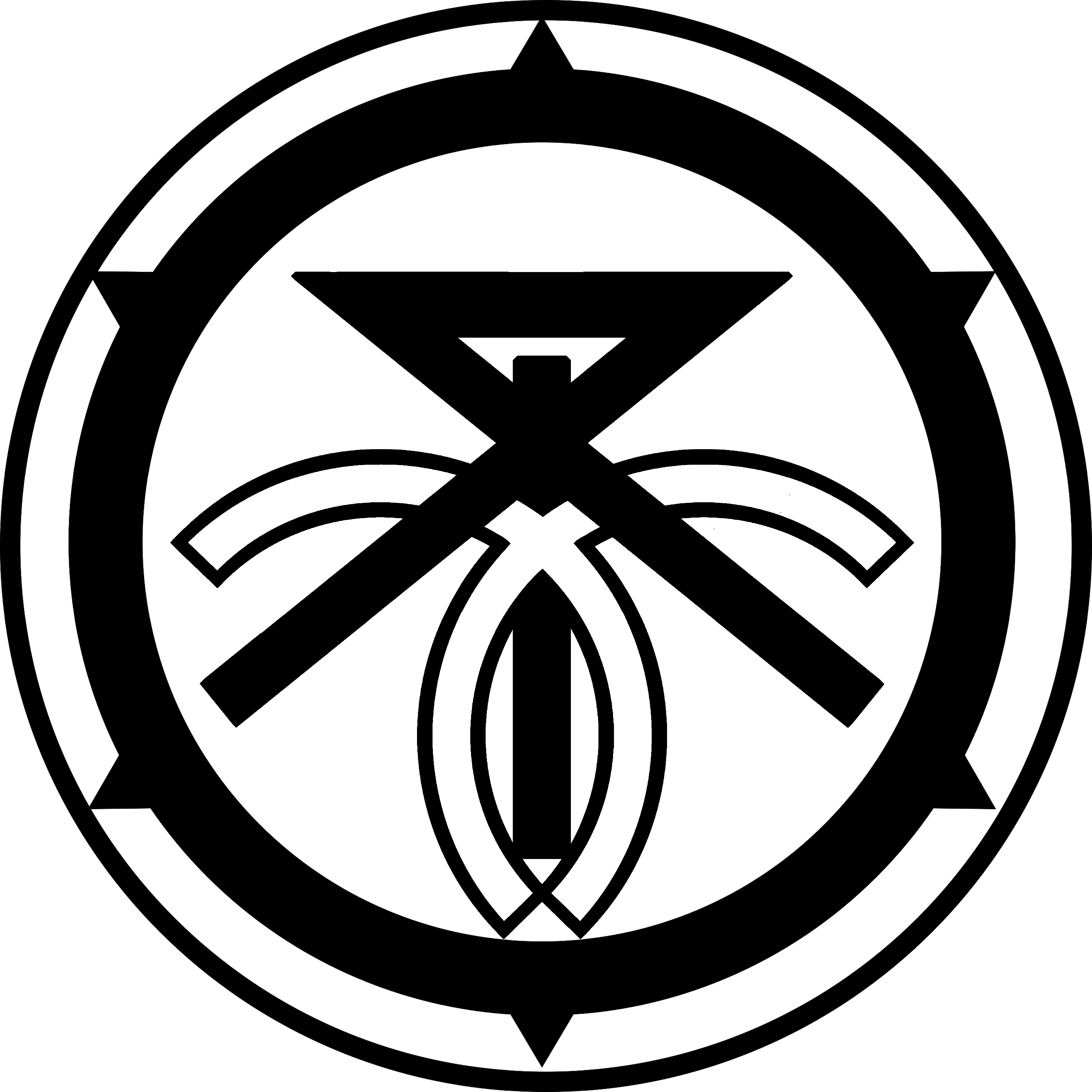
京阪神急行電鉄社章 (1943 - 1992)
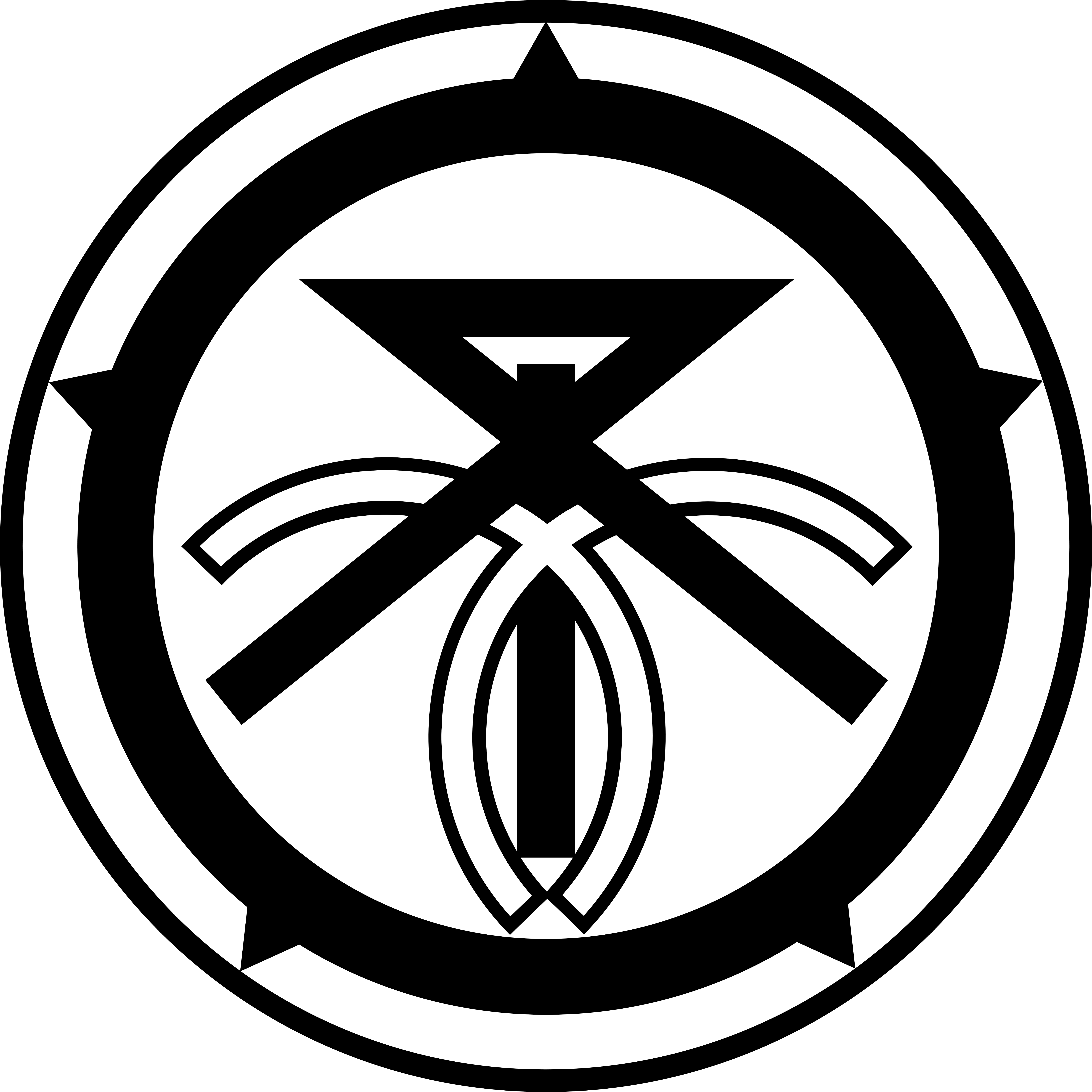
（参考）阪急バス社章

## 鉄道事業（都市交通事業）
阪急電鉄では、鉄道事業のことを「都市交通事業」と呼称し、同社都市交通事業本部の管轄下に置いている。

### 路線

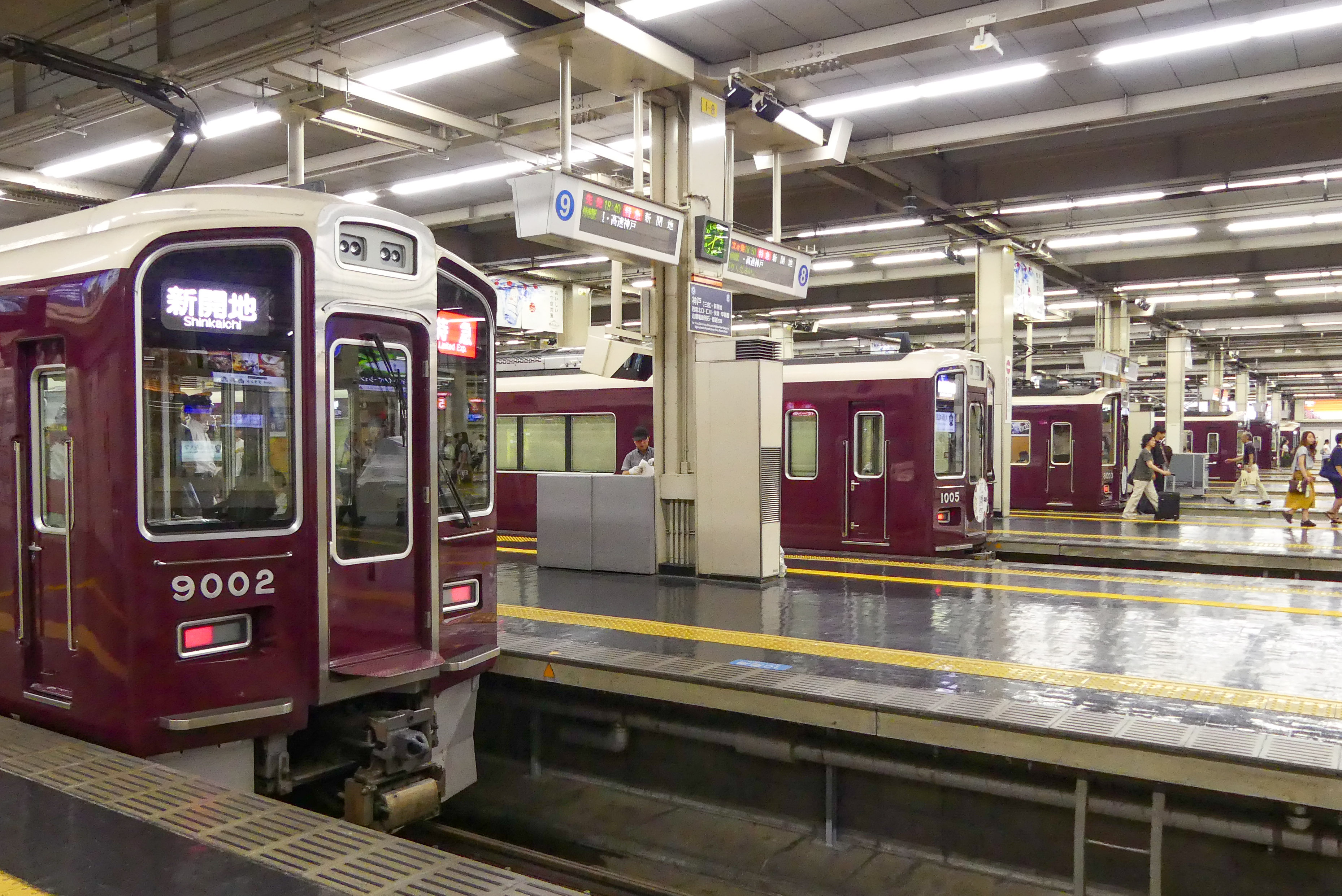
大阪梅田駅ホーム（神戸本線側からの撮影・手前から神戸本線・宝塚本線・京都本線の各ホーム）

大きく神戸線・宝塚線・京都線の3系統に分けられ、それぞれに本線とそれに付随する支線を有する。基幹路線である神戸本線・宝塚本線・京都本線の3本線の列車が発着する大阪梅田駅は阪急電鉄の最大のターミナル駅であり、グループ会社の商業施設やオフィスビルといった各種施設が集中していることから駅周辺は「阪急村」とも呼ばれる。京阪神急行電鉄という旧社名や、神戸線と京都線の路線名が示すように、関西の大手私鉄では唯一京阪神の3都市全てに自社路線を持つ。
神戸本線の支線として甲陽線・今津線・伊丹線、宝塚本線の支線として箕面線、京都本線の支線として千里線・嵐山線がある。「本線」を名乗る3路線についても『鉄道要覧』においては「本」が付かない（例：神戸線）が、旅客案内や規則類においては「本線」の名称が2024年現在でも使用されている。
また、神戸線と宝塚線は、車両をほとんど共有している（詳細は後述）ことから、まとめて「神宝線」と呼称されることがある（かつて軌道法に基づく路線であったことから「軌道線」とも呼称されたことがあった）。ラインカラーは、ホームの発車番線や駅の運賃表などに使用されるほか、かつては行先板でも使用されていた。2013年12月21日から駅ナンバリングが導入された。

#### 現有路線
- ■ 神戸線 （ラインカラー：ブルー）
  -  神戸本線：大阪梅田駅 - 神戸三宮駅
  -  神戸高速線：神戸三宮駅 - 新開地駅 （阪急が第二種事業者として列車を運行、神戸高速鉄道が第三種事業者として線路など施設を保有）
  -  伊丹線：塚口駅 - 伊丹駅
  -  今津線：宝塚駅 - 今津駅
  -  甲陽線：夙川駅 - 甲陽園駅
- ■ 宝塚線 （ラインカラー：オレンジ）
  -  宝塚本線：大阪梅田駅 - 宝塚駅
  -  箕面線：石橋阪大前駅 - 箕面駅
- ■ 京都線 （ラインカラー：グリーン）
  -  京都本線：十三駅 - 京都河原町駅（大阪梅田駅 - 十三駅間は宝塚本線に乗り入れる形をとっている）
  -  千里線：天神橋筋六丁目駅 - 北千里駅
  -  嵐山線：桂駅 - 嵐山駅

神戸本線は神戸高速線に自社の営業線として直通している。宝塚本線は能勢電鉄と、京都本線・千里線は大阪市高速電気軌道 (Osaka Metro) 堺筋線と相互直通運転を行っている。詳細は「他社線との直通運転」参照。

路線図

##### 路線の特徴
阪急の路線にはトンネルがほとんど存在しない。工期と費用がかさみ、明治 - 大正時代の土木技術では危険が大きかったため、意図的にトンネル工事を避けたためである。宝塚本線はトンネルを必要とするルートを避けた結果、カーブの多い路線となった。また神戸本線の住吉川周辺では1938年の阪神大水害で甚大な被害が発生。そのため住吉川の河床や堤防が高く改修されたが、その際もトンネルは掘削はおこなわず、住吉川を乗り越える形で線路を復旧させたため急な勾配が存在する。現在でもトンネルは第二種鉄道事業区間（神戸高速線）を除くと全線で3か所しか存在せず、そのうち2か所は京都本線の西院 - 京都河原町間と千里線の天神橋筋六丁目付近の地下線へ通じる入口で、出入口がある純粋なトンネルは千里線の南千里 - 山田間の千里トンネルただ一つである。なお、直通運転を行っている能勢電鉄には数多くのトンネルがある。
そのほか、関西の大手私鉄としては唯一の特徴として、以下のようなものがある。
- 大阪市中央区に自社路線がない。ただし、同区内を通る地下鉄堺筋線で、京都本線・千里線から乗り入れる阪急の車両を見ることができる。
- 京都・大阪・神戸の3都市の地下鉄事業者（京都市営地下鉄・Osaka Metro・神戸市営地下鉄）との乗り換え駅がある[注釈 11]。

#### 廃止路線
- 北野線：梅田駅 - 北野駅 （1949年1月1日休止）
- 上筒井線：西灘駅 - 上筒井駅 （1940年5月20日廃止）
- 神戸高速線：新開地駅 - 西代駅（阪急が第二種事業者として列車を運行、神戸高速鉄道が第三種事業者として線路など施設を保有。2009年から営業休止、2010年10月1日廃止。なお、第二種事業者が阪神電気鉄道のみになっただけであるので、路線そのものが廃止されたわけではない[56]）。

#### 京阪電気鉄道への譲渡路線

現在の京阪電気鉄道の路線の大半は、京阪神急行電鉄として一度統合後、再び分離された。

阪神急行電鉄と京阪電気鉄道が合併して京阪神急行電鉄が発足した際に旧京阪電気鉄道から（交野線は京阪神急行電鉄発足翌年の1945年に京阪子会社の交野電気鉄道から）継承した路線。いずれも、1949年に京阪神急行電鉄から分離発足した京阪電気鉄道へ譲渡された。詳しくは「京阪電気鉄道#路線」を参照。
- 京阪本線：天満橋駅 - 三条駅
  - 交野線：枚方市駅 - 私市駅
  - 宇治線：中書島駅 - 宇治駅
- 大津線
  - 京津線：三条駅 - 浜大津駅
  - 石山坂本線：石山寺駅 - 坂本駅

#### 計画線・未成線
- 新大阪連絡線
  - 淡路 - 新大阪駅 - 十三駅
  - 新大阪駅 - 神崎川駅
いずれも1961年事業免許取得。新大阪駅 - 十三駅間を除く区間（淡路駅 - 新大阪駅間と新大阪駅 - 神崎川駅間）は、2003年3月1日付けで事業免許廃止となった[57]（「新大阪駅#歴史」を参照）。
- 千里山線（千里線）
  - 天神橋駅 - 天満駅
1959年2月事業免許取得。1966年、大阪市交通局6号線（堺筋線）建設計画を受け、同線との相互直通運転に切り替え[58][59]。
  - 南千里駅 - 桜井駅
1961年12月26日事業免許取得、1972年12月27日免許失効[60]。
- 伊丹線
  - 尼崎駅 - 塚口駅、伊丹駅 - 宝塚駅
1924年5月19日に軌道特許取得、2005年軌道特許失効。
- 曽根新線
  - 神崎川駅 - 曽根駅
1948年4月19日に軌道特許取得、2005年軌道特許失効。
- 梅田駅 - 野江駅
箕面有馬電気軌道時代の1909年2月3日に軌道特許取得、1917年5月17日軌道特許失効[60]。
- 宝塚駅 - 有馬駅
宝塚本線の当初計画。箕面有馬電気軌道時代の1906年12月22日に軌道特許取得、1913年6月23日軌道特許放棄。
- なにわ筋連絡線
  - 大阪駅（仮称時：北梅田駅）- 十三駅
2017年5月23日になにわ筋線についての大阪府・大阪市・JR西日本・南海電気鉄道・阪急電鉄の5者共同リリースの中で、「国と連携しながら整備に向けた調査・検討を進めます」と事業の推進について言及された[61]。

### 列車種別
停車駅や運行区間など詳しくは、各種別および各路線の記事を参照のこと。
2025年5月7日現在、阪急電鉄において設定されている列車種別は次の10種別である。
- 快速特急 - 京都本線（京とれいん 雅洛。土曜・休日のみ運転）
- 特急 - 神戸本線・京都本線
- 特急「日生エクスプレス」 - 宝塚本線（平日朝に大阪梅田大阪梅田行き、平日夜に日生中央行きのみ運転）
- 通勤特急 - 神戸本線（平日朝のみ運転）・宝塚本線（平日朝に大阪梅田行きのみ運転）・京都本線（平日朝のみ運転）
- 準特急 - 神戸本線（朝・夜のみ運転）・京都本線（朝・夜のみ運転）
- 快速 - 神戸本線（平日朝・夜のみ運転）
- 急行 - 神戸本線（朝・深夜のみ運転）・宝塚本線・京都本線（朝・深夜のみ運転）
- 通勤急行 - 宝塚本線（平日夜のみ運転）
- 準急 - 神戸本線・今津線（平日朝に大阪梅田行きのみ運転）・宝塚本線（平日朝に大阪梅田行きのみ運転）・京都本線・千里線・Osaka Metro堺筋線
- 普通 - 全線

以下は臨時列車のみ
- 直通特急 - 春・秋の行楽期に運転される嵐山線直通の臨時列車（西宮北口駅発着で運転）

過去には下記の種別があった。
- 通勤準急 - 宝塚本線・箕面線（2015年3月21日のダイヤ改正をもって廃止され、宝塚本線の準急に統合）
- 快速急行 - 神戸本線・京都本線（2022年12月17日のダイヤ改正で準特急に名称変更）
- 快速特急A - 京都本線（京とれいん。土曜・休日のみ運転。十三駅を通過していた。2022年12月17日のダイヤ改正に先立ち、同月11日の運行をもって廃止）

関西の大手私鉄では唯一「区間急行」など、「区間…」といった区間種別名称での旅客案内を行っていない。ダイヤグラム上での正式な列車種別としては、一部区間で各駅に停車する列車という意味ではなく一部区間を運転する列車の意味で用いられ、区間急行（宝塚本線の雲雀丘花屋敷発着の急行列車）、区間準急（大阪梅田発雲雀丘花屋敷着の準急列車）、区間普通（神戸・宝塚・京都各本線の途中駅折り返し普通列車）が存在している。ただし、公式ホームページにおいては、この「区間…」という表記をしている。宝塚本線の日生エクスプレスについても、設定当初の正式な列車種別は「特急」であったが、直通特急設定後は「直通特急」となっている。
毎年春・秋の行楽期には嵐山方面への臨時列車を走らせている。

#### 列車愛称
運行中の列車
- 日生エクスプレス … 大阪梅田 - 日生中央間に運行されている能勢電鉄直通の特急列車。
- さがの … 2011年から大阪梅田 - 嵐山間に運行されている臨時快速特急。

なお、2008年より西宮北口 - 嵐山間に運行されている、神戸本線・京都本線・嵐山線直通の臨時直通特急（2018年からは「京とれいん 雅洛」を使用）には列車愛称は付けられていない。
過去の列車
梅田は現在の大阪梅田、京都は現在の大宮、河原町は現在の京都河原町。
- いい古都エクスプレス … 2001年から2009年まで梅田 - 河原町間に運行されていた臨時列車。登場当初は臨時特急として、晩年は快速列車として運行。
- 嵯峨野エクスプレス … 1992年より2000年まで梅田 - 嵐山間に運行されていた臨時急行。
- ほたる … かつて6月の平日夕方ラッシュ時に運行されていた梅田 - 箕面間の定期準急。
- 歌劇特急 … 1950年から1968年まで京都（1963年からは河原町） - 宝塚間に今津線経由で運行されていた直通特急。
- ドルフィン … 1998年に運行された梅田 - 須磨浦公園間直通の臨時列車。
- EXPO準急 … 1970年の大阪万博開催時に梅田・動物園前 - 北千里間で運行されていた臨時準急。
- EXPO直通 … EXPO準急同様1970年の大阪万博開催時に、神戸本線方面・宝塚本線方面 - 北千里間で運行されていた臨時列車。
- おぐら … 2011年から2018年まで河原町 - 嵐山間に運行されていた臨時快速特急。
- あたご … 2011年から2018年まで高速神戸 - 嵐山間に運行されていた神戸本線・京都本線・嵐山線直通の臨時直通特急。
- とげつ … 2011年から2018年まで宝塚 - 嵐山間に運行されていた今津（北）線・神戸本線・京都本線・嵐山線直通の臨時直通特急。
- ほづ … 2011年から2018年まで天下茶屋 - 嵐山間に運行されていた堺筋線・千里線・京都本線・嵐山線直通の臨時直通特急。

#### 列車種別の表示
列車種別は先頭車両前面の通過標識灯や種別表示器（方向幕）で識別できる。
正面の種別・行先表示は他社とは異なり、『行先』・『種別』と逆の表示になっている。
通過標識灯の点灯パターンは以下の通りである。
- 正面から見て両側が点灯 - 快速特急・特急・特急日生エクスプレス・通勤特急・準特急・回送・臨時・貸切・試運転
- 正面から見て右側が点灯 - 急行・通勤急行・準急
- 無点灯 - 普通

急行の点灯パターンは近畿日本鉄道と同じである。
方向幕は以下の通りである（廃止種別含む）。
- 赤地に白字 - 特急・通勤特急・準特急・臨時特急・快速特急・直通特急・回送・臨時・貸切・試運転・救援
- 白地に赤字 - 快速特急A
- 橙地に黒字 - 快速急行・急行・通勤急行・臨時急行・臨時快速急行（「臨時快速急行」と表記。かつては京都本線での大晦日終夜運転などで掲示したことがあったが、現在は定期列車と同じく「快速急行」と掲示[62]）
- 緑地に白字 - 通勤準急・準急・旧快速
- 青地に白字 - 快速
- 黒地に白字 - 普通・行き先

#### 運行標識板
電車の行先表示に方向幕が普及した高度経済成長以後も、関西の大手私鉄では運行標識板（行先板、標識板、種別板などとも呼ばれる）を好んで使用し、駅の売店でもミニサボが発売されている程であったが、阪急はここでもこだわりのある特筆性で知られ、宝塚ファミリーランド電車館や、保育社のカラーブックス『阪急』でも、各種の運行標識板が紹介されていた。
歴代の全デザインを解説する事は困難なため、ここではポートピア'81（神戸ポートアイランド博覧会）の開催に合わせた1981年（昭和56年）3月1日、各路線・種別・運転区間によりバラバラだった仕様を、一部の臨時列車用を除いて統一、運行標識板廃止まで使用されたデザイン（以下「新デザイン」）について説明する。また新デザインのモデルとなった一世代前のデザイン（以下「旧デザイン」）についても、簡単に説明する。
旧デザイン時代からの共通説明
形状は普通以外が円、普通のみ長方形。
本線と支線でデザインは同じ。
営業列車用の運行標識板は、たとえ片道運転であっても、阪急では古くから両区間の運転駅名を必ず記している（例えば京阪では駅名を左にしか書かない行先板が存在した）。
複数の内容を表示する場合、表と裏に別の表示を描く（南海）、板の一部にコの字枠を設けて一部の表示を変更できる（阪神、京阪）などの方法が存在するが、阪急では上下にめくることで、2-3枚の違う表示を可能にしている運行標識板が存在した。この場合走行中の揺れを防ぐため、右上に銀色の留め金が露出していた。

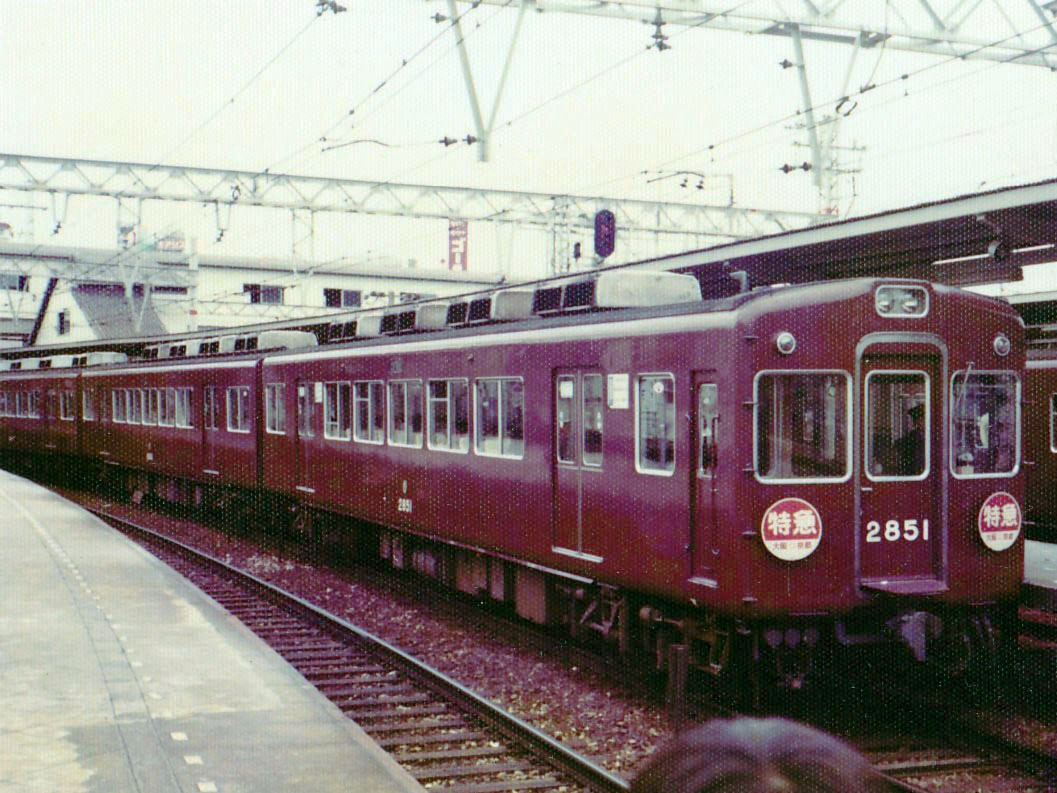
車両は2800系。京都線特急は新旧どちらも両側に付けるが、新デザイン登場前から方向幕を使用する6300系で運行されていたため、新デザインが見られる機会は稀だった。
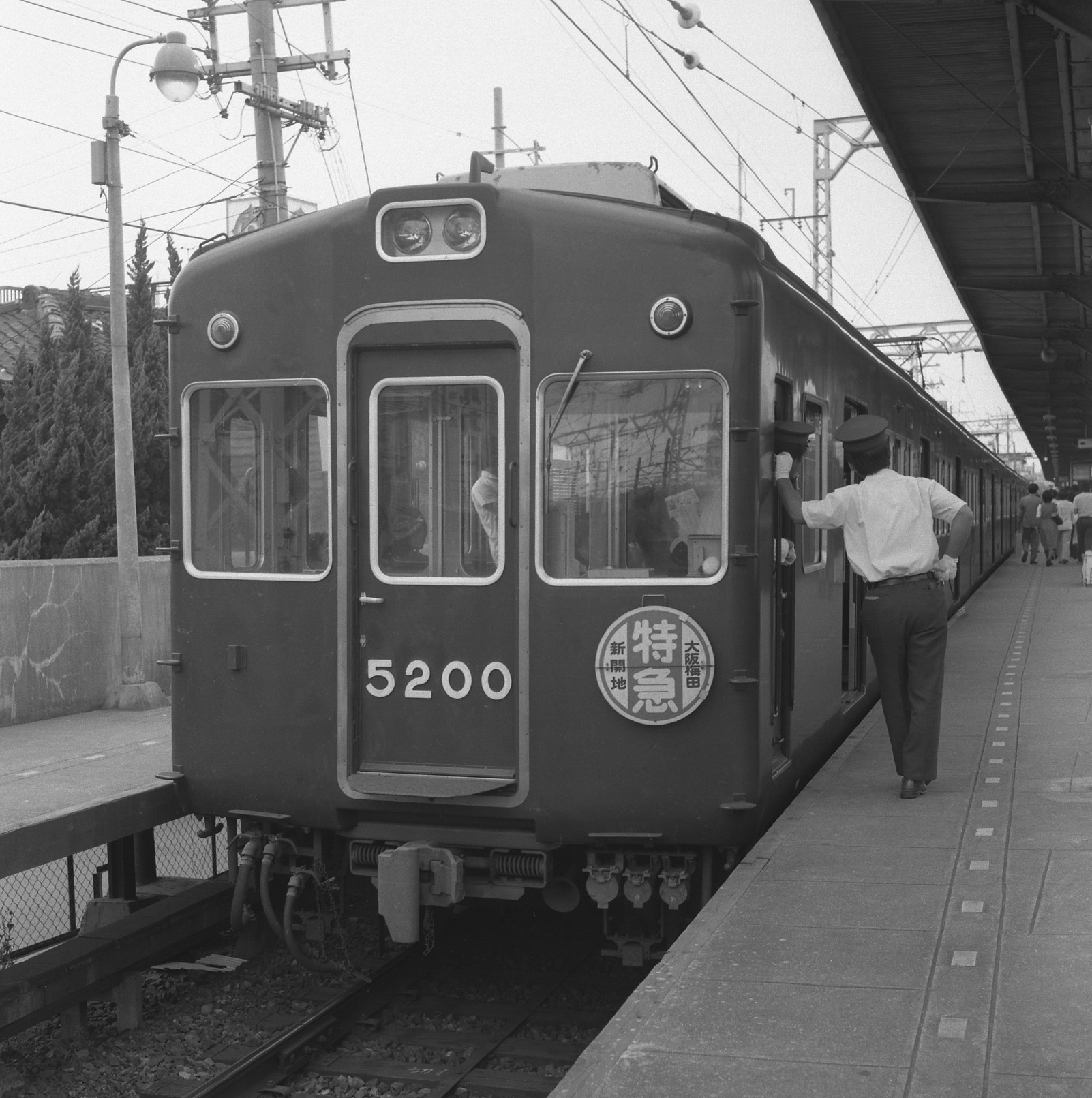
神戸線 特急 従系統。神戸線旧デザインの優等列車は、ほとんどが縦2文字だった。車両は5200系。
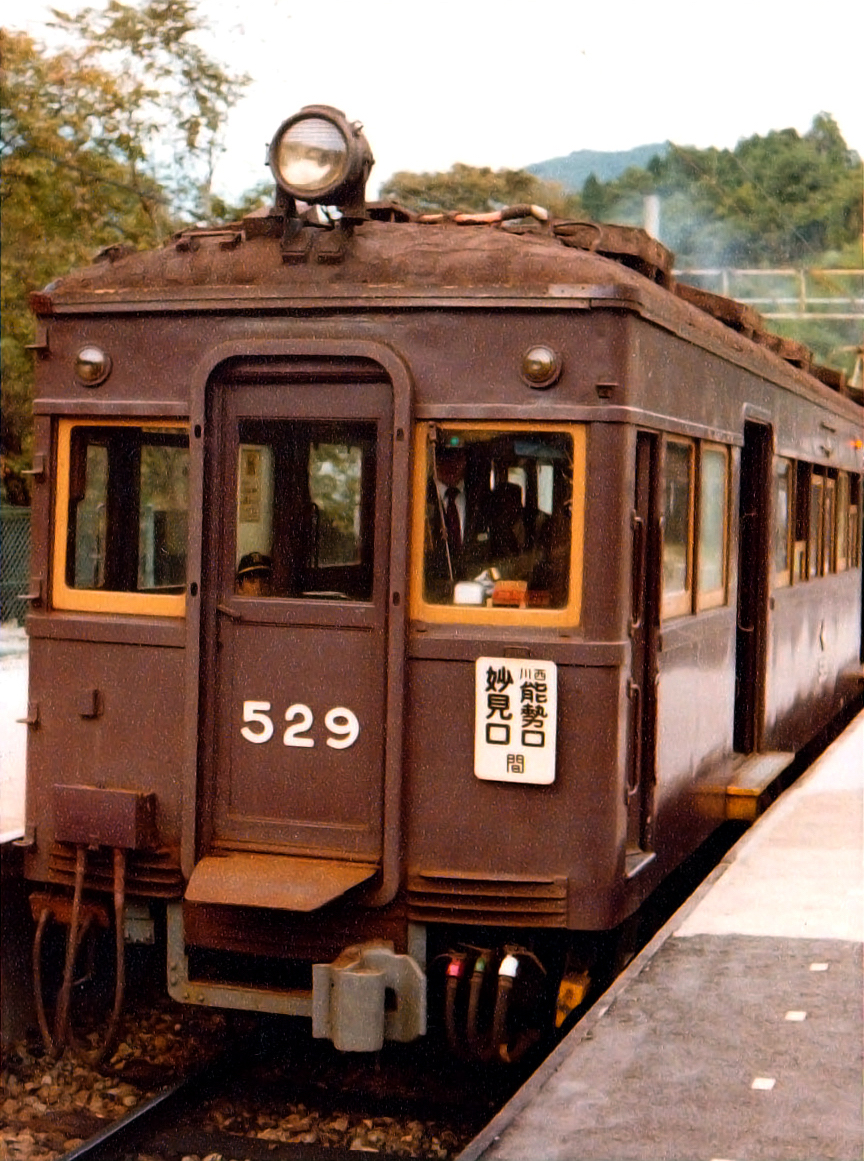
能勢電鉄譲渡後の500系だが、普通 主系統の基本は阪急時代と同じ。
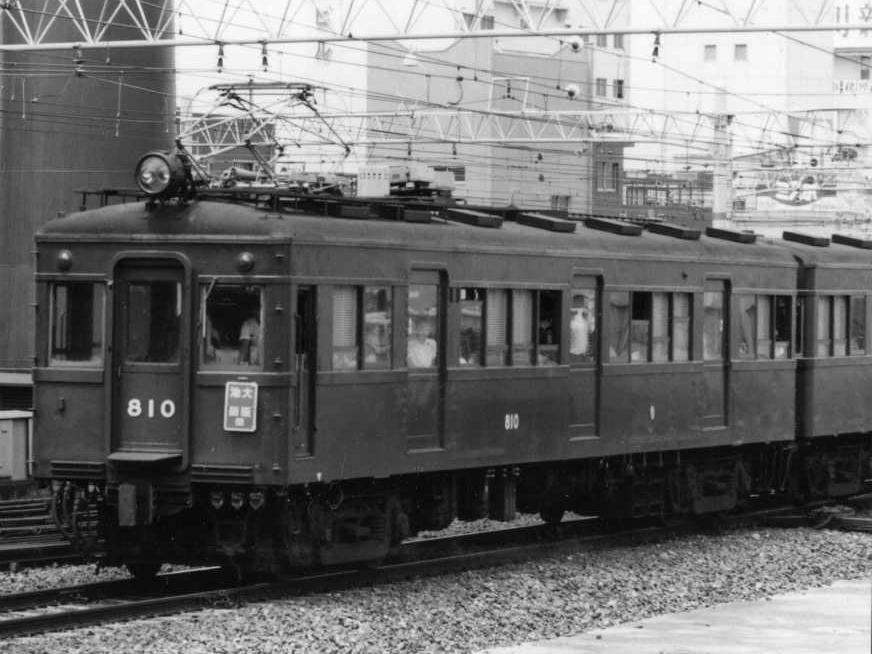
宝塚線「池田 大阪 間」運転本数の多い普通 従系統は、この様な紺色地に白字だった。車両は810系。
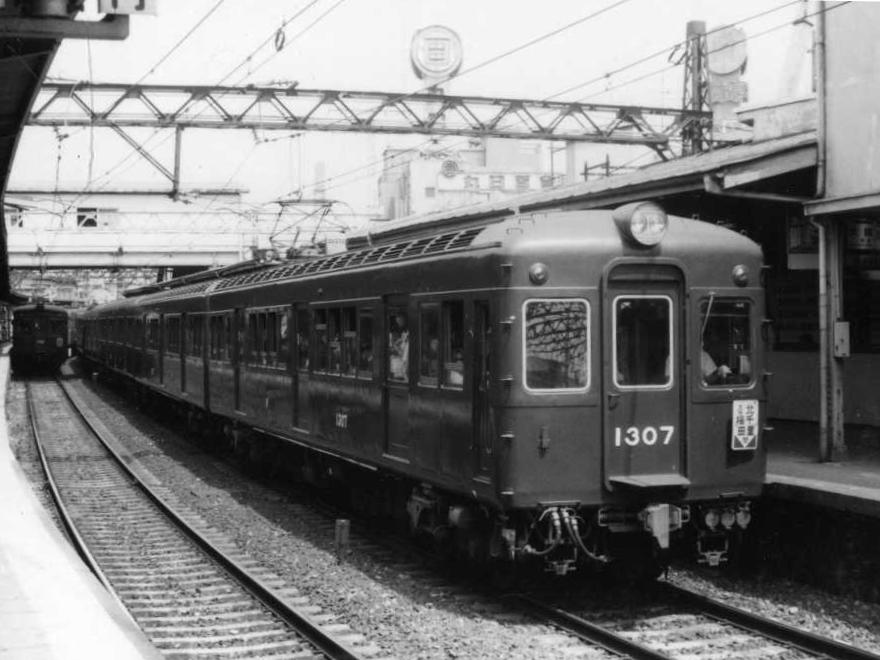
京都・千里線 普通「大阪梅田 北千里 間」このデザインは、新デザインでは従系統に使われた。車両は初代1300系。

新デザインの共通説明
ターミナル駅の「神戸三宮」「大阪」「大阪梅田」「京都」などの表記を、当時の正式駅名の「三宮」「梅田」「河原町」に統一。
旧デザインでは右側が上りだったが、新デザインでは京都線のみ左側を上りとしたため、「梅田」がすべて右側となった。
阪急西宮スタジアムや阪神競馬場によって波動輸送の多かった神戸線の臨時列車には、駅名を記さない旧デザインが存在したが、新デザインでは全てが駅名入りとなった。
終点までを運行する主系統と、途中駅や別路線まで運行する従系統では、旧デザインでもある程度統一された違いが存在したが、新デザインではこれをさらに統一した。
神戸線は物理的に明確な終点が存在しないため、種別毎に特急=須磨浦公園駅、急行=神戸高速線内、準急=宝塚駅、普通=三宮駅を主系統とした。

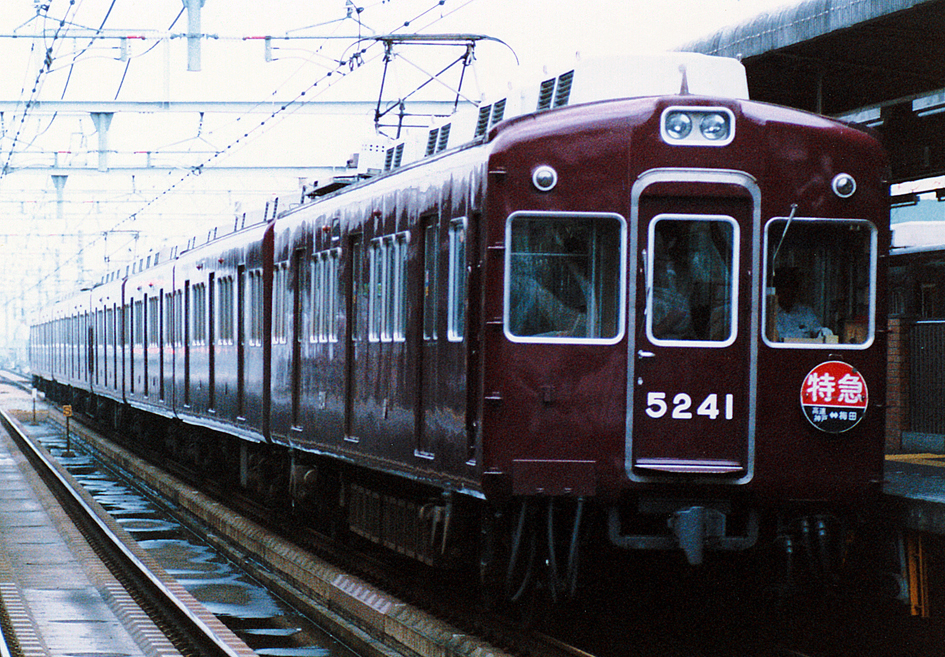
神戸線 特急 従系統。車両は5200系。円形標識板の右上に見える金具は、前述の複数表示めくり用の留め金。
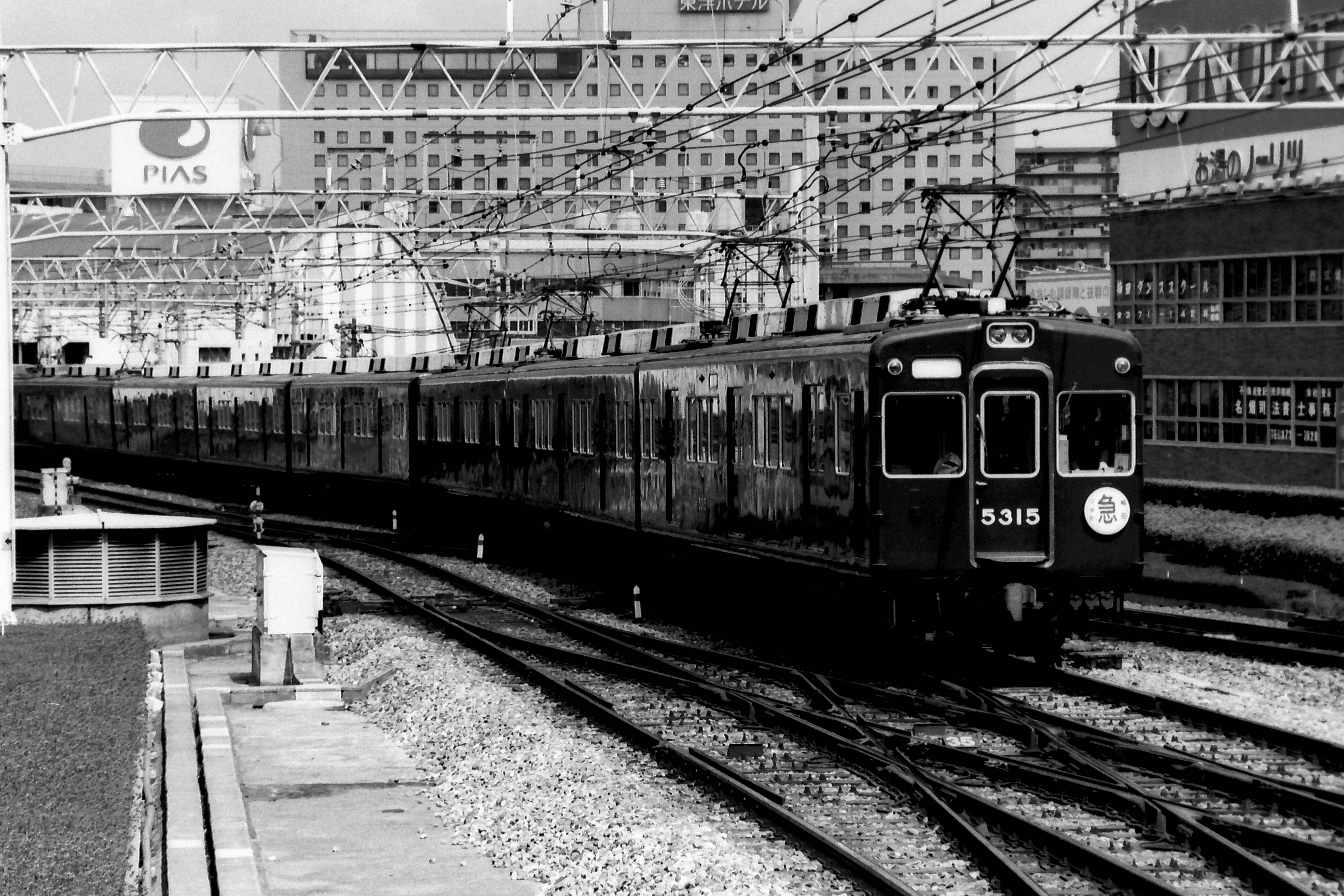
京都線 急行 主系統。車両は5300系。
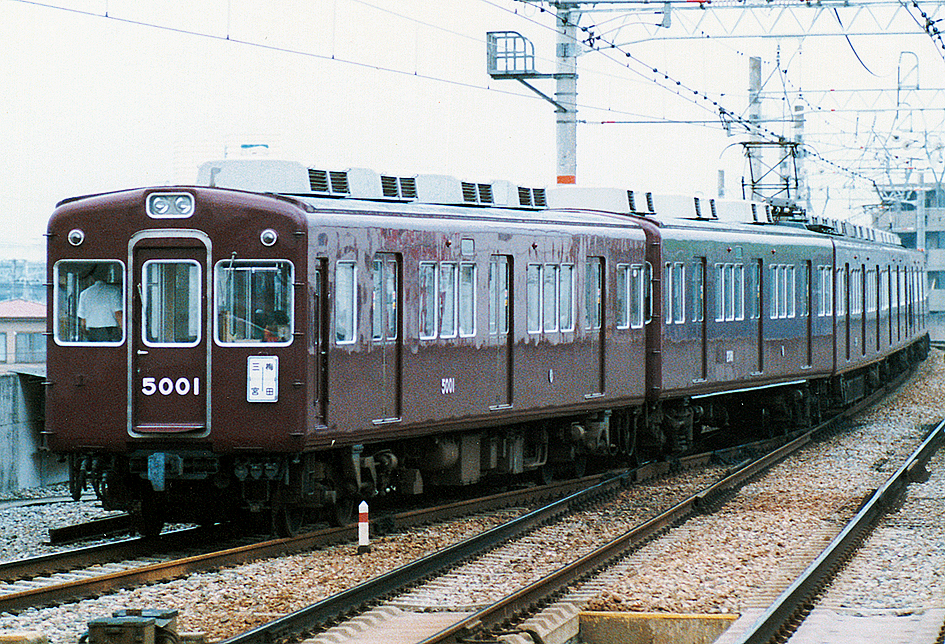
神戸線 普通 主系統。車両は5000系。
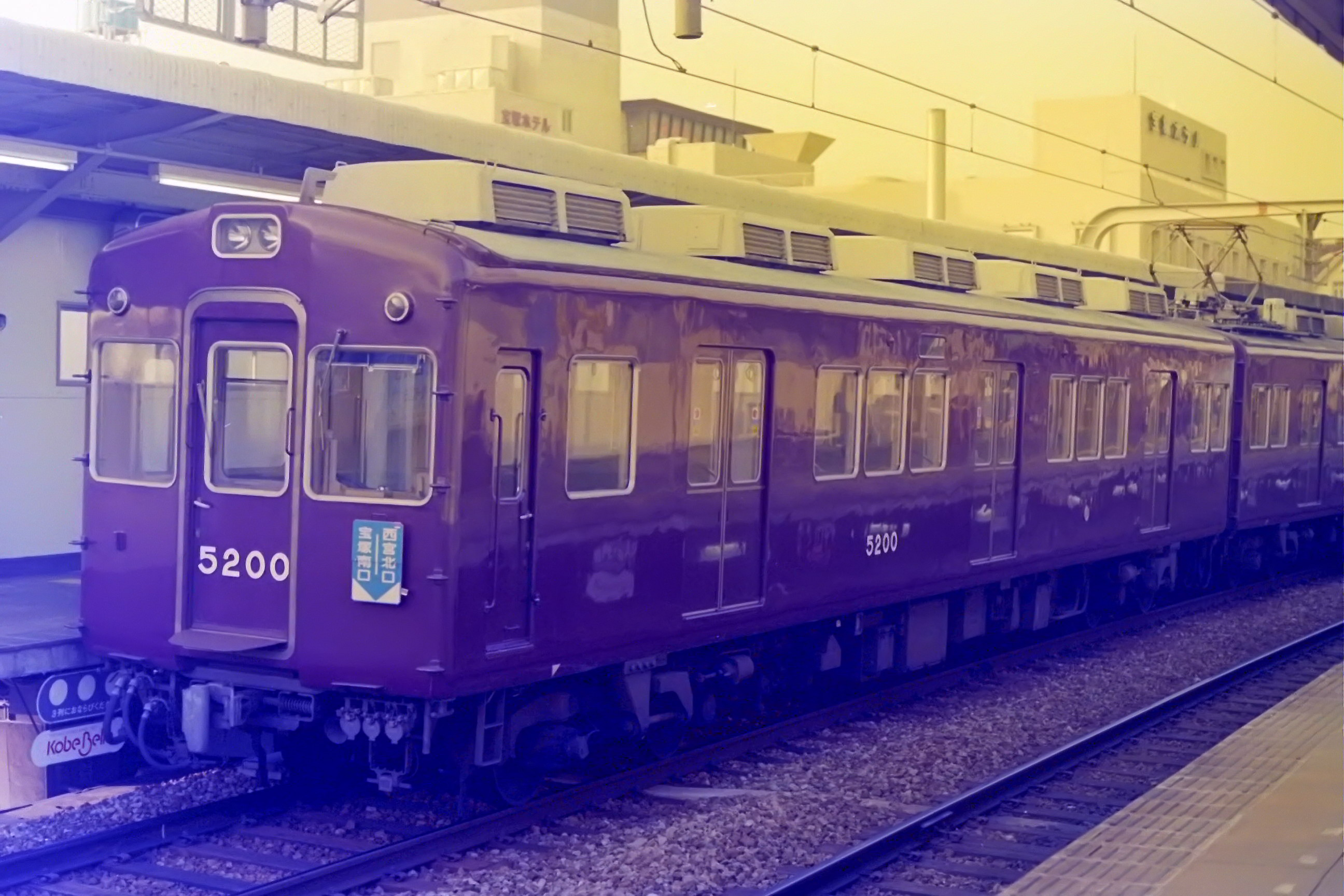
今津線 普通 従系統唯一の色反転「宝塚南口-西宮北口」。車両は5200系。
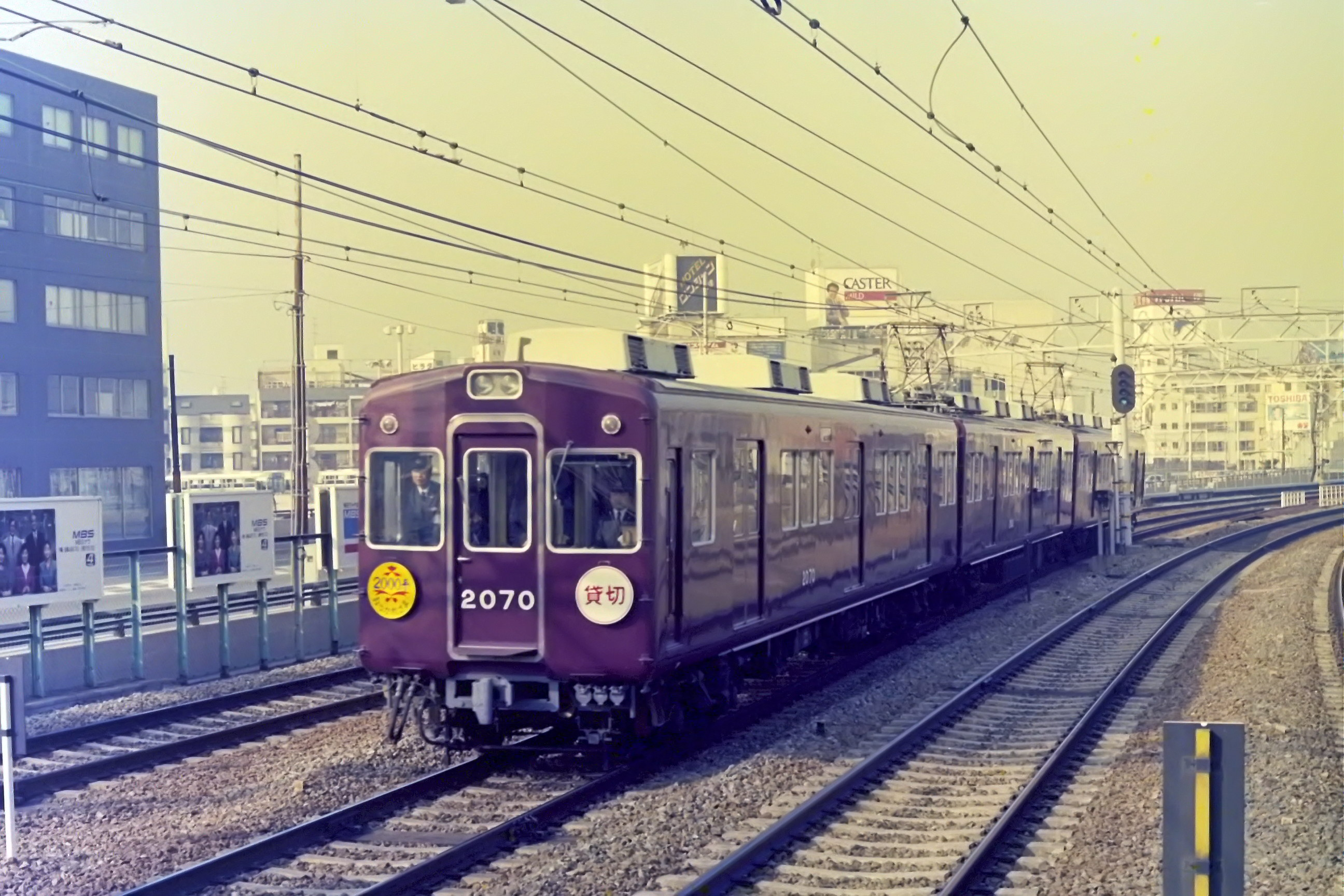
非旅客列車用。車両は2000系。

特急
京都線旧デザインを基本とし、種別部が赤地に白字。
主系統は、駅名部が旧デザインと若干異なり、白地に駅名が黒字で矢印が赤。
従系統は、駅名部が黒地に白字。
通勤特急と臨時特急は、旧デザインと同じ最上部に「通勤」「臨時」の白字が入った。
急行
宝塚線旧デザインを基本とした。
主系統は、白地に赤い（急）1文字となった。これは京阪や南海でも見られた、関西でなじみの深いデザインである。
従系統は、主系統に赤い縁取り。
臨時急行は、（臨急）の縦長2文字が旧デザインと同じだが、前述の駅名が入った事で、他は新デザイン従系統と同じ。
嵐山線臨時急行は、春は桜・秋はもみじの背景が旧デザインと同じ。他は新デザイン主系統と同じ。
その後「快速」「通勤準急」などの新種別が登場した際は、特急・準急と同じレイアウトとなったため、結果的に急行のみが異なるデザインのまま、最後まで存在した。
準急
旧デザインから一新。特急新デザインと同じレイアウトで、カラーは緑一色となった。
主系統は、種別部が緑地に白字、駅名部が白地に緑字。
従系統は、種別部が白地に緑字、駅名部が緑地に白字。つまり主系統の全面反転。
箕面線臨時準急は、もみじの背景が旧デザインと同じ・文字は新デザインと同じ配置ですべて黄色・駅名の箕面を「みのお」と表記した事で、旧デザインと新デザインで唯一、まったく同じデザインとなった。
なお1997年から京都線に新設された快速は、デザイン・色とも準急と同じため、誤乗が発生したが、運行標識板の修正は行われなかった。
普通
旧デザインから一新。#路線で解説しているラインカラーが採用された。
駅名の間に、旧デザインは「間」の字があったが、新デザインはラインカラーによる縦線。
主系統は、ラインカラーで縁取り。
従系統は、左下と右下に三角の縁。
京都・千里線の「北千里-梅田」と（基本レイアウトは主系統）、新デザイン変更後の1990年に登場した今津北線「宝塚南口-西宮北口」（基本レイアウトは従系統）は誤乗防止のため、普通の新デザインでは唯一、全面反転したカラーリングとなった。
神戸高速鉄道まで直通する「高速神戸-梅田」と「新開地-梅田」は上下に、山陽まで直通する「須磨浦公園-梅田」は左右に、平たい三角の飾り。これも旧デザインからの反映である。
旅客列車以外
駅名が無い点以外は、急行新デザイン従系統と同じ。
「回送」「試運転」など、2文字以上書かれる場合は横書き。
新造時からの方向幕の設置は、戦前の車両では2代目500系などにも存在したほか、1967年に地下鉄直通用として登場した3300系にも例があるが、戦後特定の列車に限らず幅広く使用される汎用通勤車の正面という条件に限定すれば、1976年に登場した6000系からで、1975年に試作された2200系と同じ形状である。2300系以降の製造年度が若い車両も設置が行われていったが、関西の大手私鉄では阪急のみが、方向幕設置車と未設置車で標識灯の位置が干渉するため、標識灯の移設という改造も必要とされた。使用車両の関係上、阪急京都線と名古屋鉄道が、大手私鉄の主要路線で運行標識板を常用していた、最晩年の鉄道となった。

### 他社線との直通運転
- 大阪市高速電気軌道 (Osaka Metro)：京都本線・千里線と堺筋線が相互乗り入れ。
  - Osaka Metroの車両の乗り入れは原則として高槻市駅・北千里駅までだが、イベントで嵐山線嵐山駅まで乗り入れた実績がある。
  - 平日朝ラッシュ（下り列車のみ）、夕ラッシュ（上り列車のみ）および土休日の日中時間帯には京都河原町駅まで直通する準急が運転されている。また、前述の直通特急運行期間中、「ほづ」が、嵐山駅まで運行される。いずれも阪急車のみの運用。
- 山陽電気鉄道：2010年10月1日以降山陽の一部列車が神戸高速線に片乗り入れ。1998年までは阪急の車両も神戸本線から神戸高速鉄道東西線（神戸高速線）を経由して山陽電気鉄道本線の須磨浦公園駅まで乗り入れ、山陽の車両も神戸本線六甲駅まで乗り入れ。
  - 同年以降も山陽の車両は阪急の神戸三宮駅まで乗り入れているが、山陽も第二種鉄道事業者であった神戸高速鉄道東西線への乗り入れという扱いをとっていた。2010年10月1日より神戸高速鉄道の運営形態の変更（山陽の第二種鉄道事業廃止）により、山陽側からの営業上の直通運転が阪神神戸高速線経由で新開地駅・高速神戸駅を経て阪急神戸高速線神戸三宮駅への片乗り入れのみながら復活したことになった。山陽の車両は神戸三宮駅での折り返しの際、大阪梅田側にも数百メートルながら神戸本線を構内運転ではあるが走行する。なお、1998年までは六甲駅から御影駅西側の待避線まで回送され折り返しが行われていた。
- 能勢電鉄：宝塚本線と相互乗り入れ（2014年7月31日までは片乗り入れ）。
  - 能勢電鉄は阪急阪神東宝グループの一員で、2003年以降は車体塗色も阪急と同じくマルーン一色になっている。また、尾灯が下部に移設されその付近の銀色の帯が特徴の改造された編成もある。
  - 能勢電鉄の車両（元は阪急の車両）は車両検査やイベントの際に平井車庫や正雀車庫まで入線している。ただし、2014年に譲渡した6000系1編成（6002編成）のみが、同年8月1日より恒常的に宝塚本線内列車や箕面線で運用されている。また、車内の路線図も宝塚線のものを使用している。

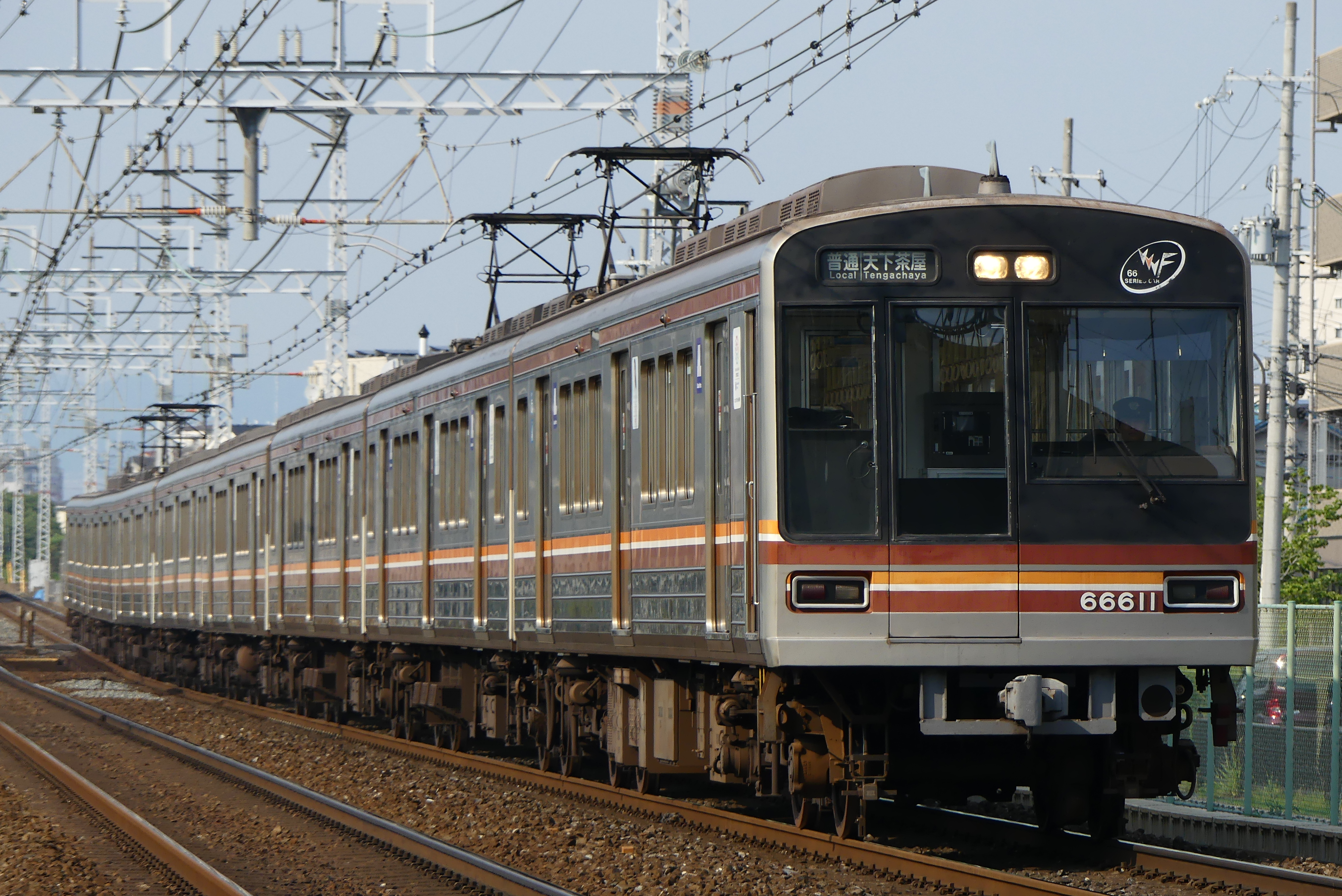
Osaka Metro 堺筋線 66系
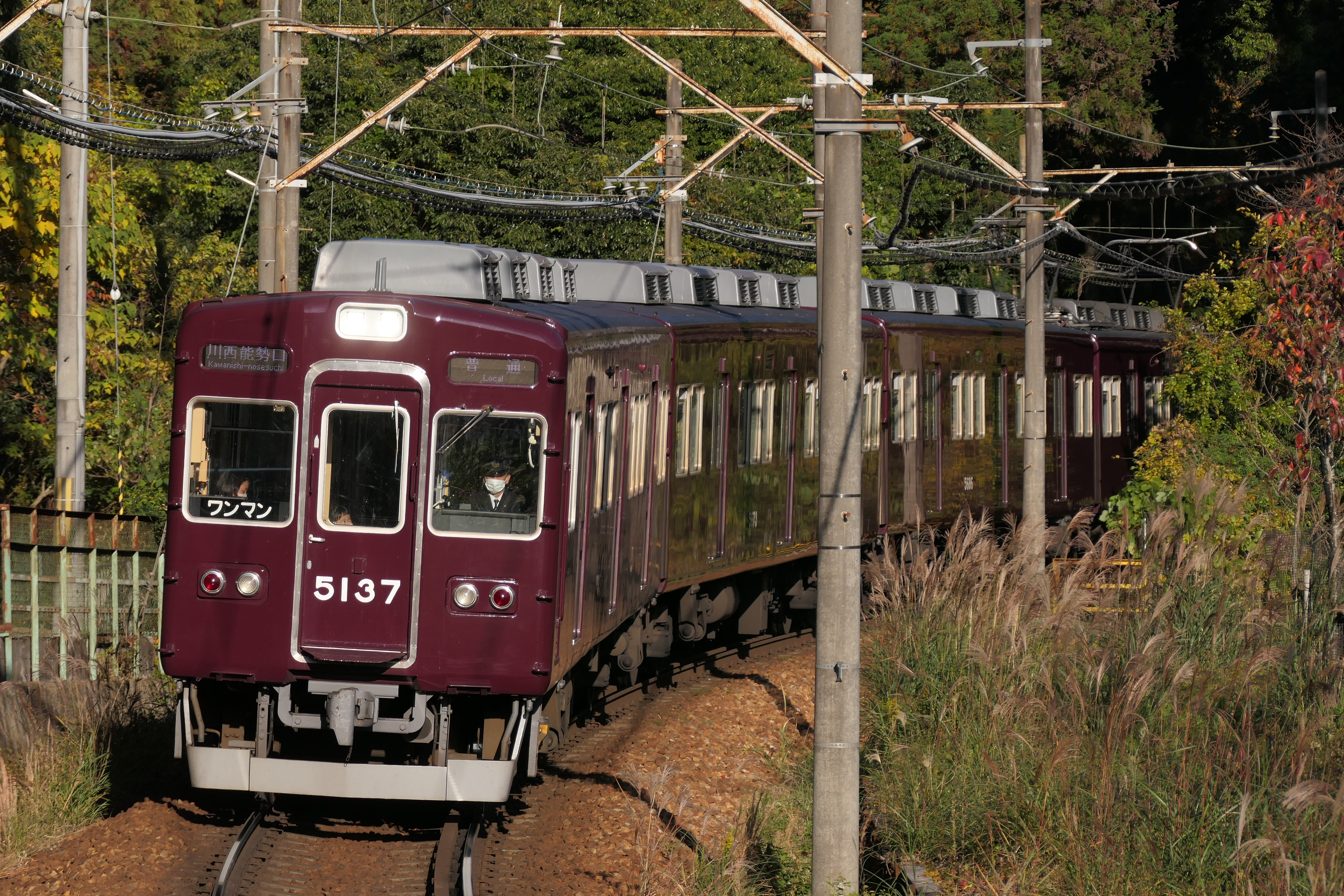
能勢電鉄5100系

### 共同使用駅
- 天神橋筋六丁目駅（大阪市高速電気軌道の管轄駅）
- 川西能勢口駅（阪急の管轄駅、能勢電鉄との共同）
- 高速神戸駅（阪神電気鉄道の管轄駅）
- 新開地駅（同上、阪神電気鉄道と神戸電鉄との3社共同）

神戸三宮駅は2010年10月1日より阪急と神戸高速鉄道の共同使用駅から阪急の単独駅となった。

### 乗降人員上位30駅
数値は公式サイト上の「駅別乗降人員」による。1月から12月までの通年平均である。Osaka Metroが管理する千里線天神橋筋六丁目駅は、乗降人員のカウントから除かれている。
は、右欄の乗降人員と比較して増()、減()を表す。
| 順位 | 駅名         | 路線名                        | 所在地               | 2020年  | 2019年  | 2018年  | 2017年  | 2016年  | 特記事項                               |
| ---- | ------------ | ----------------------------- | -------------------- | ------- | ------- | ------- | ------- | ------- | -------------------------------------- |
| 1    | 大阪梅田駅   | ■神戸本線 ■宝塚本線 ■京都本線 | 大阪府大阪市北区     | 356,742 | 512,887 | 508,862 | 510,643 | 505,359 | 関西私鉄の駅で第1位                    |
| 2    | 西宮北口駅   | ■神戸本線 ■今津線             | 兵庫県西宮市         | 75,419  | 103,925 | 100,207 | 100,359 | 99,441  |                                        |
| 3    | 神戸三宮駅   | ■神戸本線 ■神戸高速線         | 兵庫県神戸市中央区   | 73,451  | 105,849 | 105,176 | 106,816 | 108,868 | 神戸三宮駅以西各駅発着の人員は含まない |
| 4    | 烏丸駅       | ■京都本線                     | 京都府京都市下京区   | 56,083  | 82,325  | 80,508  | 79,934  | 78,825  |                                        |
| 5    | 十三駅       | ■神戸本線 ■宝塚本線 ■京都本線 | 大阪府大阪市淀川区   | 53,483  | 68,706  | 68,361  | 68,183  | 67,039  |                                        |
| 6    | 京都河原町駅 | ■京都本線                     | 京都府京都市下京区   | 50,039  | 78,595  | 77,379  | 78,477  | 77,488  |                                        |
| 7    | 高槻市駅     | ■京都本線                     | 大阪府高槻市         | 44,354  | 57,928  | 57,819  | 58,812  | 58,125  |                                        |
| 8    | 茨木市駅     | ■京都本線                     | 大阪府茨木市         | 43,958  | 57,191  | 58,002  | 59,000  | 58,165  |                                        |
| 9    | 武庫之荘駅   | ■神戸本線                     | 兵庫県尼崎市         | 38,900  | 49,963  | 48,895  | 48,733  | 48,451  |                                        |
| 10   | 上新庄駅     | ■京都本線                     | 大阪府大阪市東淀川区 | 37,404  | 47,593  | 47,530  | 47,599  | 47,361  |                                        |
| 11   | 塚口駅       | ■神戸本線 ■伊丹線             | 兵庫県尼崎市         | 36,200  | 47,193  | 46,738  | 47,351  | 47,031  |                                        |
| 12   | 豊中駅       | ■宝塚本線                     | 大阪府豊中市         | 36,191  | 47,483  | 47,500  | 47,953  | 47,662  |                                        |
| 13   | 池田駅       | ■宝塚本線                     | 大阪府池田市         | 34,831  | 46,169  | 45,543  | 46,063  | 45,315  |                                        |
| 14   | 桂駅         | ■京都本線 ■嵐山線             | 京都府京都市西京区   | 33,559  | 45,103  | 45,028  | 45,634  | 45,435  |                                        |
| 15   | 川西能勢口駅 | ■宝塚本線                     | 兵庫県川西市         | 32,445  | 44,636  | 44,229  | 44,249  | 43,205  | 能勢電鉄線内発着の人員は含まない       |
| 16   | 石橋阪大前駅 | ■宝塚本線                     | 大阪府池田市         | 32,125  | 44,802  | 44,310  | 44,794  | 44,444  |                                        |
| 17   | 宝塚駅       | ■宝塚本線 ■今津線             | 兵庫県宝塚市         | 31,869  | 45,315  | 45,141  | 46,046  | 46,061  |                                        |
| 18   | 淡路駅       | ■京都本線 ■千里線             | 大阪府大阪市東淀川区 | 30,991  | 36,866  | 32,971  | 32,849  | 32,572  |                                        |
| 19   | 南茨木駅     | ■京都本線                     | 大阪府茨木市         | 30,138  | 40,604  | 40,364  | 40,886  | 41,145  |                                        |
| 20   | 蛍池駅       | ■宝塚本線                     | 大阪府豊中市         | 29,841  | 41,690  | 40,467  | 39,869  | 39,688  |                                        |
| 21   | 西院駅       | ■京都本線                     | 京都府京都市右京区   | 28,798  | 40,522  | 39,946  | 39,606  | 37,897  |                                        |
| 22   | 南方駅       | ■京都本線                     | 大阪府大阪市淀川区   | 27,982  | 36,578  | 37,323  | 37,234  | 36,363  |                                        |
| 23   | 園田駅       | ■神戸本線                     | 兵庫県尼崎市         | 23,758  | 30,496  | 30,246  | 30,701  | 30,532  |                                        |
| 24   | 庄内駅       | ■宝塚本線                     | 大阪府豊中市         | 22,190  | 28,243  | 28,119  | 28,301  | 28,013  |                                        |
| 25   | 三国駅       | ■宝塚本線                     | 大阪府大阪市東淀川区 | 20,699  | 25,449  | 24,922  | 24,887  | 24,276  |                                        |
| 26   | 夙川駅       | ■神戸本線 ■甲陽線             | 兵庫県西宮市         | 20,465  | 27,345  | 27,263  | 27,485  | 27,299  |                                        |
| 27   | 六甲駅       | ■神戸本線                     | 兵庫県神戸市灘区     | 20,370  | 29,523  | 29,233  | 29,516  | 29,566  |                                        |
| 28   | 岡本駅       | ■神戸本線                     | 兵庫県神戸市東灘区   | 19,297  | 28,105  | 27,865  | 28,009  | 27,905  |                                        |
| 29   | 逆瀬川駅     | ■今津線                       | 兵庫県宝塚市         | 18,745  | 24,500  | 24,284  | 24,614  | 24,483  |                                        |
| 30   | 服部天神駅   | ■宝塚本線                     | 大阪府豊中市         | 18,744  | 23,920  | 23,695  | 23,909  | 23,889  |                                        |

神戸本線、宝塚本線、京都本線の始発駅である大阪梅田駅は、首都圏を除く大手私鉄のターミナル駅で最大の乗降人員を記録している。ただし、大阪梅田駅における京都本線の乗降人員は神戸本線や宝塚本線に比べて少ない。これは、京都本線が大阪梅田駅から淡路駅まで西側に迂回する線形となっているほか、南方駅で地下鉄御堂筋線（西中島南方駅）、淡路駅で千里線（地下鉄堺筋線）に接続し、大阪梅田駅を介さないで大阪市内と京都、千里を結ぶバイパスルートが確保されていることによる。
神戸本線は平均駅間距離が約2kmと長いが、神戸市内は東海道本線（JR神戸線）と並走するため、神戸三宮駅を除いて乗降人員が3万人を下回る。今津線と接続する西宮北口駅は阪急西宮ガーデンズの最寄り駅であり、乗降人員は2019年まで10万人を上回っていた。武庫之荘駅は急行通過駅でありながら伊丹線と接続する塚口駅よりも乗降人員が多く、朝夕ラッシュ時は急行の停車駅に加えて同駅にも停車する通勤急行を運行することで多客に対応している。西宮北口駅から神戸三宮駅の間には特急停車駅が夙川駅・岡本駅の2つあるが、いずれもJR線との競合対策のための停車という意味合いが強く、前述の武庫之荘駅・塚口駅のほか各駅停車以外はいずれも通過する園田駅の数字も下回る。
宝塚本線は豊中駅から川西能勢口駅までの各駅で乗降人員が4万人を上回っていた。主力種別の急行は十三駅から豊中駅まで通過した後、各駅停車になることでこれらの駅への利便性を確保している。ラッシュ時は急行のほかに特急「日生エクスプレス」と通勤特急が運転され、混雑の平準化が図られている。
京都本線の烏丸駅は、地下鉄烏丸線と連絡することから大阪梅田駅を除いた同線の駅では最も利用者が多く、終点である京都河原町駅以上の数値となっている。他にも茨木市駅・高槻市駅・桂駅といった特急停車駅の乗降人員が多い。上新庄駅はかつて各駅停車のみ停車していたが、2007年から準急停車駅に、2010年から快速（現・急行）停車駅になった。

### 車両

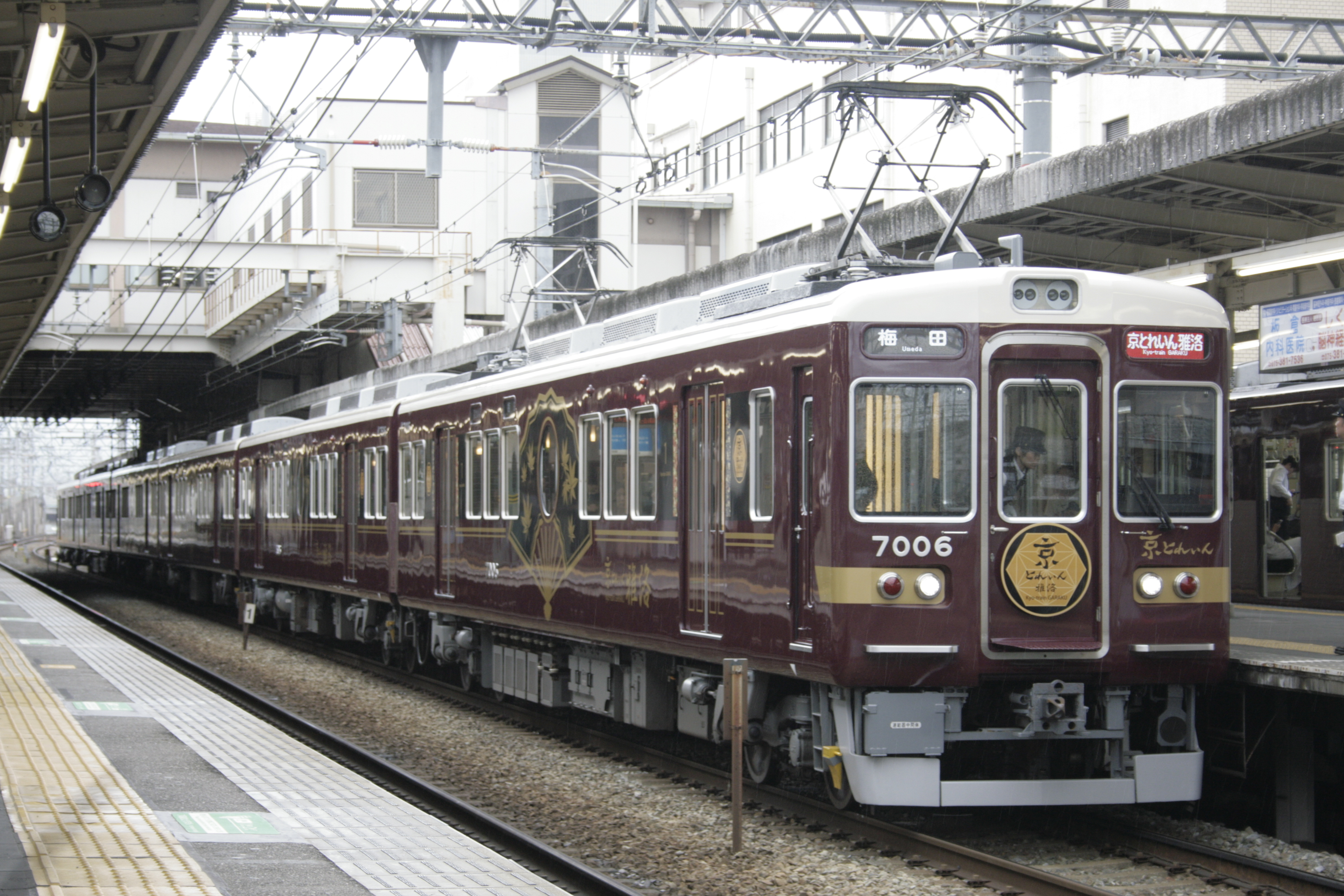
7000系7006F「京とれいん雅洛」 （桂駅）

箕面有馬電気軌道（箕有）、および、その後身の阪神急行電鉄（阪急）によって敷設された神戸線・宝塚線（神宝線）と、北大阪電気鉄道、および、その後身の新京阪鉄道によって敷設された京都線とでは、その成り立ちが異なるため、車両規格に違いがある。統一の動きが何度かあったが、実現に至っていない。
車体の塗装は全車両一貫して「阪急マルーン」が用いられている。内装についても木目調の化粧板やゴールデンオリーブ色のアンゴラ山羊の毛のシートを採用するなど統一が図られている。
神宝線の車両

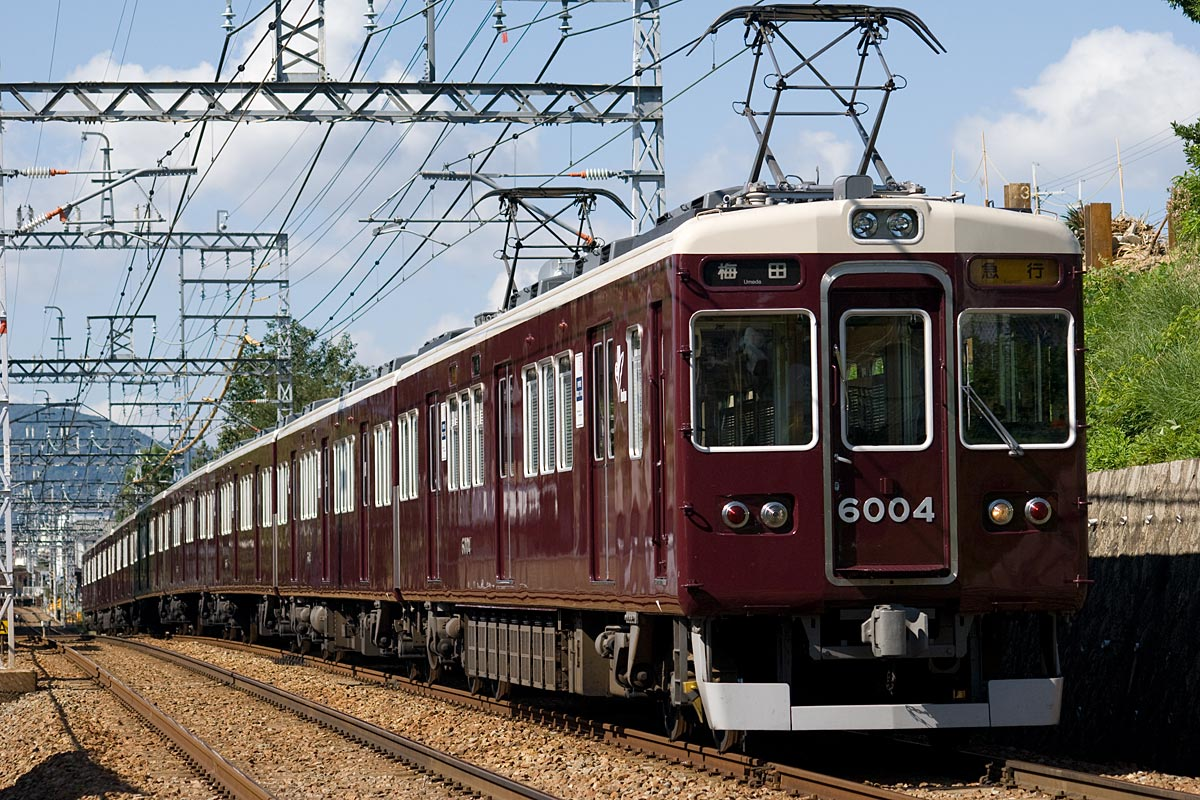
6000系 （山本駅 ‐ 雲雀丘花屋敷駅間）
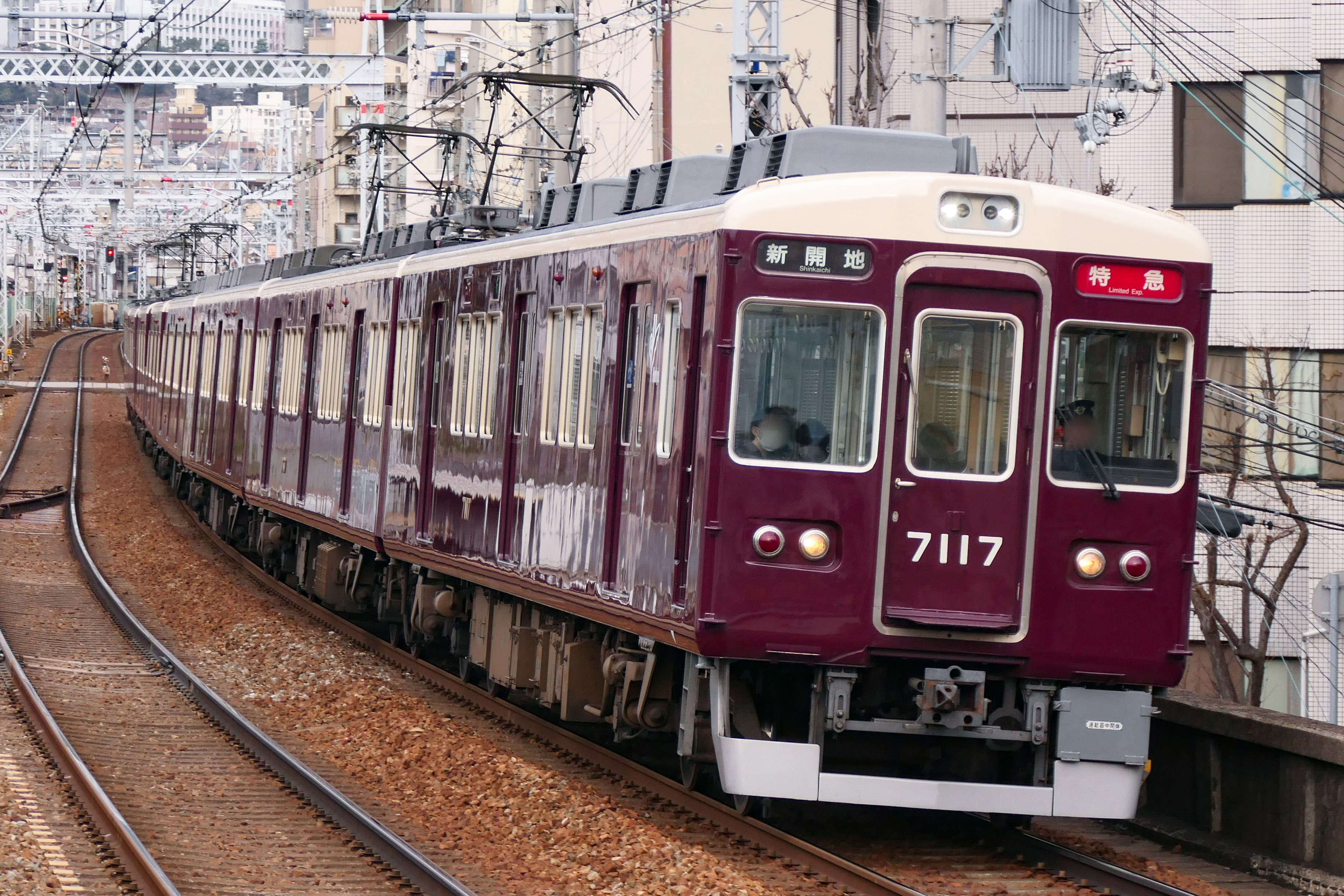
7000系 （王子公園駅）
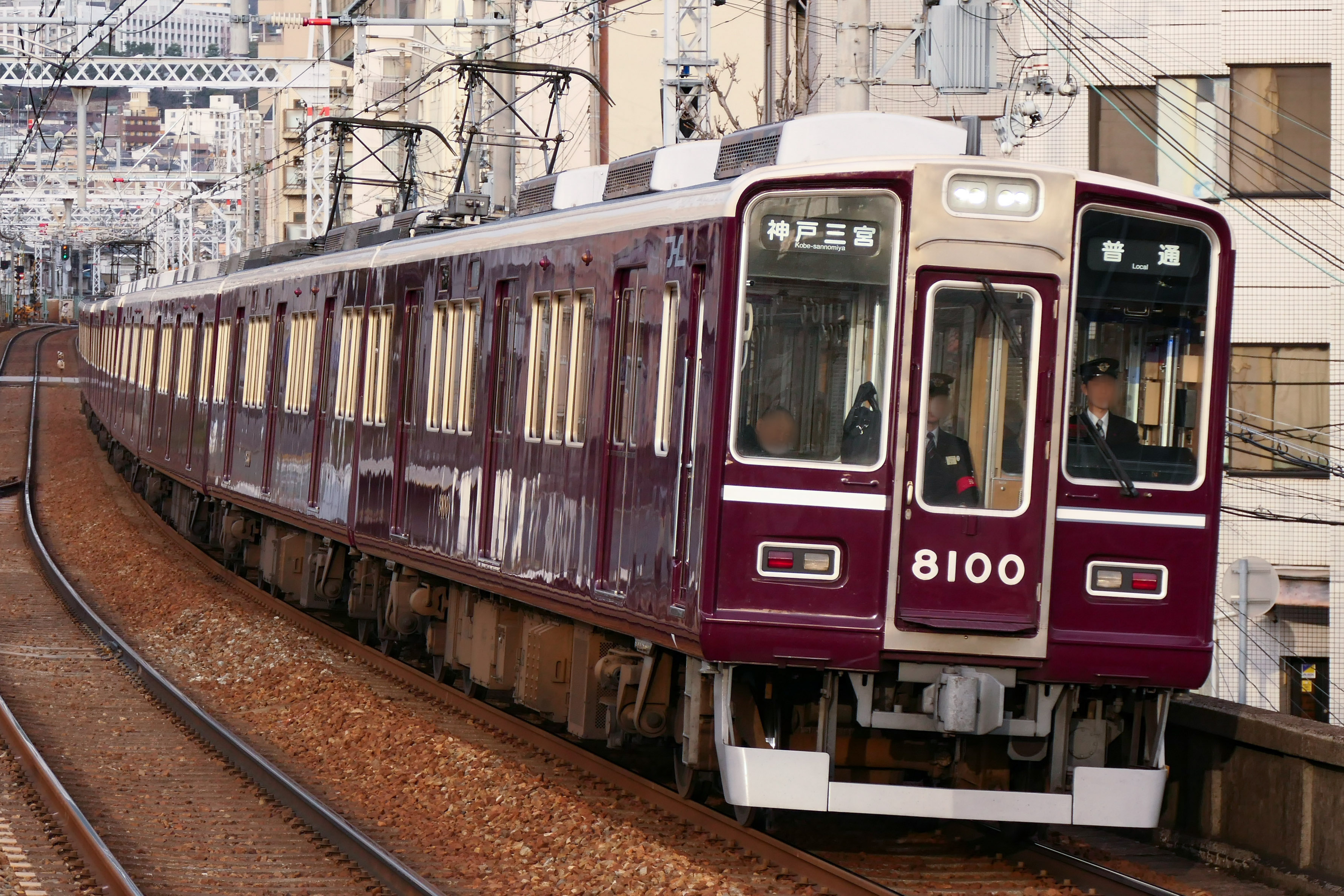
8000系 （王子公園駅）
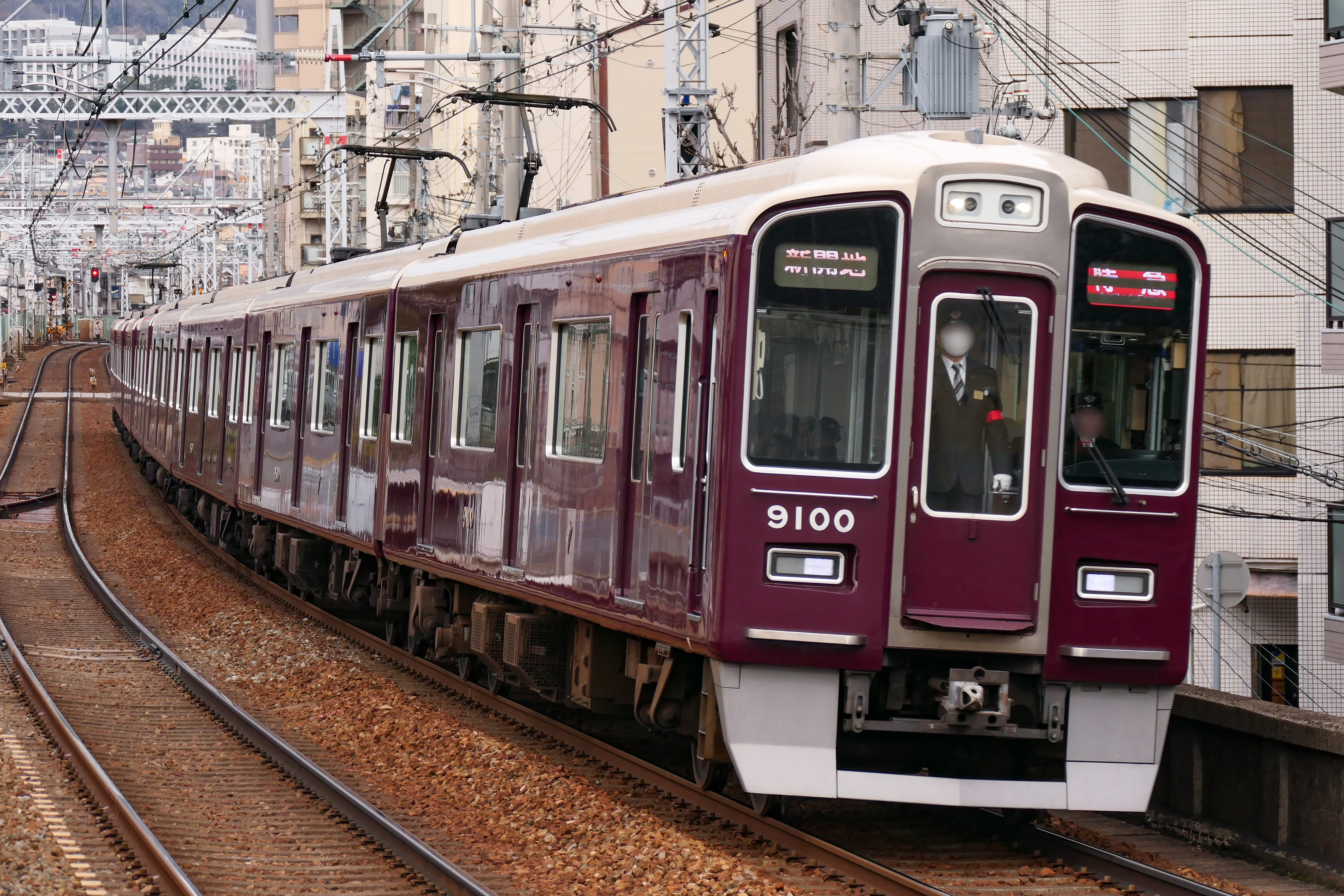
9000系 （王子公園駅）
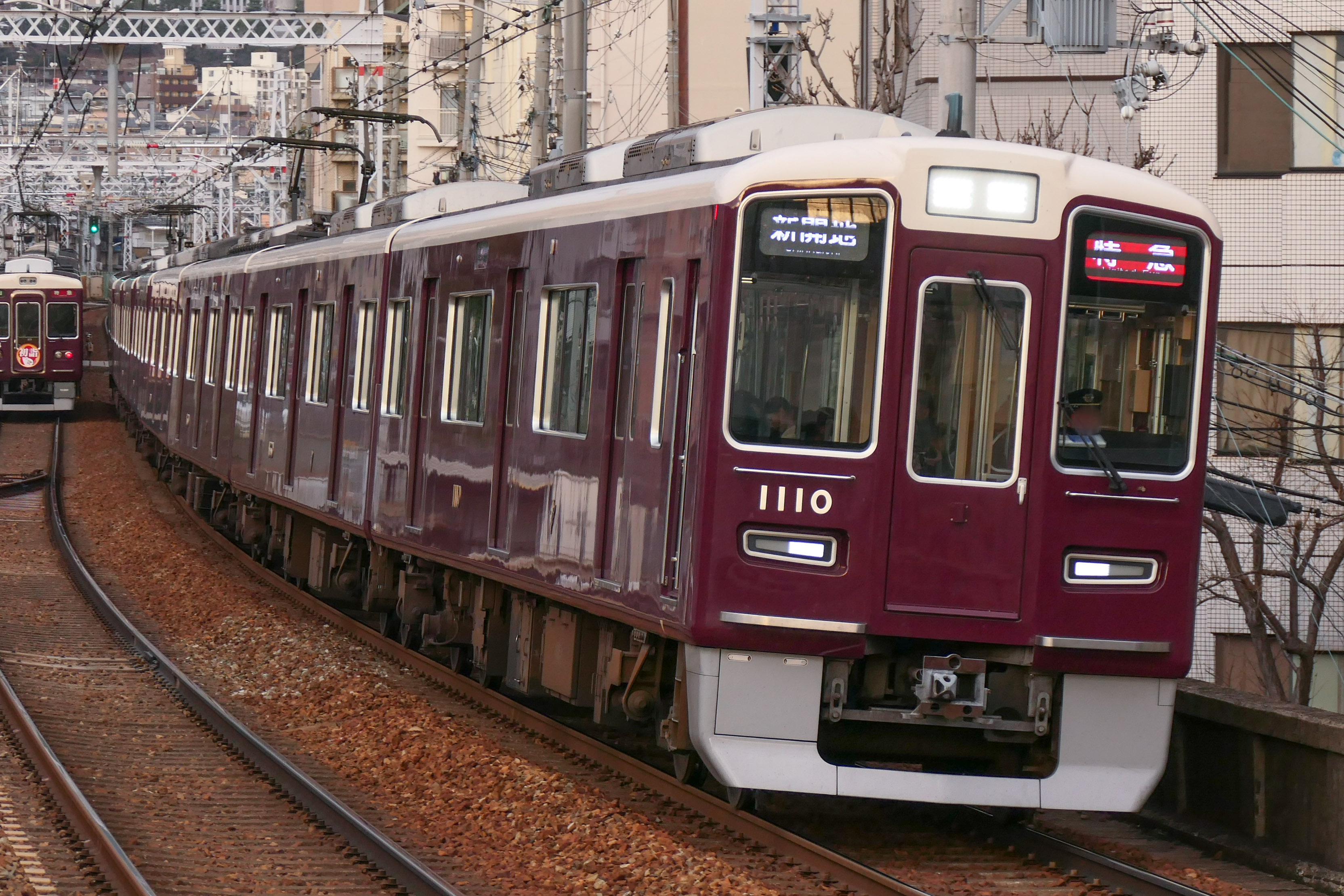
1000系（2代） （王子公園駅）
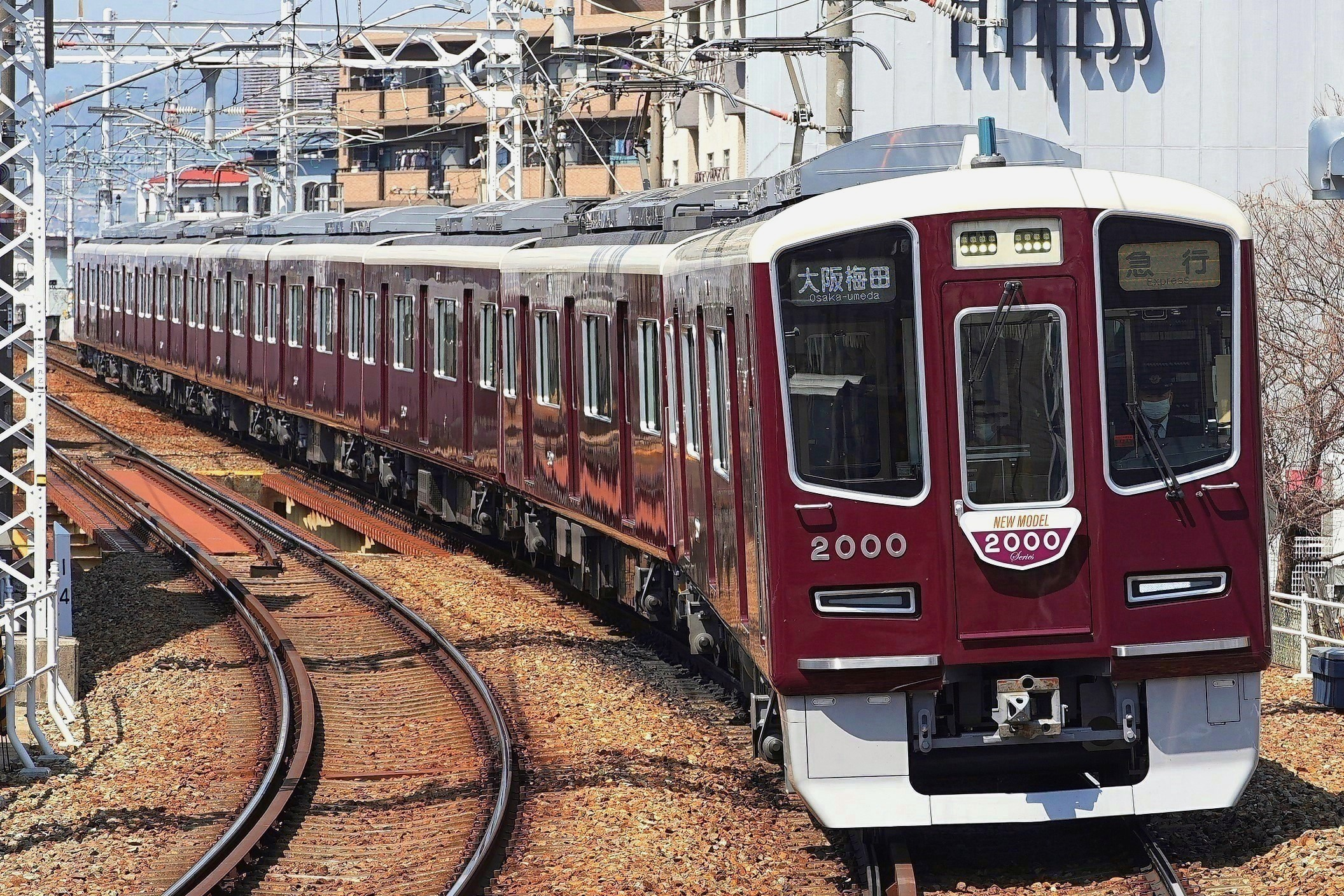
2000系（2代） （石橋阪大前駅）

京都線の車両

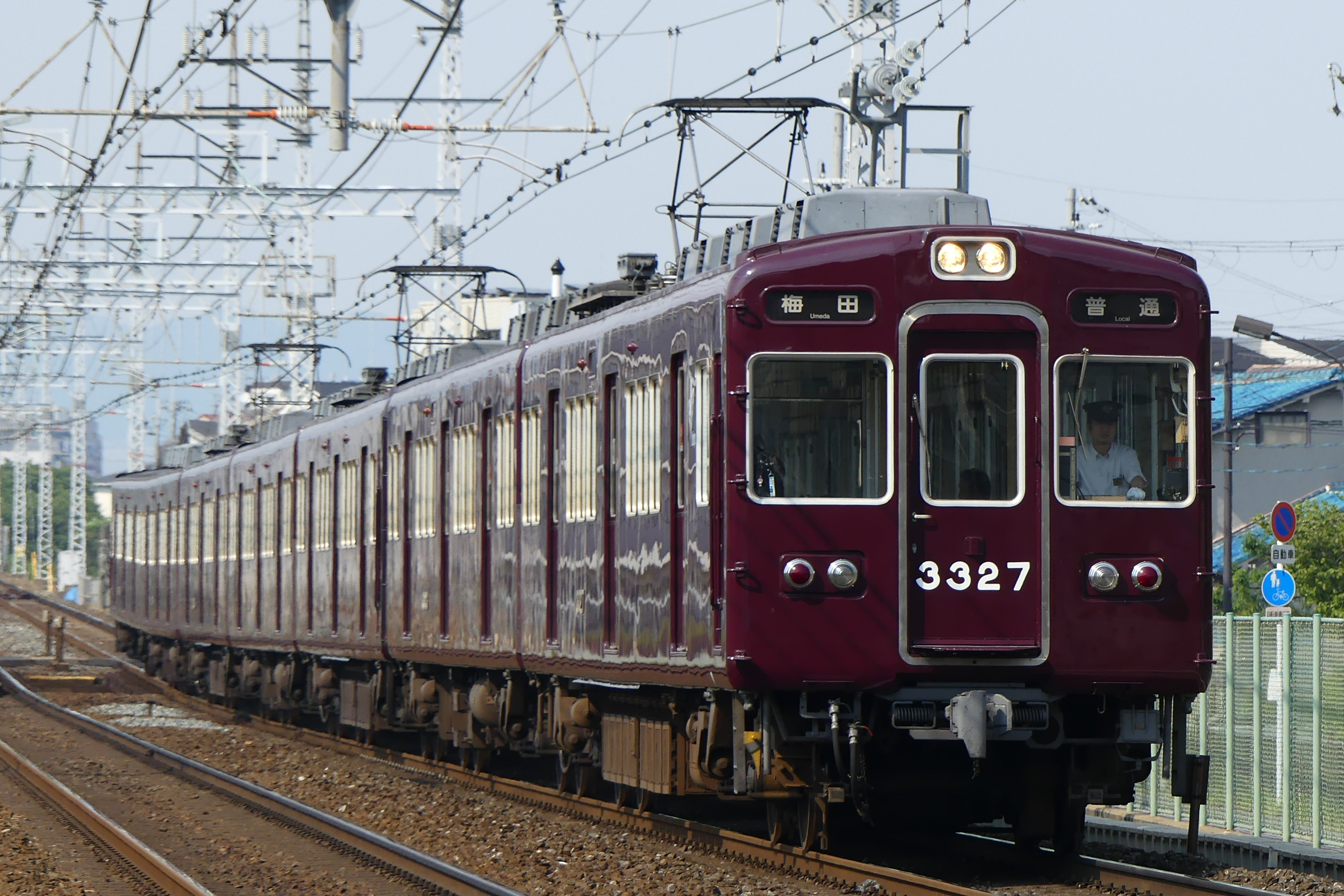
3300系
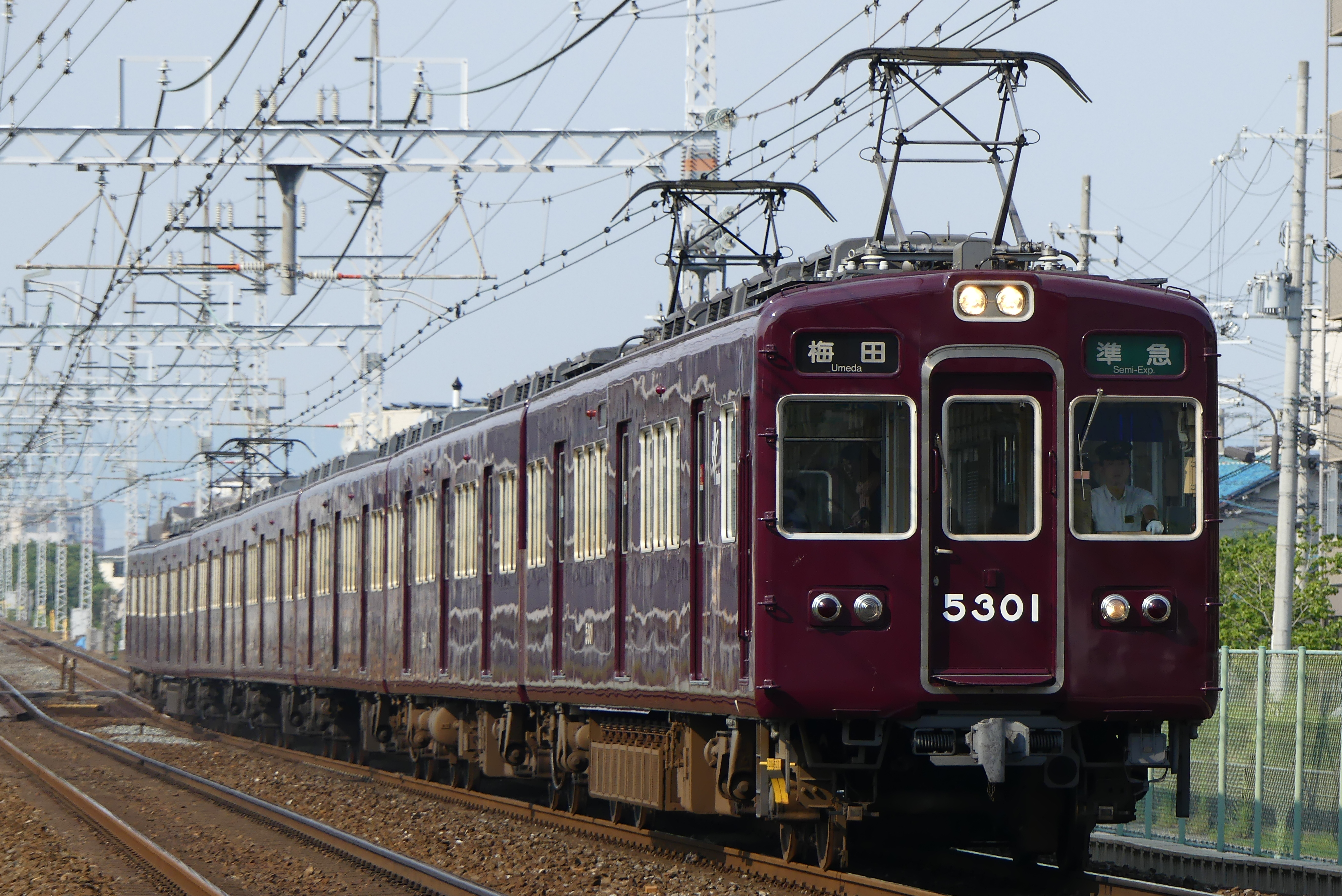
5300系 （南茨木駅 ‐ 茨木市駅間）
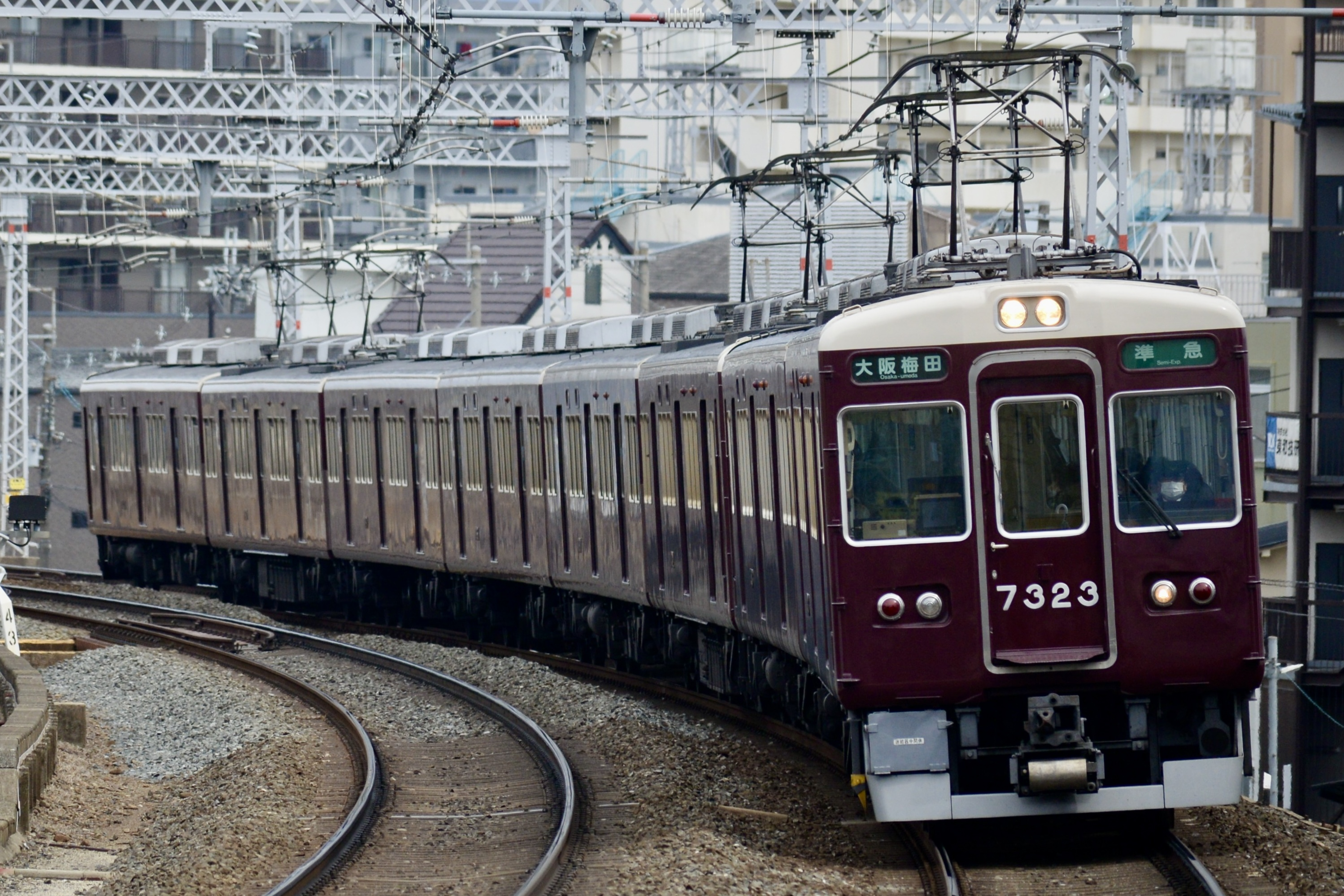
7300系 （西京極駅）
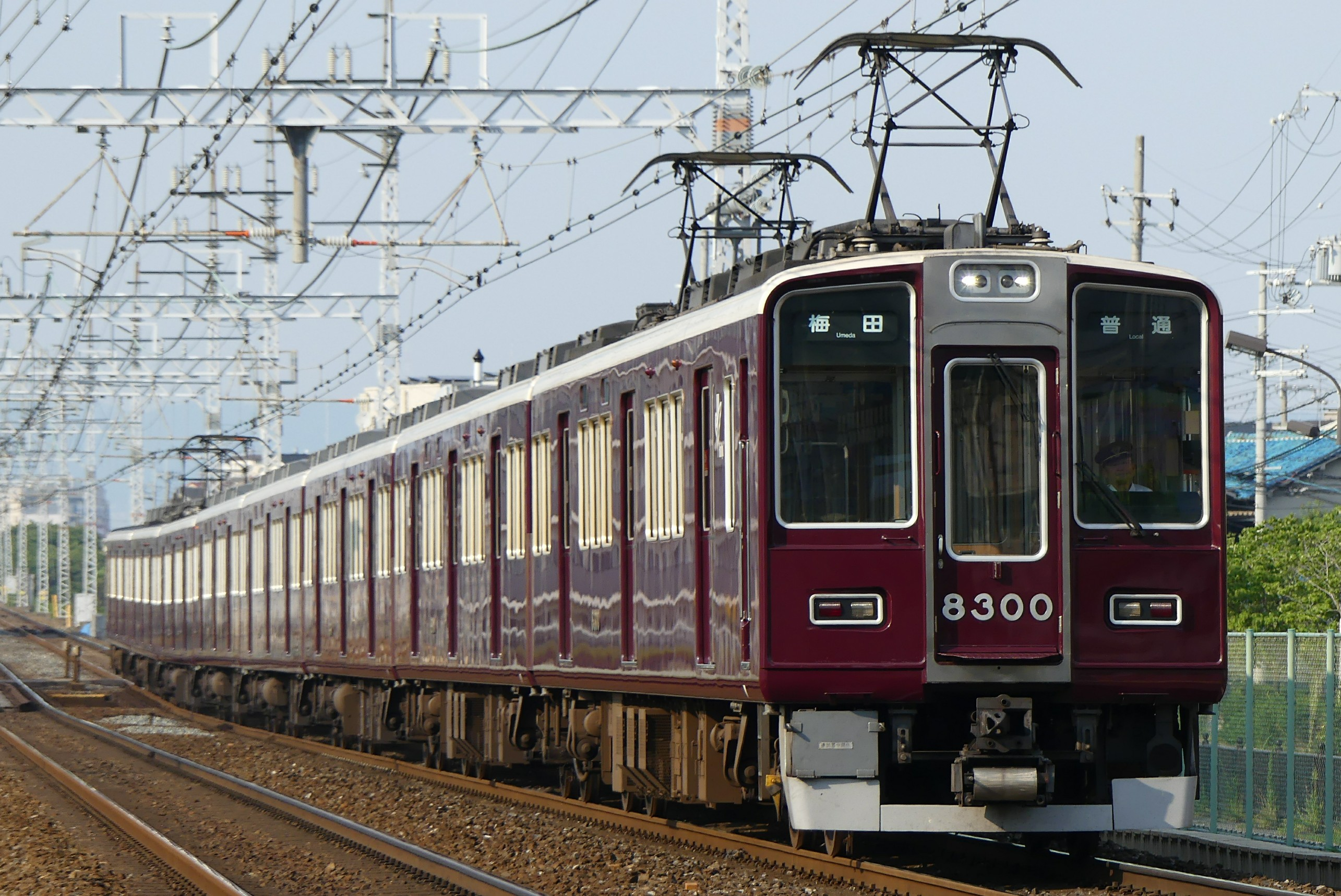
8300系 （南茨木駅 ‐ 茨木市駅間）
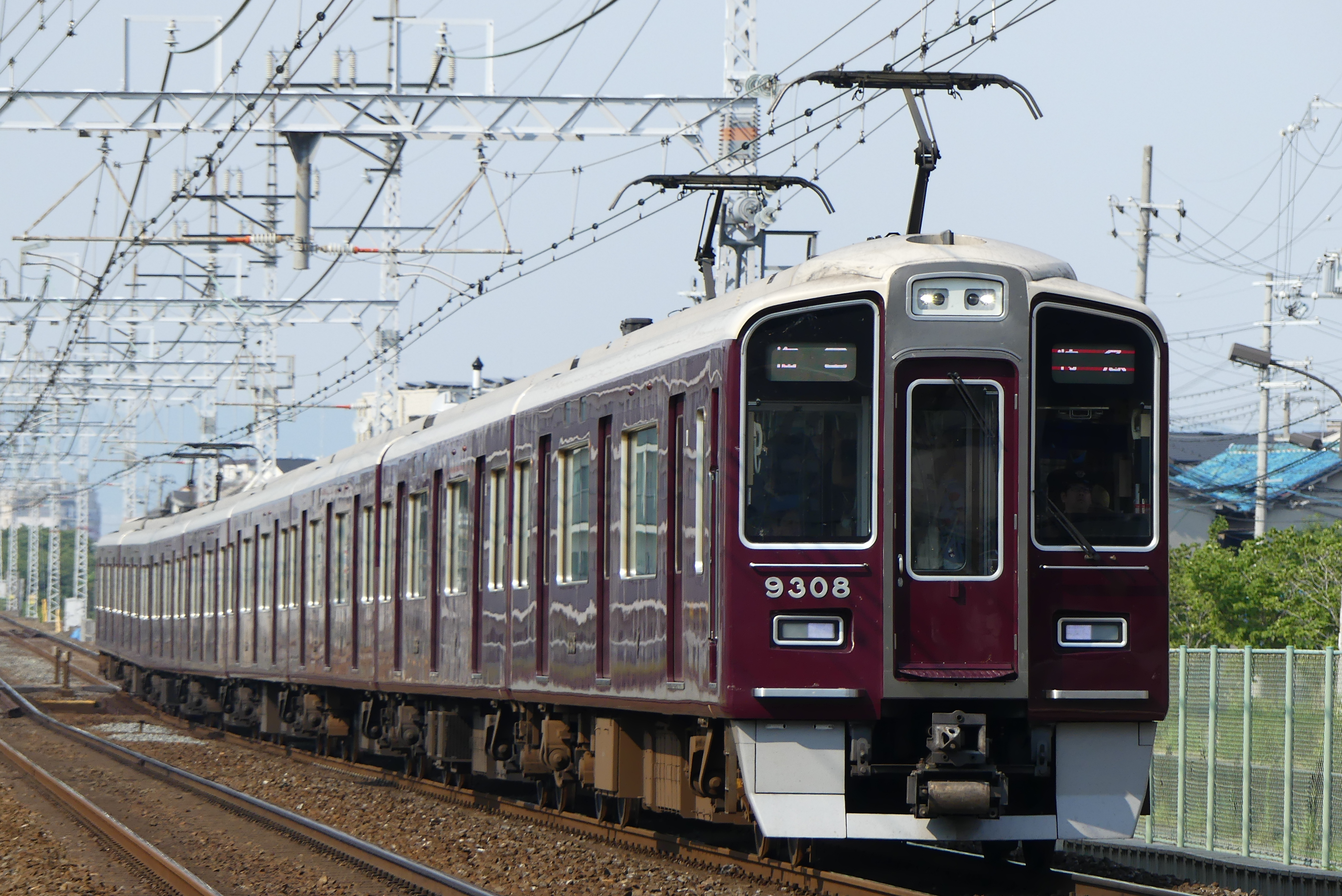
9300系 （南茨木駅 ‐ 茨木市駅間）
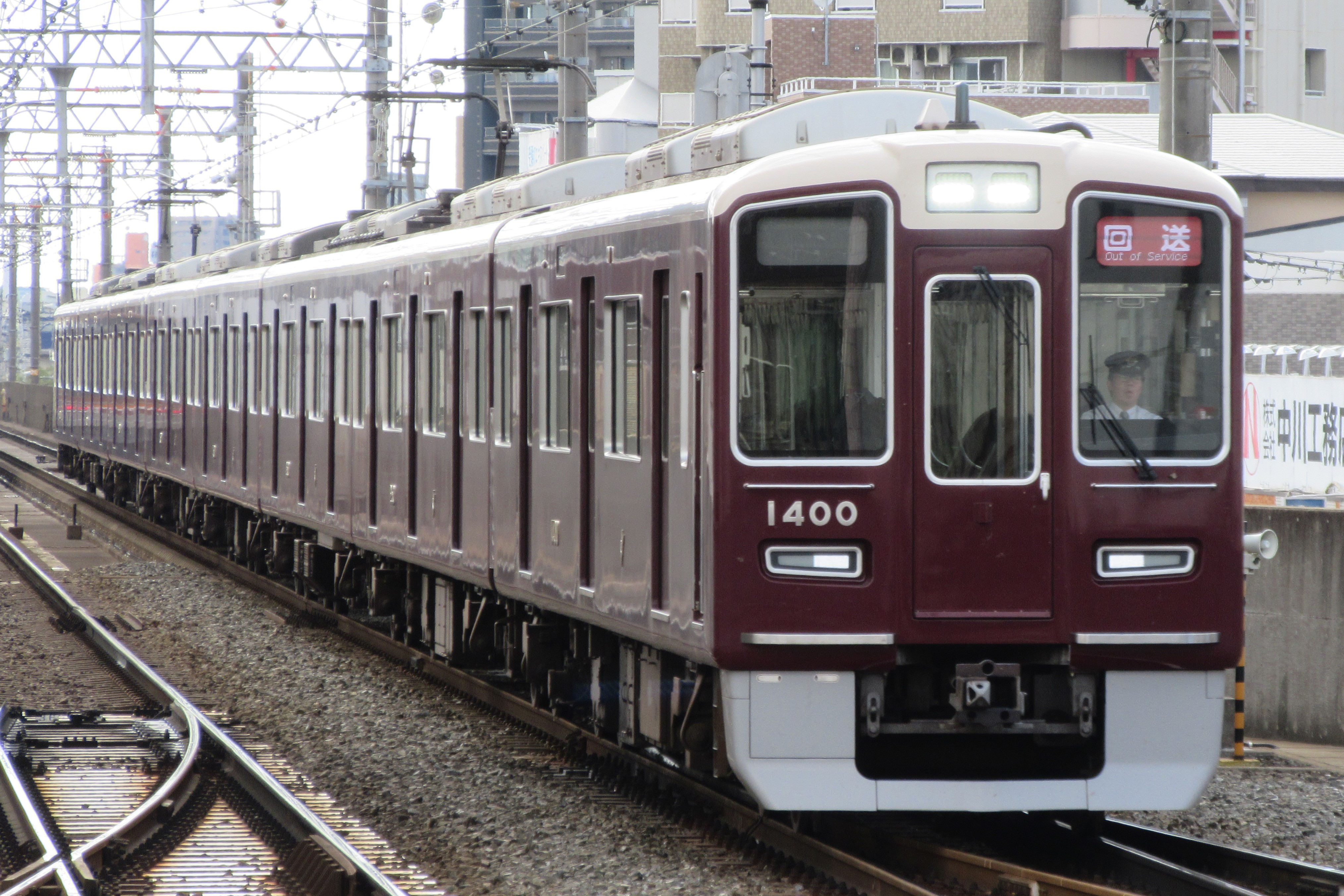
1300系（2代） （高槻市駅）
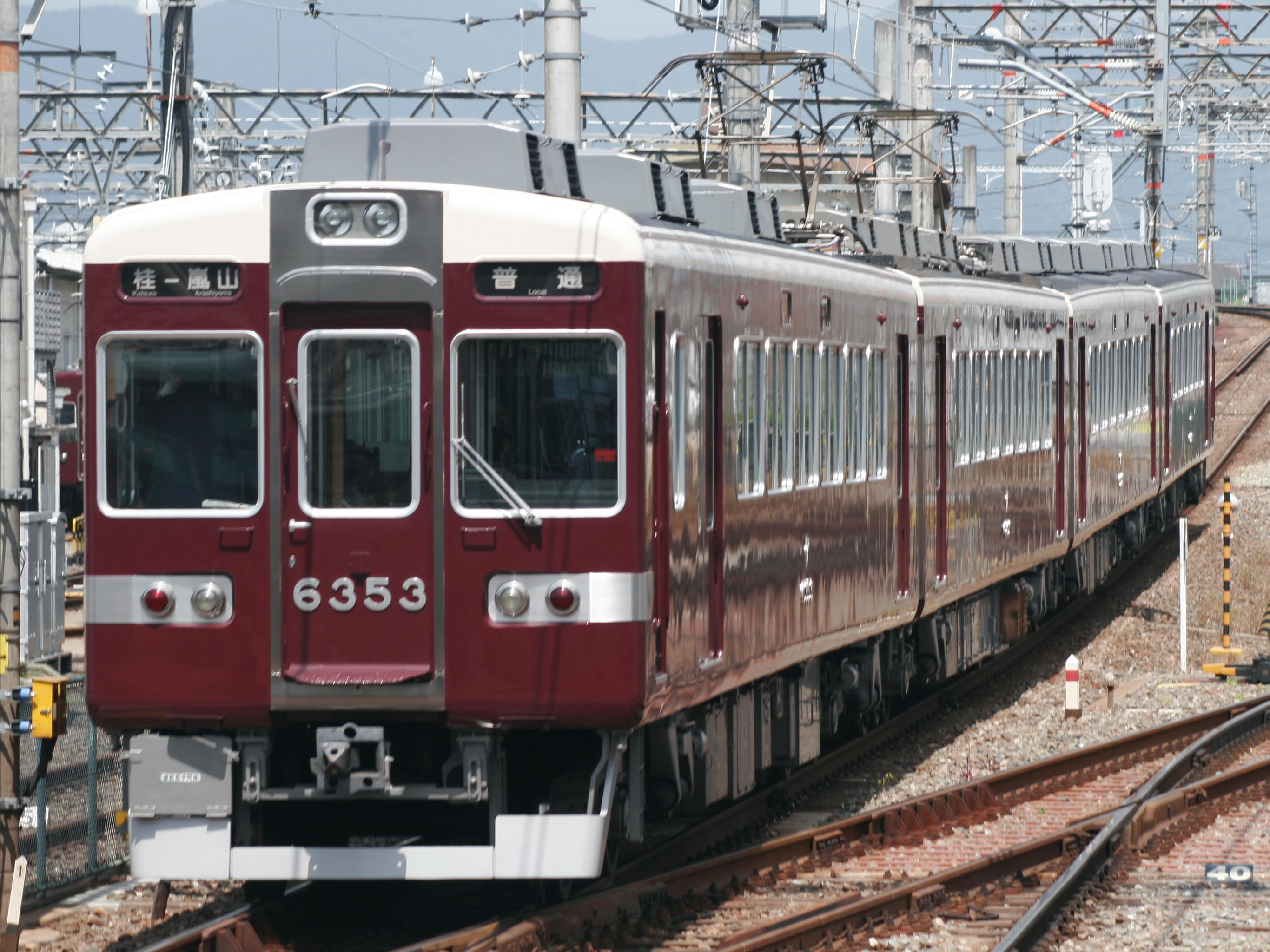
6300系 （桂駅）
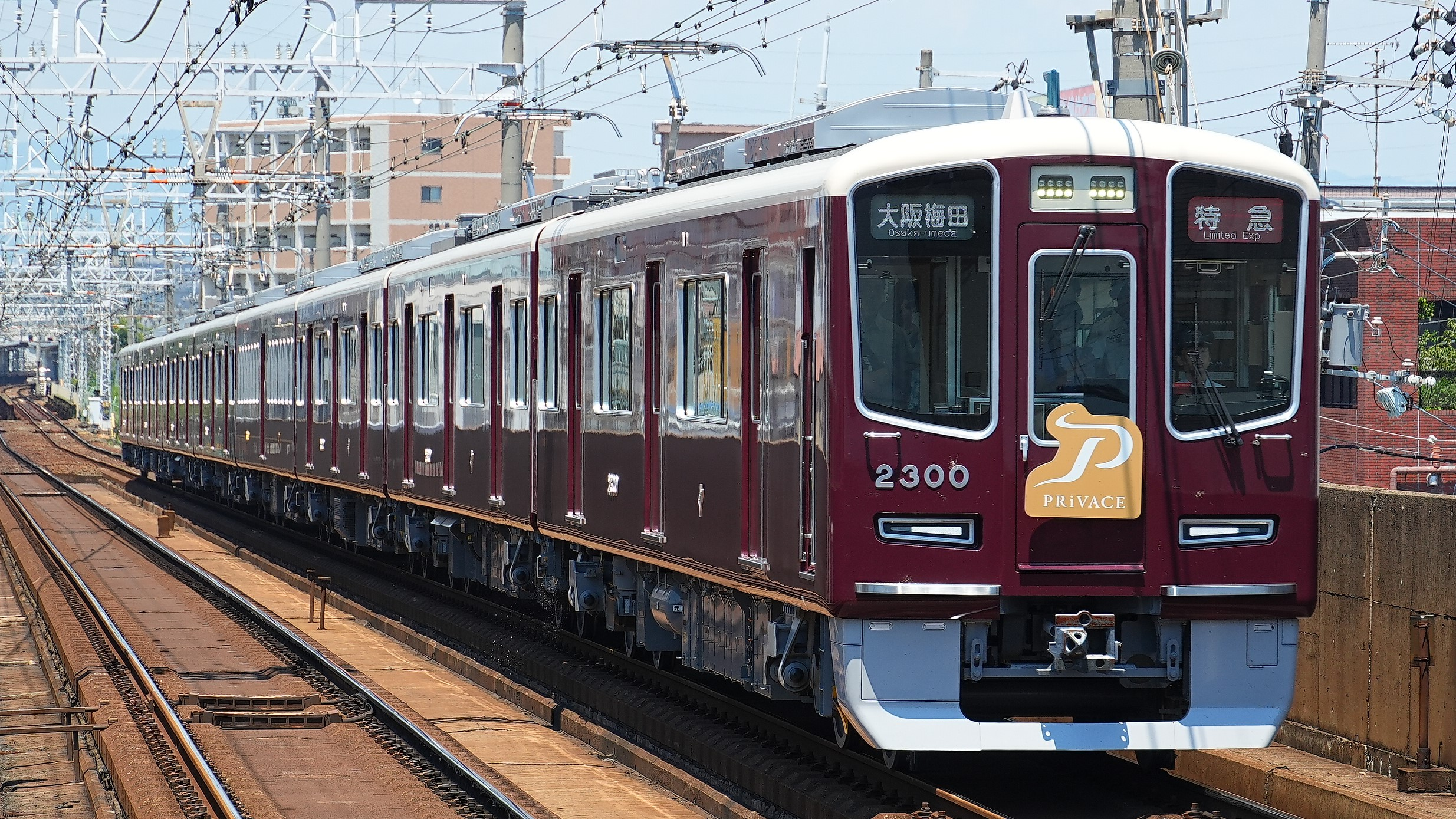
2300系（2代） （上新庄駅）

神宝線から京都線に転属した車両
- 7000系7006F「京とれいん雅洛」
（桂駅）

### 車両基地
- 西宮車庫（神戸本線）
- 平井車庫（宝塚本線）
- 正雀車庫・正雀工場（京都本線）
- 桂車庫（京都本線）

阪急と相互直通運転を行うOsaka Metro堺筋線の東吹田検車場が京都本線内（相川駅 - 正雀駅間）にある。

### 乗務員区所
- 西宮北口乗務区（神戸本線・今津線・伊丹線・甲陽線・神戸高速線）
- 雲雀丘花屋敷乗務区（宝塚本線・箕面線）
- 桂乗務区（京都本線・嵐山線）
- 淡路乗務区（京都本線・千里線）

### 運賃
大人普通旅客運賃（小児半額・10円未満切り上げ）。下表には鉄道駅バリアフリー料金10円を含む。2023年4月1日改定。
| キロ程  | 運賃（円） | キロ程  | 運賃（円） |
| ------- | ---------- | ------- | ---------- |
| 1 - 4   | 170        | 34 - 42 | 390        |
| 5 - 9   | 200        | 43 - 51 | 410        |
| 10 - 14 | 240        | 52 - 60 | 480        |
| 15 - 19 | 280        | 61 - 70 | 540        |
| 20 - 26 | 290        | 71 - 76 | 640        |
| 27 - 33 | 330        |         |            |

大阪梅田駅 - 中津駅・十三駅間の運賃計算上のキロ数は事後処理が煩雑になることを防ぐため移転前の営業キロ数をそのまま適用している（営業キロに0.4 kmを足して計算する）。
- 大阪梅田駅 - 中津駅間 (0.9 km) は1.3 kmで計算
- 大阪梅田駅 - 十三駅間 (2.4 km) は2.8 kmで計算

神戸高速線は阪急が第2種鉄道事業者となる区間も含めて別途運賃が設定されている。神戸高速線の運賃の詳細は「神戸高速線#運賃」を参照。神戸本線と跨って乗車する場合は、神戸三宮駅を境界として運賃を合算する形になる。
2023年4月1日から、グループの阪神電気鉄道と同時に、全駅へのホームドア設置などのバリアフリー設備の整備を推進のため、普通運賃・通勤定期運賃に鉄道駅バリアフリー料金制度による料金の上乗せ（普通運賃は10円、通勤定期は1か月で380円）を実施している。

#### 大阪梅田駅での折り返し乗車
有効な乗車券を持たずに、十三駅 - 大阪梅田駅 - 十三駅と乗車する折り返し乗車は不正乗車にあたる。なにわ淀川花火大会（旧・平成淀川花火大会）の際であっても大阪梅田折り返し乗車をする場合にも、乗車券は
1. 十三駅 - 大阪梅田駅
2. 大阪梅田駅 - （本来の行先の駅）
の2枚を十三駅で購入しなければならないとされている。大阪梅田駅折り返し乗車で有効な乗車券がない場合、係員の承諾を得ずに大阪梅田駅で折り返し乗車すると不正乗車になる。
- 鉄道事業者都合の折り返し乗車として、2008年度より実施している神戸線・宝塚線⇔京都線の直通臨時列車の運転に際し、一時期十三駅で折り返しができなかったため、梅田駅（現在の大阪梅田駅）にてそれを行っていたこともあったが、この場合は、梅田駅までの折り返し乗車で複乗となる十三駅 - 梅田駅間の運賃は支払う必要がなかった。

#### 他社路線との連絡乗車券
全駅で能勢電鉄各駅に加え、神戸高速線経由山陽電気鉄道（1998年2月15日に相互乗り入れが中止となった後も発売を継続している）・神戸電鉄各駅への連絡乗車券がそれぞれ購入できるほか、加えて京都線系統のほとんどの駅ではこれら3点のほかに天神橋筋六丁目駅経由Osaka Metro各駅への連絡乗車券、そしてさらにはこれを応用したOsaka Metro堺筋線天下茶屋駅経由南海空港線関西空港駅への連絡乗車券も購入できる（ただし後者2点は南方駅もしくは大阪梅田駅で乗り換えて利用することはできない）。

#### 回数券
以下の種類の回数券を磁気カード式で発売していたが、2023年4月30日限りで発売を終了した（身体障がい者・知的障がい者用用特別割引回数券は発売継続、他社で発売される阪急線との連絡回数券は引き続き利用可能）。
有効期限は発売日から3か月後の末日まで。なお、昼間時間帯とは10 - 16時の間に入場・精算使用することを指す。土休日には土休日ダイヤで運転する平日（お盆・年末年始期間）も含む。
- 普通回数券 - 10回分の金額で11回、20回分の金額で22回乗車可能。
- 時差回数券 - 平日昼間・土休日有効。10回分の金額で12回乗車可能。
- ハーフ時差回数券 - 5回分の金額で6回乗車可能。時差回数券のハーフ版。
- 土・休日回数券 - 土休日有効。10回分の金額で14回乗車可能。
- ハーフ土・休日回数券 - 5回分の金額で7回乗車可能。土・休日回数券のハーフ版。

能勢電鉄・神戸高速・山陽電鉄・神戸電鉄連絡は普通回数券・ハーフ時差回数券・ハーフ土休日回数券のみの発売である。
複数人で使用する場合は、乗車前に券売機で回数券券片に引き換える必要がある。カードから引き換えた券片の有効期限は2018年10月1日以降、引き換え当日限りとなっている。
阪急線内のきっぷタイプの回数券は、2018年9月30日をもって発売を終了した（発売済みのものは有効期限まで使用可能）。
2007年4月1日より、阪急電鉄と阪神電気鉄道で同額となる区間（2019年10月1日改定時点では190円、270円、280円、320円、380円、400円）のすべての回数券については、有効期間内であれば阪神でも利用可能となった（阪急・阪神経営統合によるサービス向上策の一環として実施）。ただしそのままでは利用できず、阪神の路線で利用する際は入場前に青色の券売機で阪神の回数券に引き換える必要がある。また、阪神の同額の回数券も同様に使用前に赤色の券売機で阪急の回数券に引き換えて阪急で使用可能である。2007年のこの取り扱い開始当時は180円、260円、310円区間が対象だったが、2009年3月20日より阪神なんば線の開業で阪神に270円区間が出現したため、270円区間回数券も同様の取り扱いを開始した。2014年4月1日の運賃改定で190円、270円、280円、320円、370円区間（それぞれ旧180円、260円、270円、310円、360円区間で、370円区間は新規）に変更され、2019年10月1日の運賃改定で370円区間に代わって380円区間、新規に400円区間でも同様の取り扱いを開始した。
阪神での回数券発売終了に伴い、2022年9月30日をもって、阪神との間で実施していた回数券引き換えサービスは終了した。
阪急では乗り越し精算の際、回数券を1枚のみ券面に記載された額面の金券として使用することができる。例えば、480円区間を、280円の普通乗車券（または回数券）で入場・乗車した場合、出場時に200円の回数券をもって乗り越し精算をすることができる。不利を承知で合計金額が過剰になる場合も使用できる（例：540円区間を280円の普通乗車券（または回数券）で入場、出場時に280円の回数券をもって乗り越し精算）が、この時は改札機・精算機の利用はできず、係員窓口で精算する必要がある。また 2枚重ね対応改札機では入場済みの回数券と未使用の回数券を2枚重ねて投入可能であるが、Osaka Metro管理の天神橋筋六丁目駅は2枚重ね投入することはできず、改札内の阪急用精算機で出場証と引き換えなければならない。
2008年12月29日に偽造レインボーカード（当時の大阪市交通局のスルッとKANSAI対応カード）の使用が発覚したため、2009年2月から3月にかけて自動券売機の改修が行われ、ラガールカードを含むスルッとKANSAI対応カードでの回数券および回数カードへの引き換えができなくなった。
2018年10月1日より、阪急と阪神の回数券の取り扱いを変更したため、それまできっぷタイプとカードタイプの回数券を発売していたが、きっぷタイプの回数券を発売終了とし、カードタイプの回数券のみの発売となった。この変更によりカードタイプの模様変更も行われている。阪急と阪神で相互で実施している回数券引き換えサービスの有効期間を回数券の有効期限から、引き換え当日限りと変更した。また、時差回数券は10時から16時が利用可能時間であったが、初発から16時までと変更になった。

#### 乗車カード・企画乗車券
以下の各項目を参照。
- STACIAカード（阪急阪神グループ発行のPiTaPaカード）
- ICOCA（プリペイド式IC乗車カード。2019年発売開始）
- 阪急 阪神 能勢 北急レールウェイカード（2019年2月28日発売終了。2019年9月30日で自動改札機での取り扱いを終了）
- ラガールカード（2017年3月31日発売終了。以後も阪急・阪神・能勢電鉄・北大阪急行電鉄の改札機に限って利用できたが2019年9月30日にそれも終了）
- 阪急阪神1dayパス
- OSAKA海遊きっぷ
- 大阪周遊パス
- 高野山1dayチケット
- 奈良・斑鳩1dayチケット
- いい古都チケット
- 古代ロマン飛鳥 日帰りきっぷ

これ以外にも、各種乗車カード・企画乗車券が発売されている。
ラガールカード等のスルッとKANSAI対応カードやレールウェイカードでカードに印字される符号については、花隈駅のみKK、それ以外の駅はHKであった。

### 座席指定サービス「PRiVACE」
2024年7月21日から、京都本線の特急・通勤特急・準特急に、阪急電鉄として初の座席指定サービス「PRiVACE」（プライベース）を導入した。サービスコンセプトは「日常の“移動時間”を、プライベートな空間で過ごす“自分時間”へ」。PRiVACEの名前は、Private（プライベート）とPlace（場所）から取られ、"自分時間"が過ごせるプライベート空間を表現したという。対象車両は新導入の2300系と一部の9300系で、それぞれ大阪方4両目に設定されている。
阪急は関西の大手私鉄では唯一、運賃の他に特別料金が必要な列車（臨時を含む）や車両の運行歴がなかった。2021年には京都本線において有料車両を検討しているとの報道がなされたほか、（検討路線を明確に指していないが）親会社の2020年度決算説明資料 においても「有料座席指定サービスの導入等の検討を進めるなど、収益の確保に向けた取組も行っていく。」との文言があった。
2022年10月の同年12月ダイヤ改正のニュースリリースで、2024年から京都本線の特急・通勤特急・準特急の一部車両を座席指定にする予定であると発表され、2023年10月6日の2024年夏に導入する新型車両2300系・2000系のニュースリリースで、京都線用の2300系について大阪方4両目に同社初となる座席指定サービス車両を導入することが発表された。この時点ではサービス内容についての詳細は明かされなかったが、同年11月21日に座席指定サービスの名称が「PRiVACE」（プライベース）に決定したと発表された。

## その他の事業
阪急電鉄では、鉄道事業（都市交通事業）以外に不動産事業やエンタテインメント・コミュニケーション事業（創遊事業）・流通事業をそれぞれ行っており、鉄道事業（都市交通事業）に匹敵する売上や営業利益をあげている。

### 不動産事業

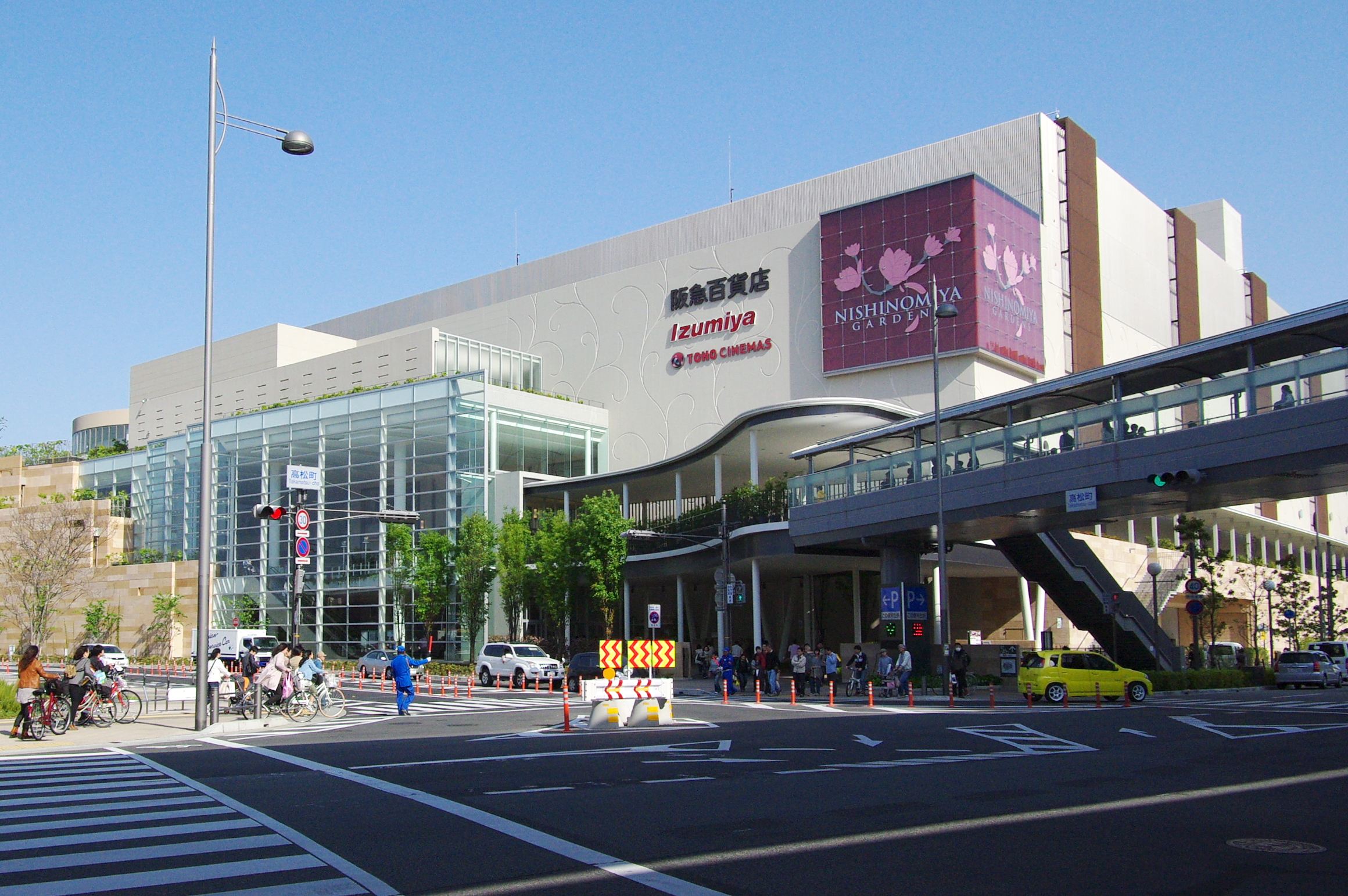
阪急電鉄が開発した大型ショッピングセンター阪急西宮ガーデンズ

かつては不動産事業本部と、阪急不動産が統括し、西宮北口駅にある大型ショッピングセンター「阪急西宮ガーデンズ」の開発や梅田エリアにある「梅田阪急ビル」や「NU茶屋町」・「グランフロント大阪（大阪駅北地区）」などの開発を手掛けたほか、国際文化公園都市（愛称：彩都）予定地の山林に土地を保有していた。
住宅事業のうち、分譲マンションの開発に関しては子会社の阪急不動産が、分譲戸建の開発に関しては阪神電気鉄道（不動産事業本部）が、それぞれ行っていた。
2018年4月1日、阪急不動産の株式を親会社の阪急阪神ホールディングスに譲渡した上で、阪急電鉄不動産事業本部及び阪神電気鉄道の不動産事業本部と経営統合して、阪急阪神不動産株式会社とした。

### エンタテインメント・コミュニケーション事業（創遊事業）

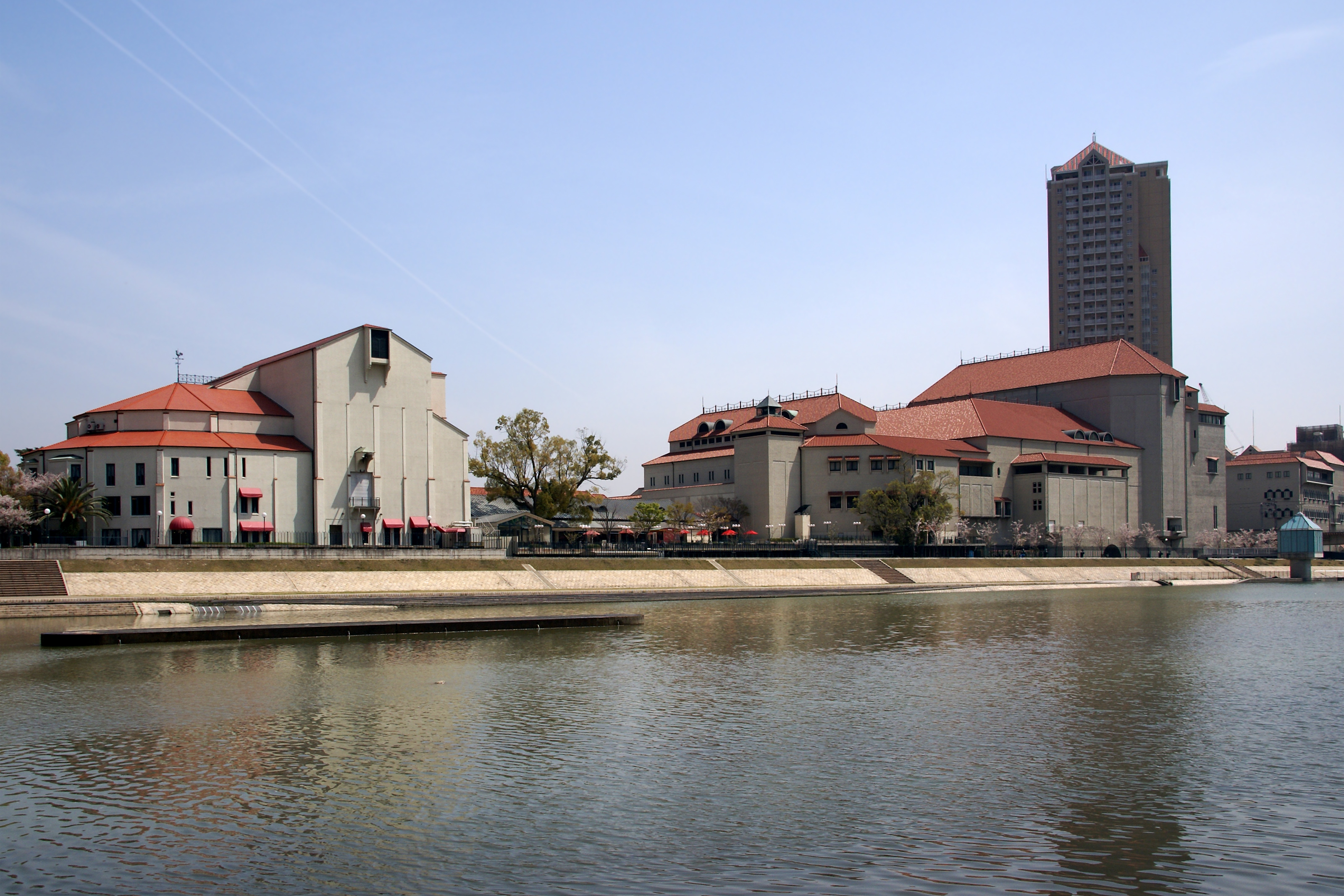
阪急電鉄のエンタテインメント・コミュニケーション事業をの中核をなす宝塚歌劇団の公演が行われる宝塚大劇場

創遊事業本部が統括し、女性のみで構成される宝塚歌劇団の関連子会社を有する。なお、宝塚歌劇団自体は阪急電鉄の組織の一つであったが、2025年7月1日に阪急電鉄全額出資の子会社として分離され「株式会社宝塚歌劇団」として法人化された。
また、鉄道事業者では唯一、総務省より東経110度CS委託放送事業者認定を受けており、2002年より宝塚歌劇団専門チャンネル「タカラヅカ・スカイ・ステージ」を放送していたが、2011年4月1日、番組制作・編成や送出・送信管理を担当していた子会社の宝塚クリエイティブアーツに放送事業者の地位を承継している。
その他の関連事業会社として、阪急コミュニケーションズという阪急阪神ホールディングス連結子会社が存在していた（阪急電鉄が全額出資）。元々は大阪市で阪急電鉄創遊事業本部コミュニケーション事業部として阪急電鉄沿線の観光ガイド本・グルメ本や宝塚歌劇団の機関誌『歌劇』、『宝塚GRAPH』、『宝塚おとめ』、演劇専門月刊雑誌『レプリーク』、阪急電車関係の書籍・絵本等を発行していたが、2003年7月に『ニューズウィーク日本版』、『フィガロジャポン』、『Pen』などを発行していたTBSブリタニカの事業（百科事典事業を除く）と阪急電鉄創遊事業本部コミュニケーション事業部の事業を統合して発足した。本社はTBSブリタニカ時代から継承して東京都目黒区に置き、大阪市北区の阪急電鉄本社ビル内（TOKKの編集部門・広告部門と宝塚歌劇団関連誌の広告部門）と宝塚市の宝塚大劇場内（宝塚歌劇団関連書籍・雑誌の編集部門）にも事務所を構えていた。2014年10月1日をもって事業再編により、宝塚歌劇団関係の書籍出版事業を宝塚クリエイティブアーツに、TOKKなどの阪急電車関係の書籍出版事業を阪急アドエージェンシーにそれぞれ譲渡し、残った出版事業をCCCメディアハウスに分割した上で同社株式をカルチュア・コンビニエンス・クラブに譲渡した。

#### 過去運営していたチャンネル
- Ch.290 TAKARAZUKA SKY STAGE - 標準画質ながらアスペクト比16:9の画角情報を付加して放送。『阪急・浪漫沿線』等の番組では「制作・著作 阪急阪神東宝グループ 阪急電鉄株式会社」のクレジットが表示される。
- Ch.101 TAKARAZUKA SKY STAGE プロモ - データ放送。2009年3月16日放送終了。

### 流通事業

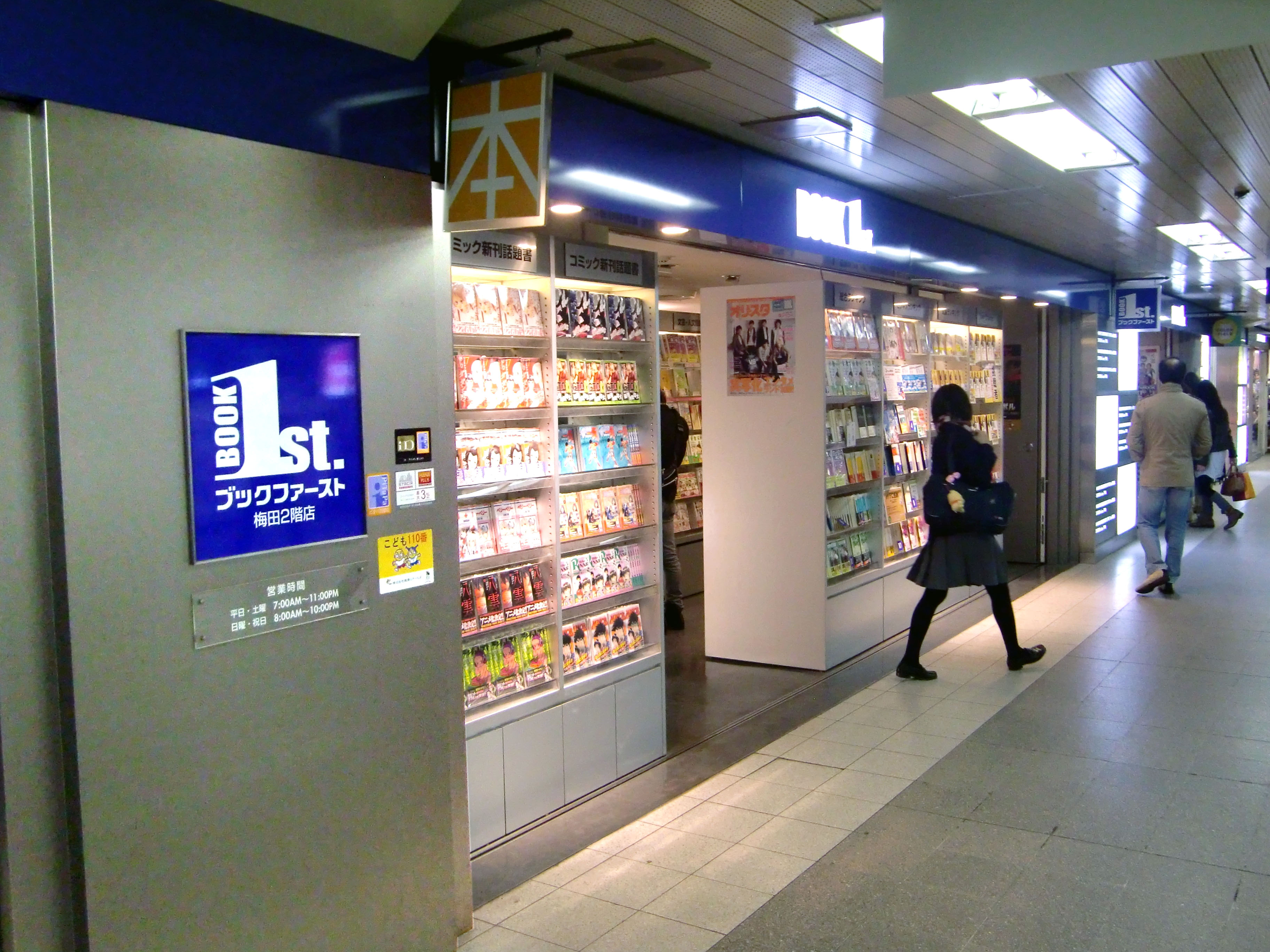
阪急リテールズが運営していた日本の中堅書店ブックファースト

都市交通事業本部のえきまち事業部が統括している。駅構内のコンビニアズナスや、日本の中堅書店であるブックファーストを運営していたエキ・リテール・サービス阪急阪神（ブックファースト運営当時は阪急リテールズ）を傘下に持つ（ただし、コンビニ事業は2019年8月にエイチ・ツー・オー リテイリンググループへ譲渡）。
なお、関西私鉄で初めて駅構内に立ち食いそば・うどん店を設けたのは阪急電鉄である（阪急そば。2019年4月に平野屋へ事業譲渡し運営から撤退、若菜そばへ名称変更）。
アズナスは2021年6月21日付けでローソンのフランチャイズ店舗へ転換することを発表した。これにより、アズナスブランドは消滅し、2021年11月24日アズナスexp宝塚店閉店により、阪急阪神の駅構内コンビニは全てローソンとして存続、営業することになった。

## 特記事項

### プロ野球球団
阪急ホールディングス（現在の阪急阪神ホールディングス）として持株会社となる前の旧・阪急電鉄は1924年から1929年までの宝塚運動協会、そして1936年から1988年まで阪急ブレーブス（後にオリックス・ブレーブス→オリックス・ブルーウェーブへの改称を経て、現在はオリックス・バファローズ）というプロ野球球団を持ち、それらの本拠地（専用球場）として宝塚球場、阪急西宮球場（後の阪急西宮スタジアム、2002年に閉鎖）を所有していた。

### 阪急電車という呼称
関西私鉄では「○○電車」という呼称が定着しており、車内放送や駅の掲示、ウェブサイトにおいても「○○電車」という愛称が使用されているが、阪急電鉄は公式には「阪急電車」とは案内してこなかった。これは1992年の創業85周年を機に、会社側が公式な通称を「阪急電鉄」と変更したためである。以後2016年12月まで、旅客案内の際は、「本日も阪急電鉄をご利用いただきましてありがとうございます」のように「阪急電鉄」と称していた。
ただし乗客の間では今でも「阪急電車」「阪急線」「阪急」という略称が多く使われる。有川浩の同名小説のタイトルにも使用されている。京都市営地下鉄四条駅、Osaka Metro梅田駅といった、他社局の駅での乗り換え案内表示も、「阪急電車」となっている。阪急側でもグッズ・刊行物では時折「阪急電車」を使用する例がある。
2017年1月1日から、車内放送において、それまでの「阪急電鉄」という呼称に代えて「本日も阪急電車をご利用いただきまして…」という言い回しに改められている。ただし、グループ内の能勢電鉄、阪神電気鉄道や、Osaka Metro、JR西日本の車内放送では「阪急線」、大阪モノレールでは路線名を含めた「阪急○○線」と案内している。
阪急電鉄は、「電気鉄道」という呼称を「電鉄」と省略し正式な社名とした日本で最初の鉄道会社である（当時の社名は「阪神急行電鉄」。「歴史」節も参照）。

### ホームの呼称
- 一般的にホームの呼び方は「○番線」「○番のりば」だが、阪急電鉄では「○号線」という呼び方である（子会社の能勢電鉄も同様）。これは「○番線」が社内での構内配線に対しての呼び方であるためである。ただし、例外的に神戸三宮駅では「○番ホーム」、高速神戸駅および新開地駅では、元々の阪急の路線ではなく、神戸高速鉄道が運営していた歴史的経緯から、関西の鉄道事業者で一般的な「○番のりば」という呼び方をしている。
- 淡路駅には1号線が無く、2 - 5号線のみとなっている。1954年までは1号線が存在し、大阪側のターミナルが天神橋駅（現在の天神橋筋六丁目駅）だった頃に淡路 - 十三間の列車に使用されていたためで、社内業務にも乗客にも混乱となることを防ぐために、1号線廃止の際に番号を順送りしなかった経緯がある。なお、正雀駅にも1号線ホームがないが、これは別の理由による（正雀駅#駅構造を参照）。また、桂駅には1号線の隣に「C号線」がある。もともとは、隣接する桂車庫のC号線であったものを、ホームを設置して駅としたものである。番号を順送りしなかった点は、1号線のない淡路駅と同じ理由である。

### 駅名
- 自社の全駅（共同使用駅を含む）の正式駅名はすべて漢字表記であり、2016年現在、片仮名（「ヶ」なども含む）・平仮名・アルファベット・アラビア数字など漢字以外の文字および記号（括弧や中黒など）を正式駅名に含む駅が一切存在しない。これは日本の大手私鉄では阪急電鉄のみである[注釈 18]。過去には「蛍ヶ池駅」（現在の蛍池駅。改称時期不詳）や「桜井ノ駅駅」（現在の水無瀬駅。1948年改称）、「中ノ庄駅」（現在は京阪電鉄の駅）などの例が存在したが、いずれも改称や経営分離により解消されている。なお乗り入れ先である能勢電鉄には平仮名表記を含む駅（一の鳥居駅など）が複数あるが、乗り入れ列車である特急日生エクスプレスはそのいずれの駅にも停車しない。
- 関西の大手私鉄では唯一、直通先も含めて「河内…」と名の付く駅を通らない[注釈 19]。

### きわめて少なかった島式ホーム
待避線を有する駅や終着駅は別として、上下本線に挟まれたタイプの島式ホームが元々極めて少なかった。
1963年に烏丸駅が開業し、また東海道新幹線の建設に伴い上牧駅が現ホームに移設されるまで、上下本線に挟まれた島式ホームは中津駅と春日野道駅しか存在しなかった。
1963年の2駅のあと永らく上下本線に挟まれた島式ホームは現れなかったが、1984年の池田駅を皮切りに、川西能勢口駅（1992年）、豊中駅と岡町駅（1997年）、三国駅（2000年）の各駅（いずれも宝塚本線）が高架化の際に島式ホームに改築されており、島式ホームも僅かながらに増加している。ただ、21世紀に入って新たに開業した洛西口駅、摂津市駅、西山天王山駅（ともに京都本線）はコスト面から相対式ホームで開業している（洛西口駅は後に相対式ホームで高架化）。
なお、2016年4月時点で施工中である京都本線淡路駅・崇禅寺駅、千里線柴島駅・下新庄駅の各駅における高架化事業においては、千里線の2駅のみ島式ホームとなる予定（淡路駅は現状と同じく上下本線ともに島式ホームとなる）。

### 駅・車内での案内
- 駅の案内サインに関しては関西圏の大手私鉄にしては珍しく、さらにはいち早くほぼ全駅でユニバーサルデザインのピクトグラムを導入している。
- 大阪梅田駅、神戸三宮駅、宝塚駅といったJR線に接続する駅の次駅案内放送は、旧国鉄時代から2013年12月21日の京都線ダイヤ改正までは一貫してJR線への案内をしていなかった[注釈 21]。ただし2006 - 2007年のダイヤ改正で路線図に関してのみ表記するようになっている。
- 駅構内の自動放送はタレントの片山光男と丸子由美が担当している。2013年現在、丸子が駅構内の自動放送を演じる唯一の事業者となる[注釈 22]。
- 車内自動放送については、最初に導入したのがワンマン運転を行う甲陽線と今津南線（西宮北口 - 今津間）で、それ以外では京都線を走る観光列車の「京とれいん」・「京とれいん雅洛」のみで行われていた。2020年3月14日からは京都線9300系と嵐山線6300系で車内自動放送が導入され、2021年4月3日からは神戸線・今津北線・千里線、同年11月6日からは宝塚線・箕面線と能勢電鉄線直通の日生エクスプレスでも開始した（甲陽線・今津南線では同時に英語放送を追加）。なお、阪急の場合は近鉄などで見られる携帯タブレット端末を車両側のコネクタに装着する方式ではなく、あらかじめ乗務員室の車掌台上に固定されたタッチパネル式装置を車掌が操作する方式となっている[77][注釈 23]。2024年登場の2代目2300系と2代目2000系は他社と同様の車載型（運転台上のモニタ装置に内蔵）である。自動放送の声優は日本語を元FM802アナウンサーの下間都代子、英語をジャネット・マリー・バンティングが担当している[78]。接続列車の案内とマナー・啓発案内については引き続き車掌の肉声で行う。
- 下の写真にあるように、現行の駅名標の駅名表示は、ひらがな表示を大きくしている。1986年3月より車両の方向幕に英字を追加したのと相前後して、同年よりひらがな表示が大きな駅名標が使用開始されたが、それまでの駅名標は漢字表示のほうが大きく、ひらがな表示がないものであった。それ以前の駅名標は縦書き表示と、他社線とは一線を画していた（これは能勢電鉄も同様だった）。また、近隣の他社線に同名の駅がある場合は「阪急」と記載することが多いが、駅ナンバリング導入後に交換された物では削除されている。
  - 関西大手私鉄では2000年代以降、漢字表示のほうが大きいタイプの駅名標が増えたが[注釈 24]、阪急では「子供に分かりやすくするため」、「十三駅、夙川駅などの難読駅名が多い」という理由から、漢字表示のほうが大きいタイプに交換されることはなく、駅名標を更新して大幅に書体を変えても、ひらがな表示が大きいタイプであることは踏襲されている[注釈 25]。

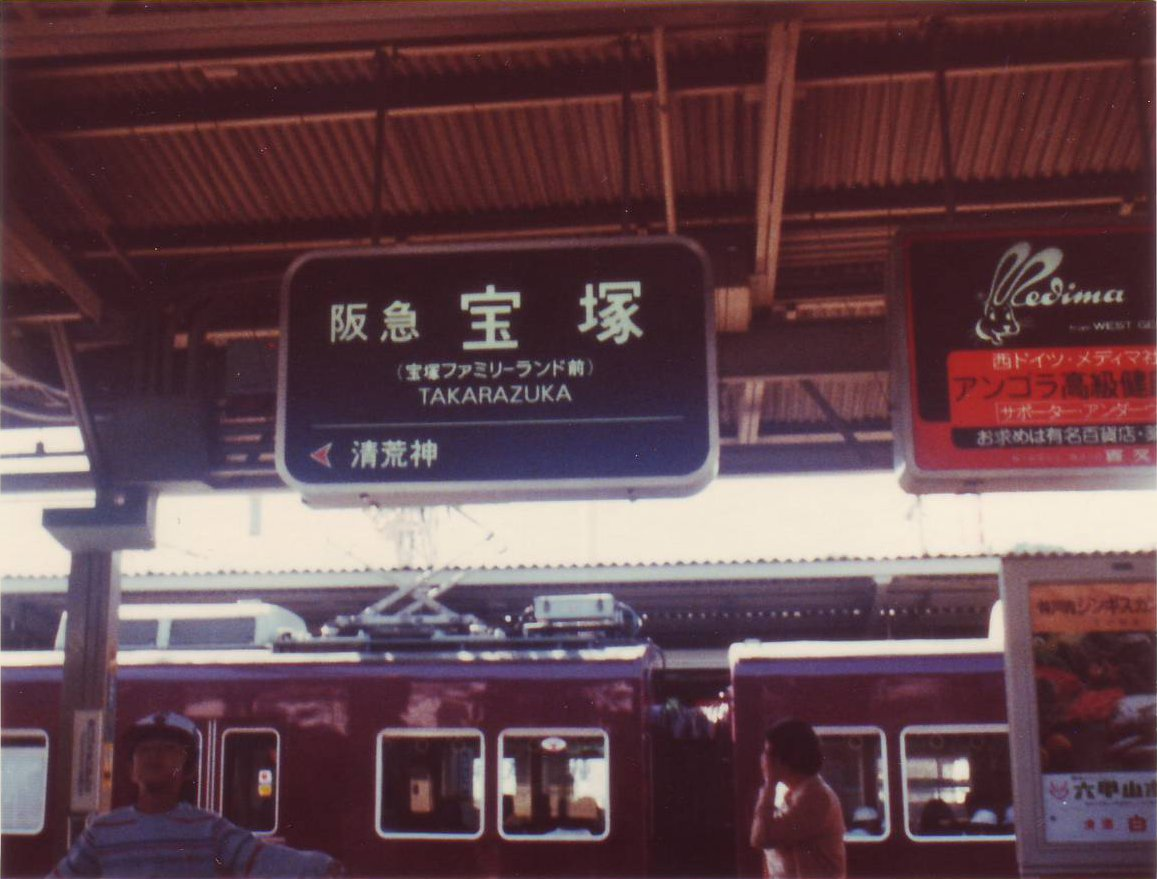
1. 阪急電鉄の駅名標の例（1984年当時の宝塚駅）。1986年までの駅名標は漢字とローマ字の表記しかなかった。
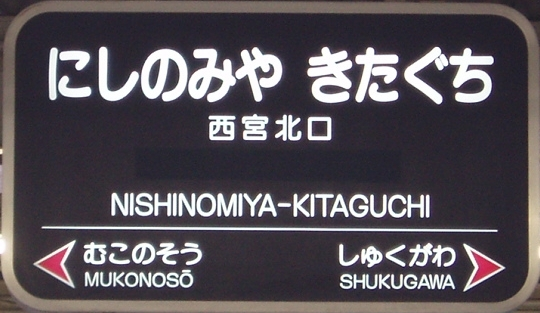
2. 阪急電鉄の駅名標の例（阪急西宮ガーデンズ開業前の西宮北口駅）。1986年に採用を開始。2000年代前半頃までに作られた案内サイン等の書体には、主に「ナール」が用いられている。
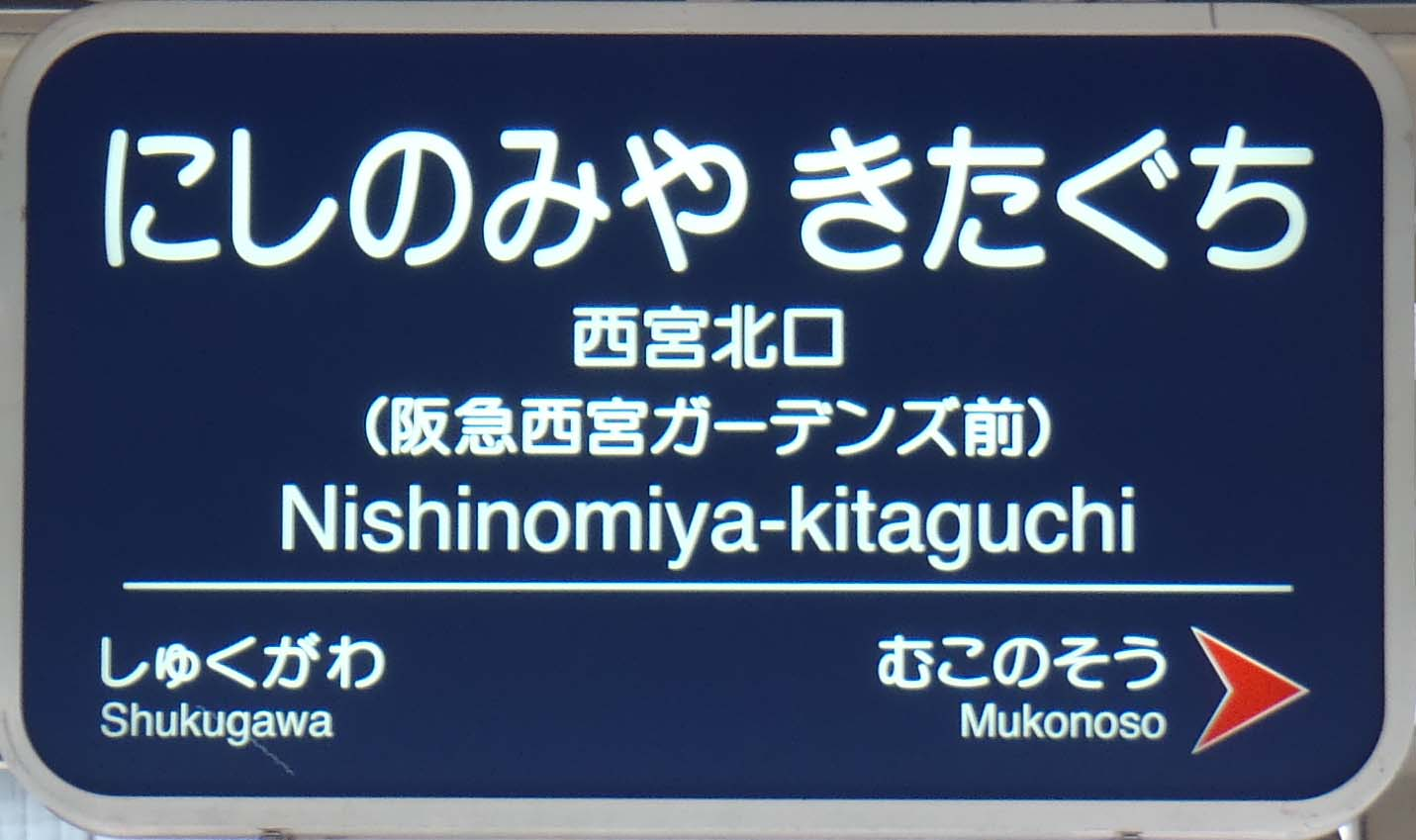
3. 阪急電鉄の駅名標の例（阪急西宮ガーデンズ開業後の西宮北口駅）。2.とフォントや英字表記などが異なる。矢印もホームの進行方向のみの記載になった。
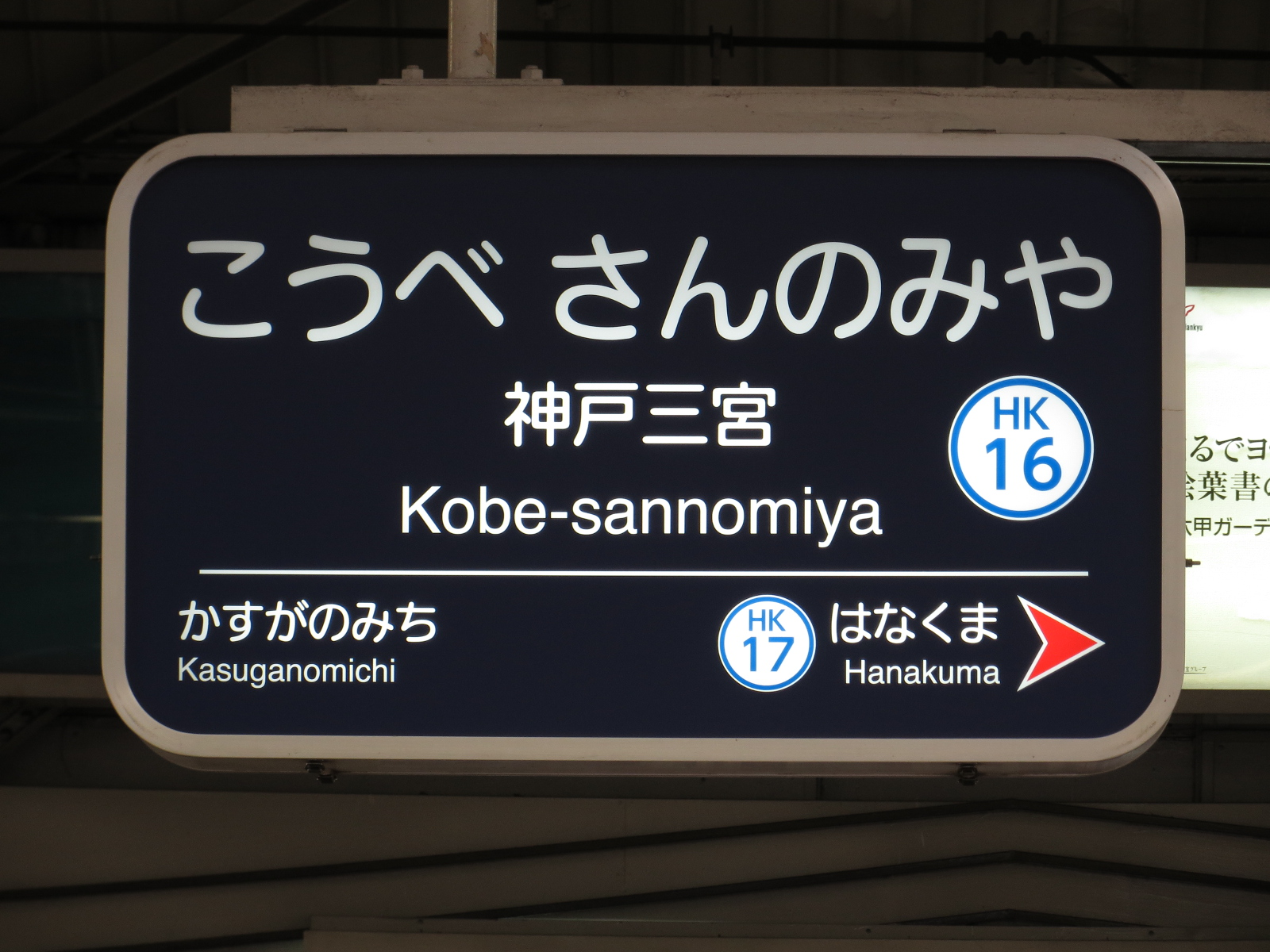
4. 阪急電鉄の駅名標の例（駅ナンバリング導入後の神戸三宮駅）。書体は「ナール」に代わって「イワタUD丸ゴシック」が用いられている。

### 携帯電話電源オフ車両
阪急電鉄では、携帯電話の電源オフを終日ルールづけた車両「携帯電話電源オフ車両」を全列車に設定している。2003年（平成15年）6月10日から1か月間限定で試験導入、同年7月11日から本格的に導入した。また京都線に直通する地下鉄堺筋線や同じ阪急阪神東宝グループの能勢電鉄・神戸電鉄でも導入されている。またこの「携帯電話電源オフ車両」についてのアナウンスは、車掌によって異なることがある。オフ車両導入当初は先頭車両と最後尾車両がそれに指定されていたが、2007年（平成19年）10月29日から下記のように変更された。
- 設定車両：1車両（神戸・宝塚・京都・北千里・伊丹・箕面・川西能勢口側の先頭車両）

なお、2014年7月15日に携帯電話電源オフ車両を廃止し（堺筋線や能勢電鉄・神戸電鉄も同時）、以降は「優先座席付近では、混雑時は電源オフ」とした。

### 優先座席
もう一つ、阪急電鉄の独自ルールとして特筆されたものが「全席優先座席」である。阪急電鉄では「特定の席にこだわらず、すべての座席で譲り合いの精神を」とのことから、特定の座席を優先座席と指定することを廃止して1999年（平成11年）4月から「全席優先座席」を導入していた。阪急電鉄で「携帯電話電源オフ車両」が設定されたのは、同業他社が「優先座席付近では携帯電話の電源をオフ」というルールを導入したが阪急では前述のとおり、特定の優先座席の指定がなかったためである。ただし、地下鉄堺筋線から乗り入れている大阪市交（当時）66系電車はこの間も優先座席の設置を継続しており、「携帯電話電源オフ車両」導入時は、優先座席付近で携帯電話の電源を切ることを義務付けない形として対応した。
ところが、阪急電鉄側の思惑とは裏腹にこの「全席優先座席」は浸透せず、ほとんど座席の譲り合いが行われていないという現状を受け、2007年（平成19年）6月末の阪急阪神ホールディングスの株主総会で再設置の要望があったのを機に全席優先座席を見直すことになり、同年10月29日に「全席優先座席」は廃止され、再び「優先座席」を設置した。「携帯電話電源オフ車両」は継続され、大阪市交66系電車同様に優先座席付近で携帯電話の電源を切ることを義務付けない形とした。
しかし、優先座席の設置箇所は基本的に各車両の「梅田を前方としたときの最後尾座席」（すなわち神戸・宝塚・京都寄り）であるのだが、運転台、もしくは運転台跡が存在する車両はそれらの逆側（梅田寄り）の座席となっており、中間に運転台およびその廃止改造を行った車両が含まれる編成（神戸線の8032Fなど）だと、優先座席が車両前方にあったり後方にあったりで、統一されていないという懸念があった。
2014年7月からは、携帯電話電源オフ車両の廃止に合わせ、各車両の優先座席の設置箇所を運転台の位置にかかわらず神戸・宝塚・京都寄りに統一し、あわせて優先座席の色を赤紫色に順次変更している。

### 公衆無線LAN (Wi-Fi)
主要携帯電話会社の公衆無線LANは、2013年には天神橋筋六丁目駅を除き、神戸高速線の花隈駅を含む全駅で利用できるようになった。利用できる無線LANは「阪神電気鉄道#公衆無線LAN」を参照。同年12月21日には訪日旅行者向け無料公衆無線LANサービス「HANKYU-HANSHIN WELCOME WiFi」も、天神橋筋六丁目駅を除き、花隈駅を含む全駅で開始された。
2018年には、京都線の9300系と観光列車「京とれいん」の車内で、無料公衆無線LANサービス「HANKYU-TRAIN FREE Wi-Fi」「HANKYU-HANSHIN WELCOME WiFi」の提供を開始した。2019年から京都線で運行を開始した「京とれいん 雅洛」では、これらの無料公衆無線LANサービスが利用できるほか、前方展望映像専用のWi-Fiサービスもある。

### 自動改札
2007年11月28日に阪急電鉄は、鉄道向け自動改札システムの開発・実用化に関して、電気・電子・情報・通信分野における世界最大の学会であるIEEE（アメリカ電気電子学会）より、「IEEEマイルストーン」に認定され、同システムを共同で研究・開発してきた、大阪大学・オムロン・近畿日本鉄道と共に受賞したと発表した。1967年に自動改札機の試験導入が行われた千里線の北千里駅には、受賞記念の銘板が設置されている。

### 学生専用出口
日本の鉄道事業者で初めて改札口を設けないフリーパスゲート「学生専用出口」を1965年に甲陽線甲陽園駅を皮切りに一部の駅で開設した（制服着用が条件）。1969年には「通勤専用出口」を塚口駅、池田駅、富田駅に設置した。1994年の「フェアライドシステム」導入後も定期券の出場記録がなくても入場可能とする対応であり、現在も王子公園駅や相川駅などにある。ただし磁気定期券のみ対象でICカード式の定期券には非対応のため、ほとんどの学生が改札機を用いて出場している。雲雀丘花屋敷駅には雲雀丘学園中学校・高等学校に直結している専用の改札口がある（自動改札機が設置されている）。

### 広報
阪急電車情報誌として、古くから『阪急沿線』→『Linea（リネア）』を発行してきたが、『Linea』は1990年代後半に『TOKK』に統合された（『TOKK』は『Linea』とは別に存在）。現在はTOKK毎月1日発行分の最終ページの前のページに『Linea』というコーナーで存続している。また各線でダイヤ改正を行ったときは改正ほぼ一週間前に時刻表が掲載された臨時増刊が必ず行われる。『Linea』では1990年から1994年まで「FREPPY（フレッピー）」という猫のようなマスコットキャラクターが存在した（愛称の「FREPPY」は公募により決定）。

### CMキャラクター
阪急電鉄の企業CMは、主に自社の社員としての身分も有する宝塚歌劇団の団員が主に出演（過去には阪急ブレーブスの選手も出演）するが、まれに宝塚以外のタレントが出演する場合がある。
- 若村麻由美（ラガールスルー運用開始）
- 西田ひかる (HANA PLUS PiTaPa)
- 中谷美紀（嵐山）
- 天海祐希
- 星野伸之

### 競馬との関係
今津線の仁川駅を最寄駅とする中央競馬の阪神競馬場では、阪急杯として重賞競走が行われるほか、阪神競馬開催時に様々なイベントを実施する。阪神競馬開催時には仁川発西宮北口行きの普通列車や、仁川発大阪梅田行きの臨時急行が運転される。
また、神戸線の園田駅を最寄駅とする地方競馬の園田競馬場への無料送迎バスは同じ阪急阪神東宝グループに属する、阪急バスが担当している。

### その他
- 登記上の本店を大阪府池田市に置いていることから、池田市を所管する豊能税務署の法人税ランクでは常にトップである。
- かつて、宝塚本線では正月三が日に限り、沿線の寺社への初詣客に対応するため日中は「臨時ダイヤ」を編成していた。1990年代までは急行・普通に加えて臨時特急を増発し、のちに梅田 - 宝塚間の急行と普通をそれぞれ10分間隔（実質5分間隔）で運転する形態がとられたものの、2016年以降は臨時ダイヤは編成されていない。なお、京都本線でも昼間の特急が増発されるまでは正月三が日に限り、特急・急行を増発していた時期もあった。
- 朝夕のラッシュ時などの駅案内業務の臨時案内係（アルバイト）として学生班が設けられている。その名の通り、大学生と専門学校生が雇用対象（予備校生は対象外）である。
- 阪急では公共性を重視する観点から、ゴシップ週刊誌の中吊り広告を一切掲示していない[86]。
- 乗車マナーの向上のためのキャラクター「マナーアップ戦隊マナブンジャー」を制定している。
- 大正時代の沿線開発では、伊丹市に本社を置く小西酒造の支援を受ける形で沿線開発もなされたため両社の結びつきは深い。今でも駅構内などの小西酒造の「白雪」ブランドの広告看板が多いのは、その名残である。
- 関西の大手私鉄では唯一、自動券売機は日本語機能のみで英語を含めた外国語機能は無かったが[注釈 26]、一部の駅で交換が進む新型の自動券売機では英語を含めた4か国語の機能が付いた。

## 関係企業
阪急阪神東宝グループに属する全企業の一覧は「阪急阪神東宝グループ」を参照。
- 阪神電気鉄道
  - 阪神タイガース
- エイチ・ツー・オー リテイリング
  - 阪急阪神百貨店（阪急百貨店）
  - 阪急オアシス
- 東宝
- 阪急阪神不動産
- 阪急電鉄グループ
  - 能勢電鉄
  - 北大阪急行電鉄
  - 神戸電鉄
  - 北神急行電鉄
  - 神戸高速鉄道
  - 阪急バス
  - 神鉄バス
  - 丹後海陸交通
  - 阪急タクシー
  - 阪急交通社
  - 関西テレビ放送 - FNN・FNSの準キー局。産経新聞・フジテレビをはじめとするフジサンケイグループにも近い。
  - 阪急コミュニケーションズ - 旧TBSブリタニカ。ただし百科事典事業を除く。
  - アルナ車両
  - ステーションファイナンス - 2009年、Jトラストに経営権譲渡。
  - シアター・ドラマシティ
  - 阪急設計コンサルタント（旧アーバン・エース）
  - 森組 - 2007年、長谷工コーポレーションに経営権譲渡。
  - オーエス - 東宝グループでもある。
  - 東京楽天地 - 東宝グループでもある。

- 下津井電鉄 - 阪急電鉄が資本参加しているが、関係は比較的希薄であり、むしろ同じ地元の両備バスとの関係が良好である。
- 全但バス - かつて阪急電鉄の関連会社であった。
- 池田泉州銀行 - 阪急阪神ホールディングスが大株主で、阪急電鉄の駅構内に設置しているATM「PatSat」の管理銀行。
- 毎日放送 - 開局に携わっている。また、『日曜劇場』の新作の広告を車内に掲載している。
- エフエム大阪 (FM OH!)  - 阪急阪神ホールディングスが株主になっている。また、現在SDD（ストップ・ドランク・ドライビング）プロジェクト（飲酒運転をやめる運動）のスポンサーに阪急阪神東宝グループとして参加。
- Kiss-FM KOBE - 時期は不明だが、過去に提供番組があった。

## 阪急電鉄に関するメディアとコンテンツ

### 提供番組

#### テレビ番組
- エンター・ザ・ミュージック（BSテレ東） - 現行の提供番組で、出入りはあるが、放送開始から一貫して提供しており、宝塚歌劇団の公演のコマーシャルが流される。
- 三井住友VISA太平洋マスターズ（TBS） - 2015年度よりの現行の提供番組で、宝塚歌劇団の公演のコマーシャルが流される（30秒×2本）。
- 阪急ドラマシリーズ（関西テレビ） - 1965年から1994年まで放送されており、関西テレビとフジテレビでは阪急電鉄グループがスポンサーとなっていた。ロケ地は阪急沿線で、特に宝塚本線・今津線・神戸本線沿線が多かった。
- MBSナウ - 毎日放送（MBSテレビ）で放送されていたニュース番組。
- 宝塚歌劇舞台中継（関西テレビ）

#### ラジオ番組
- ブレーブス・ダイナミック・アワー - 阪急百貨店とともに提供しMBSラジオで放送された阪急ブレーブスの試合中継・情報番組。
- 60歳からげんきKOBE - ラジオ関西にて日曜朝に放送されている番組。

### 映画・映像ソフト
- She's Rain - 1993年公開の映画。ストーリーがほぼ全般に亘って阪急沿線で展開する。
- 火垂るの墓（アニメ映画） - 映画の冒頭、清太と節子を乗せた電車が駅ビルを出てゆくシーンは、阪急電車が阪急神戸駅（現在の神戸三宮駅）を出発し、神戸阪急ビル（通称：阪急会館）の2階部分から出てくるというシチュエーションである。なお、神戸阪急ビルは1995年1月17日に発生した阪神・淡路大震災により甚大な被害を受けたため、後日取り壊された。
- 栄光の車両たちと阪急の100年 - DVDソフト。ナレーション：羽川英樹（第1章 - 第5章・第7章 - 第10章）、村田好夫（第6章）

### 小説
- 阪急電車 - 有川浩の今津線を舞台とした小説作品集。後に『阪急電車 片道15分の奇跡』のタイトルで映画化され、2011年4月29日（関西のみ4月23日）に一般公開された。なお、映画の制作には阪急電鉄のほか阪急阪神東宝グループの関西テレビ放送も関わっている。
- 決戦・日本シリーズ - かんべむさしの短編小説。阪急、阪神、両社沿線の様子や文化の違いを風刺した作品。
- 涼宮ハルヒシリーズ - 谷川流のライトノベル、及びそれを原作としたメディアミックス作品。西宮市内を中心とした沿線が舞台のモデルとなっており、アニメ版では劇中で阪急電車を利用するシーンも描かれている。作者の谷川も西宮市の沿線出身。

### 楽曲
- 三国駅 - aikoの楽曲。阪急宝塚本線の三国駅が舞台である。
- 始まりの場所 - 寿美菜子の楽曲。歌詞にある「あずき色した電車」とは阪急電車のことである。
- 阪急電車と2DK - コレサワの楽曲。コレサワは京都本線沿線の摂津市出身。
- 阪急電車 - NMB48の楽曲。歌詞に快速が出てくることから京都本線と思われる。メンバーの山本彩（2018年11月卒業）は京都本線沿線出身。

### 漫画・アニメ
- 劇場版ポケットモンスター アドバンスジェネレーション 裂空の訪問者 デオキシス - 2004年公開の劇場版ポケットモンスターのアニメ映画作品。阪急電鉄との間でタイアップして、映画が公開された2004年の夏休み期間中にスタンプラリーを行った[87]。
- 交響詩篇エウレカセブン - 2005年に毎日放送（MBS）・TBS系で放送されたテレビアニメ。阪急電鉄との間でタイアップして、アニメが放送された2005年のゴールデンウィーク期間中にスタンプラリーを行った[88]。
- 劇場版 鋼の錬金術師 シャンバラを征く者 - 2005年公開の鋼の錬金術師のアニメ映画作品。阪急電鉄との間でタイアップして、映画が公開された2005年の夏休み期間中にスタンプラリーなどを行った[89]。
- NARUTO -ナルト- - テレビアニメ。下記のアニメ映画作品と阪急電鉄と能勢電鉄・阪神電気鉄道との間でタイアップして、それぞれの映画が公開された夏休み期間中にスタンプラリーなどを行った。
  - 劇場版 NARUTO -ナルト- 大興奮!みかづき島のアニマル騒動だってばよ（2006年）[90]
  - ROAD TO NINJA -NARUTO THE MOVIE-（2012年）[91]
- 仮面ライダーシリーズ - テレビ番組。2007年より2011年まで下記の映画作品と阪急電鉄および能勢電鉄・阪神電気鉄道との間でタイアップして、それぞれの映画が公開された夏休み期間中にスタンプラリーなどを行った。
  - 劇場版 仮面ライダー電王 俺、誕生!（2007年）[92]
  - 劇場版 仮面ライダーキバ 魔界城の王（2008年）[93]
  - 劇場版 仮面ライダーディケイド オールライダー対大ショッカー（2009年）[94]
  - 仮面ライダーW FOREVER AtoZ/運命のガイアメモリ（2010年）[95]
  - 劇場版 仮面ライダーオーズ WONDERFUL 将軍と21のコアメダル（2011年）[96]
- プリキュアシリーズ - テレビアニメ。2007年より2011年まで下記のテレビアニメ及びアニメ映画作品と阪急電鉄および能勢電鉄・阪神電気鉄道との間でタイアップして、それぞれの映画が公開された夏休み期間中にスタンプラリーなどを行った。
  - Yes!プリキュア5・映画 Yes!プリキュア5 鏡の国のミラクル大冒険!（2007年）[92]
  - 映画 Yes!プリキュア5GoGo! お菓子の国のハッピーバースディ♪（2008年）[93]
  - 映画 フレッシュプリキュア! おもちゃの国は秘密がいっぱい!?（2009年）[94]
  - 映画 ハートキャッチプリキュア! 花の都でファッションショー…ですか!?（2010年）[95]
  - 映画 スイートプリキュア♪ とりもどせ! 心がつなぐ奇跡のメロディ♪（2011年）[96]
- ジュエルペット スウィーツダンスプリンセス - 2012年公開のジュエルペットのアニメ映画作品。阪急電鉄および能勢電鉄・阪神電気鉄道との間でタイアップして、映画が公開された2012年の夏休み期間中にスタンプラリーなどを行った[91]